# Dos Hermanas
Dos Hermanas es una ciudad y municipio español perteneciente a la provincia de Sevilla, en Andalucía (España) y ubicada en la comarca del área metropolitana de Sevilla. Geográficamente, se encuentra situada en la depresión del río Guadalquivir.
Su población es de 140 430 habitantes (INE 2024), por tanto, es la novena ciudad más poblada de Andalucía, la 48.ª del conjunto de España. Su extensión es de 160,48 km², tiene una densidad de 857,5 hab/km² y se encuentra situada a una altitud media de 42 m sobre el nivel del mar. En los últimos cuarenta años ha tenido un fuerte crecimiento demográfico (en 1970 solo tenía 39 677 habitantes), debido a su cercanía a Sevilla y a su actividad industrial. Según la pirámide de población correspondiente a 2007, su población es mayoritariamente joven, en contraste con las pirámides de población de otras ciudades españolas, con una población mucho más envejecida. Forma el partido judicial número 12 de la provincia, con la ciudad como único municipio, que cuenta con 7 juzgados de primera instancia e instrucción.
El municipio comprende cuatro núcleos de población separados: Dos Hermanas (centro), Fuente del Rey, Marismas y Puntales-Adriano y Montequinto. En diciembre de 2013 el Parlamento de Andalucía, lo declaró municipio de gran población.
Existen dos festividades declaradas Fiesta de Interés Turístico Nacional: la Romería de Valme, celebrada el tercer domingo de octubre, y la Feria de Mayo, que se celebra cuatro semanas después de la Semana Santa. Fueron distinguidas en 1976 y 1998 respectivamente.

## Toponimia
El gentilicio de sus habitantes es nazareno, -a. Proviene, según la leyenda popular, del apellido de las hermanas Elvira y Estefanía Nazareno, que además dan nombre a la ciudad.
Según esta leyenda, tras la conquista de Sevilla por Fernando III de Castilla, en el Repartimento se integran estas tierras en la Corona Leonesa y se otorgan al Adalid leonés Gonzalo Nazareno, natural de Villavicencio de los Caballeros, Reino de León. Este Adalid estaba emparentado con las hermanas Elvira y Estefanía Nazareno que, según la tradición, descubrieron en una cueva-gruta una escultura gótica de santa Ana y una campana, que se conservan.
Los habitantes, por tanto, adoptan el gentilicio a partir del apellido de estas dos mujeres a las que se las considera fundadoras de la población.
La primera mención como Dos Hermanas data de 1405.

## Símbolos

### Escudo
Escudo, de plata, las dos figuras femeninas, con manto de azur y de sinople, respectivamente emparejadas y enlazadas de la mano. Segundo, de gules, la torre de plata. Al timbre. Corona real. Escudo de Dos Hermanas Boja nº 246 20-12 2004

Es el primer escudo de Dos Hermanas.

### Bandera
La bandera está inspirada en el pendón que el rey Fernando III depositó en estas tierras y que se conserva en la iglesia de Santa María Magdalena. Existen dudas respecto a la procedencia del pendón y se cree que podría ser un pendón arrebatado a los árabes o un pendón basado en el Pendón Real de León, con colores similares.
La bandera de Dos Hermanas: es rectangular, con una proporción de 11x18, de color rojo bandera de España. En el centro, sobrepuesto, el Escudo de Armas de la ciudad, cuya altura será de un tercio de la anchura de la bandera. Bandera de Dos Hermanas Boja n.º 246 20-12-2004.

## Geografía

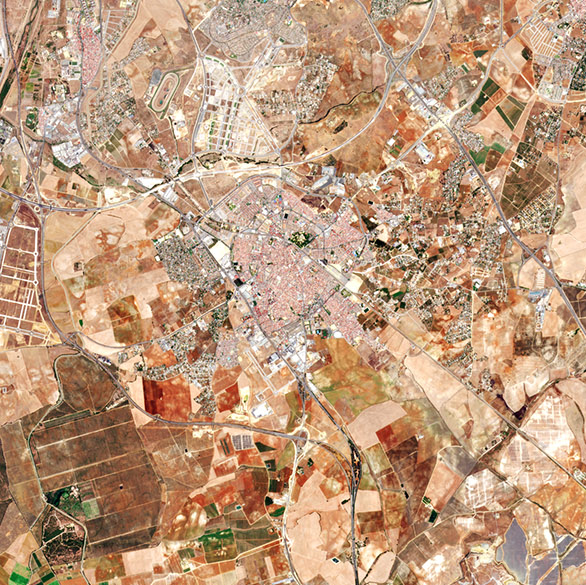
Vista por el Sentinel-2 de la Agencia Espacial Europea

Integrado en la Comarca Metropolitana de Sevilla, se sitúa a 14 kilómetros del centro de la capital andaluza. El término municipal está atravesado por varias carreteras:
- Autovía del Sur A-4, que continúa luego como la antigua carretera nacional N-IV desde el inicio de la AP-4, entre los pK 550 y 562.
- Autopista del Sur AP-4 (Sevilla-Cádiz), que une Sevilla con Cádiz.
- Autovía autonómica A-392 (Dos Hermanas-Alcalá de Guadaíra) que permite la comunicación con Alcalá de Guadaíra.
- Carretera autonómica A-8032 (Bellavista-Dos Hermanas) que permite la comunicación con el barrio de Bellavista de Sevilla.

El municipio está ubicado en la depresión del Guadalquivir, en la margen izquierda del curso bajo del río. Se localiza mayormente sobre una de las unidades físicas que conforman la aglomeración urbana de Sevilla, la comarca natural de Los Alcores. Lo componen cuatro núcleos de población:
| Dos Hermanas (centro) (código INE 41 038 000100)       | 37°17′01″N 5°55′20″O / 37.28361, -5.92222 | 96 931 habitantes (2019) |
| Montequinto (código INE 41 038 000500)                 | 37°20′37″N 5°56′00″O / 37.34361, -5.93333 | 35 698 habitantes (2019) |
| Fuente del Rey (código INE 41 038 000200)              | 37°18′37″N 5°58′25″O / 37.31028, -5.97361 | 1285 habitantes (2019)   |
| Marismas y Puntales-Adriano (código INE 41 038 000300) | 37°11′52″N 5°57′33″O / 37.19778, -5.95917 | 50 habitantes (2019)     |

La topografía del término es suave, estando las mayores altitudes al noreste (Montequinto), descendiendo desde aquí en dirección a los ríos Guadaíra y Guadalquivir al noroeste y a las marismas del Guadalquivir al suroeste. La altitud oscila entre los 106 m de la Torre de Quintos, al noreste, y los 2 m sobre el nivel del mar en las marismas del Guadalquivir al suroeste. El pueblo se alza a 65 m sobre el nivel del mar.
| Noroeste: Palomares del Río y Gelves | Norte: Sevilla y Alcalá de Guadaíra                  | Noreste: Alcalá de Guadaíra                  |
| Oeste: Coria del Río                 |                                                      | Este: Alcalá de Guadaíra                     |
| Sudoeste La Puebla del Río y Utrera  | Sur: Los Palacios y Villafranca y Alcalá de Guadaíra | Sudeste: Los Palacios y Villafranca y Utrera |

### Hidrografía

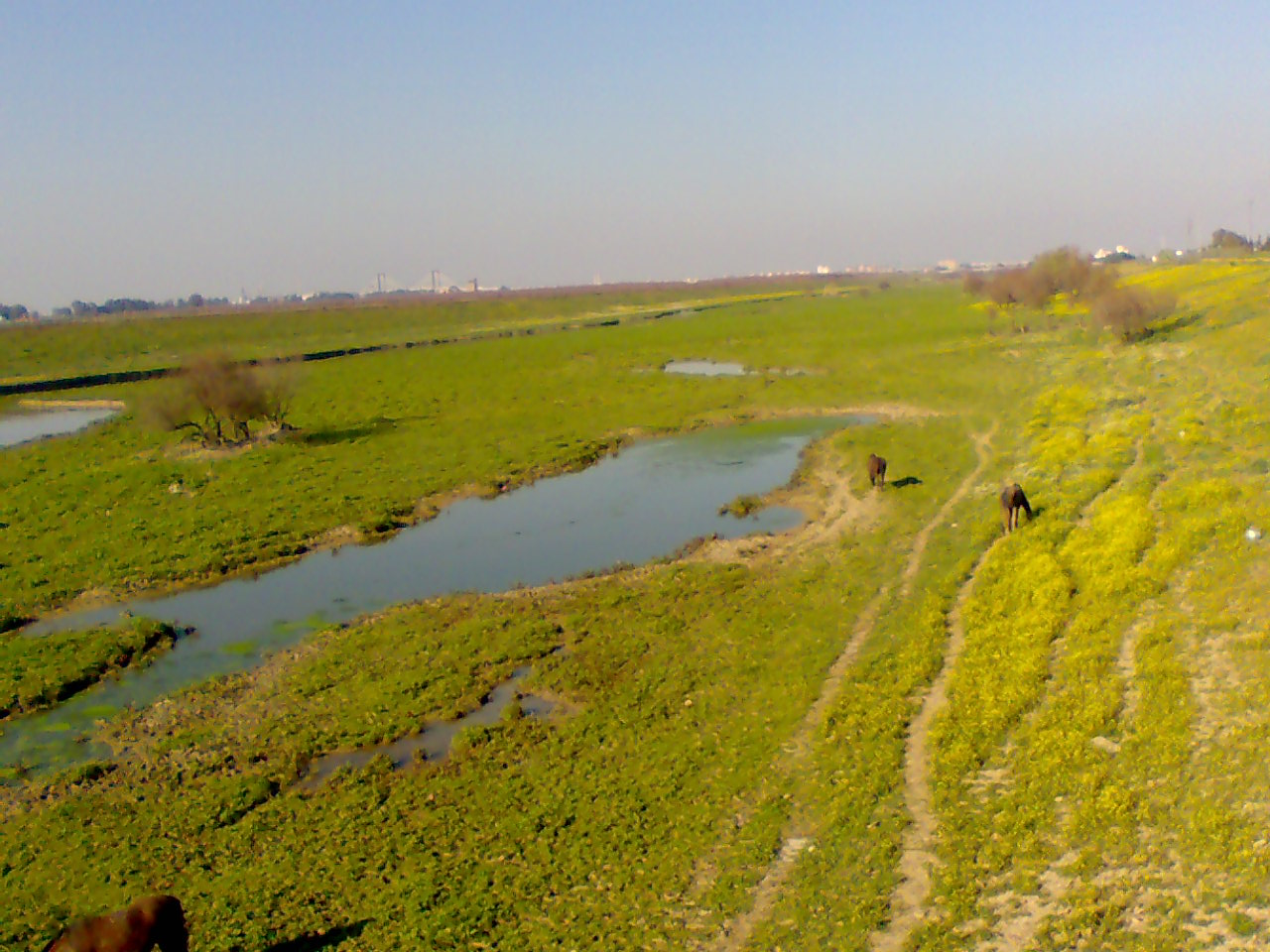
Nuevo cauce del río Guadaíra a su paso por el término municipal

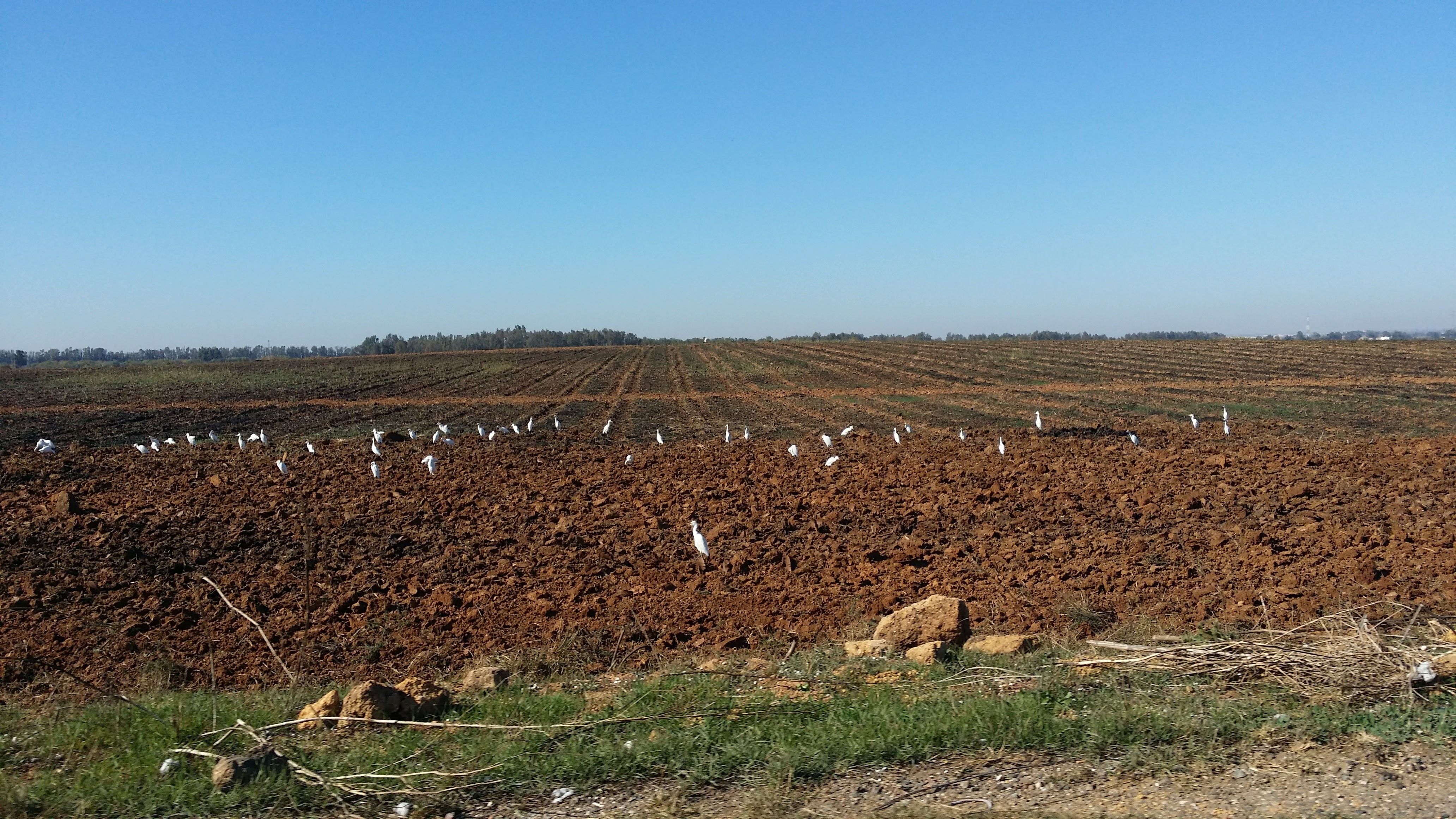
Aves a la altura del río Guadaira, en la carretera de la Isla

La hidrografía de Dos Hermanas está determinada principalmente por el río Guadalquivir, que conforma el límite natural con los municipios de Coria, Gelves y Puebla del Río. Por otra parte el arroyo de San Juan forma la divisoria con los municipios de Alcalá de Guadaíra, Utrera y Los Palacios. Por el municipio tienen su cauce pequeños arroyos como el de las Culebras (conocido popularmente como de la dehesa o la jesa), Pasadillas y el Caño de la Vera. Como obras hidráulicas destacables figuran el canal del Bajo Guadalquivir, actualmente llamado Canal de los Presos, que atraviesa el municipio de norte a sur, el nuevo cauce del río Guadaíra y el muelle en el río Guadalquivir para la descarga de buques butaneros.

### Clima
El aeropuerto de Sevilla dista solamente 20 km de Dos Hermanas y, como ambos lugares están situados en la misma planicie, pueden considerarse válidos para Dos Hermanas los datos meteorológicos registrados en la estación situada en el aeropuerto de Sevilla y que son los siguientes:

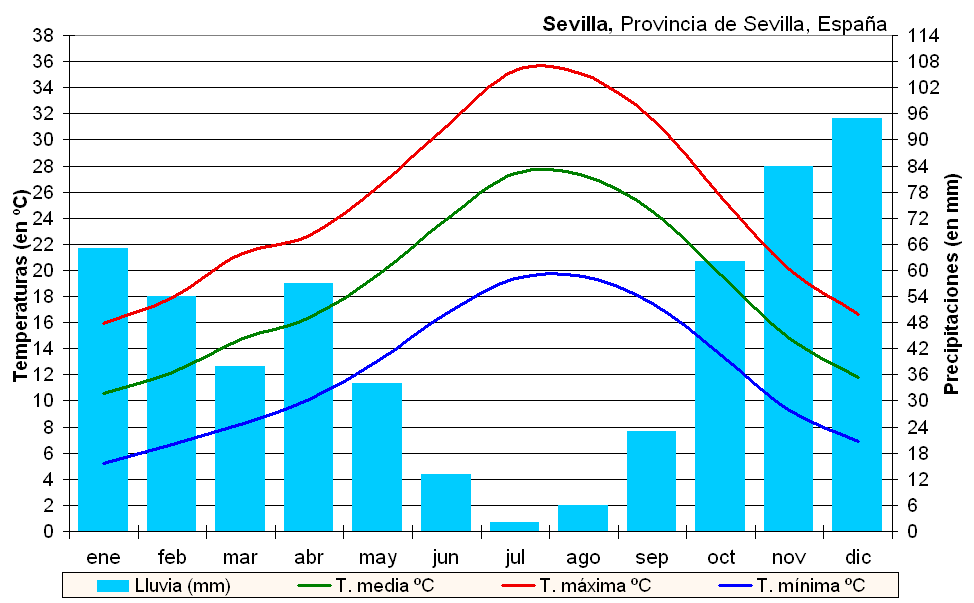
Climograma de Sevilla. Datos del observatorio del aeropuerto

El clima del área metropolitana de Sevilla es mediterráneo con influencia continental, con precipitaciones variables, veranos secos muy cálidos e inviernos suaves sin nevadas. Según la clasificación climática de Köppen, corresponde a un clima Csa. La temperatura media anual es de 18,6 °C, una de las mayores de Europa. Enero es el mes más frío, con una media de temperaturas mínimas de 5,2 °C; y julio es el mes más caluroso, con una media de temperaturas máximas diarias de 35,3 °C. Se superan todos los años los 40 °C en varias ocasiones. Las temperaturas extremas registradas en la estación meteorológica del aeropuerto de Sevilla fueron de -5,5 °C el 12 de febrero de 1956 y de 46,6 °C el 23 de julio de 1995. Hay récord, no homologado por el Instituto Nacional de Meteorología, de 47 °C el 1 de agosto de 2003, según la estación meteorológica 83910 (LEZL) situada en la parte sur del aeropuerto de Sevilla, cerca de la zona militar abandonada. Existen noticias de una temperatura de 50 °C el 4 de agosto de 1881 pero ese dato resulta poco fiable ya que las estaciones meteorológicas que se utilizaban anteriormente no poseían la misma precisión que las actuales.
Las precipitaciones oscilan de 500 a 600 mm al año, concentradas de octubre a abril; diciembre es el mes más lluvioso, con 95 mm. Hay un promedio de 52 días de lluvia al año, 2898 horas de sol y varios días de heladas —que difícilmente se prolongan más de 3 o 4 días seguidos—, en los que la temperatura mínima baja de 0 °C y las máximas no pasan de los 8 o 10 °C.
| Parámetros climáticos promedio de Aeropuerto de Sevilla | Parámetros climáticos promedio de Aeropuerto de Sevilla | Parámetros climáticos promedio de Aeropuerto de Sevilla | Parámetros climáticos promedio de Aeropuerto de Sevilla | Parámetros climáticos promedio de Aeropuerto de Sevilla | Parámetros climáticos promedio de Aeropuerto de Sevilla | Parámetros climáticos promedio de Aeropuerto de Sevilla | Parámetros climáticos promedio de Aeropuerto de Sevilla | Parámetros climáticos promedio de Aeropuerto de Sevilla | Parámetros climáticos promedio de Aeropuerto de Sevilla | Parámetros climáticos promedio de Aeropuerto de Sevilla | Parámetros climáticos promedio de Aeropuerto de Sevilla | Parámetros climáticos promedio de Aeropuerto de Sevilla | Parámetros climáticos promedio de Aeropuerto de Sevilla |
| Mes                                                     | Ene.                                                    | Feb.                                                    | Mar.                                                    | Abr.                                                    | May.                                                    | Jun.                                                    | Jul.                                                    | Ago.                                                    | Sep.                                                    | Oct.                                                    | Nov.                                                    | Dic.                                                    | Anual                                                   |
| ------------------------------------------------------- | ------------------------------------------------------- | ------------------------------------------------------- | ------------------------------------------------------- | ------------------------------------------------------- | ------------------------------------------------------- | ------------------------------------------------------- | ------------------------------------------------------- | ------------------------------------------------------- | ------------------------------------------------------- | ------------------------------------------------------- | ------------------------------------------------------- | ------------------------------------------------------- | ------------------------------------------------------- |
| Temp. máx. media (°C)                                   | 15.9                                                    | 17.9                                                    | 21.2                                                    | 22.7                                                    | 26.4                                                    | 31.0                                                    | 35.3                                                    | 35.0                                                    | 31.6                                                    | 25.6                                                    | 20.1                                                    | 16.6                                                    | 24.9                                                    |
| Temp. media (°C)                                        | 10.6                                                    | 12.2                                                    | 14.7                                                    | 16.4                                                    | 19.7                                                    | 23.9                                                    | 27.4                                                    | 27.2                                                    | 24.5                                                    | 19.6                                                    | 14.8                                                    | 11.8                                                    | 18.6                                                    |
| Temp. mín. media (°C)                                   | 5.2                                                     | 6.7                                                     | 8.2                                                     | 10.1                                                    | 13.1                                                    | 16.7                                                    | 19.4                                                    | 19.5                                                    | 17.5                                                    | 13.5                                                    | 9.3                                                     | 6.9                                                     | 12.2                                                    |
| Precipitación total (mm)                                | 65                                                      | 54                                                      | 38                                                      | 57                                                      | 34                                                      | 13                                                      | 2                                                       | 6                                                       | 23                                                      | 62                                                      | 84                                                      | 95                                                      | 534                                                     |
| Fuente: Observatorio del aeropuerto de Sevilla          |                                                         |                                                         |                                                         |                                                         |                                                         |                                                         |                                                         |                                                         |                                                         |                                                         |                                                         |                                                         |                                                         |

### Flora y fauna
En el término de Dos Hermanas existen tres tipos de vegetación: los cultivos, la espontánea y la ciudadana que hay en los parques y jardines.
El primero, cada vez más reducido debido a la expansión urbana, está compuesto por olivar, cítricos y frutales entre los leñosos, trigo, maíz y avena entre los cereales. También se cultivan oleaginosas como el girasol, todo tipo de plantas hortenses, (tomate, lechuga, patata, etc.) y cultivos industriales como el algodón.
Como vegetación más o menos espontánea se pueden destacar los acebuches, (principalmente procedentes del abandono de cultivos de olivo), pinos piñoneros, (procedentes de repoblaciones en la Edad Media), eucalipto, álamo blanco, alcornoque, encina entre los árboles; arbustos como la jara, el lentisco, la juncia, el romero, la chumbera. y otras plantas como el palmito, el espárrago o las tagarninas.
En los parques y jardines de la ciudad destacan diversas especies, muchas de ellas provenientes del uso en el siglo XIX de las huertas de Dos Hermanas como casas de recreo por la burguesía sevillana de la época. Destaca el parque de la Alquería del Pilar, resultado de la unión de varias de estas casas de recreo, donde están representadas muchas especies, algunas de gran interés botánico. De esta flora urbana destacan las siguientes especies: palmeras del Viejo y Nuevo Mundo (Phoenix y Washingtonia), rosal, flor de pascua, petunia, tagetes, prunos, Cycas, etc.

### Zonas verdes

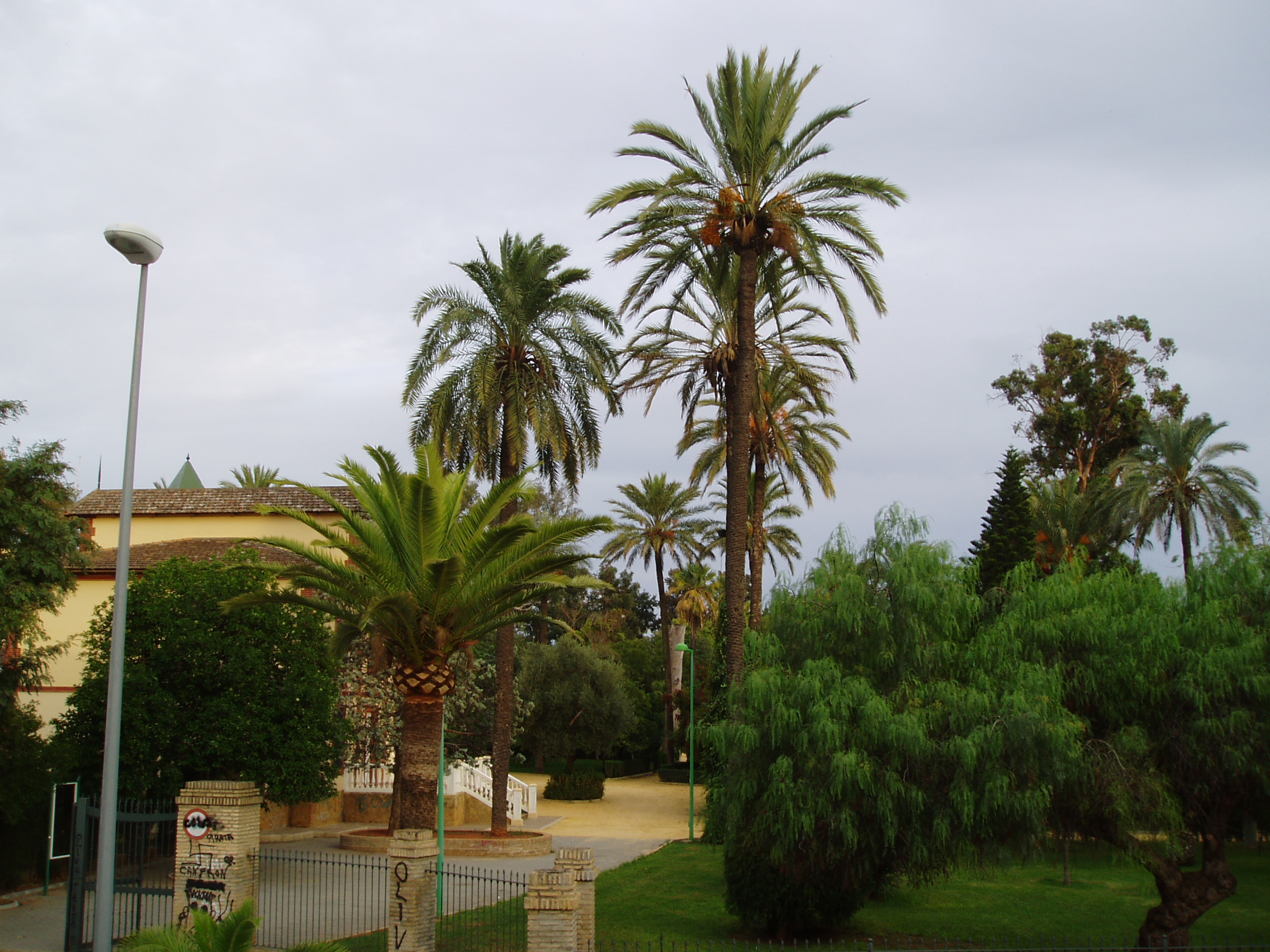
Parque de la Alquería del Pilar

La ciudad de Dos Hermanas ha recuperado para uso público la mayoría de jardines y zonas verdes del término municipal, configurando un entramado importante de zonas verdes para el disfrute de todos los ciudadanos y que constituyan un pulmón verde para la ciudad. Los parques públicos más importantes de la ciudad son los siguientes:
- Parque de la Alquería
- Parque de los Pinos
- Parque de la Laguna de Fuente de Rey
- Parque de la Colina
- Parque de las Cuatro Estaciones
- Parque convento de San José
- Parque periurbano de la Corchuela
- Parque del Hipódromo
- Parque metropolitano de la Dehesa

## Historia

### Edad Antigua
Desde la Antigüedad han existido asentamientos humanos en el término municipal, como Orippo, ciudad romana en la Vía Augusta de Roma a Cádiz probablemente ya poblada anteriormente por Turdetanos.
De esta ciudad se conservan la Torre de los Herberos y distintos restos que en la actualidad están siendo excavados. Estos restos incluyen varios hornos de alfar, algunos perfectamente conservados.

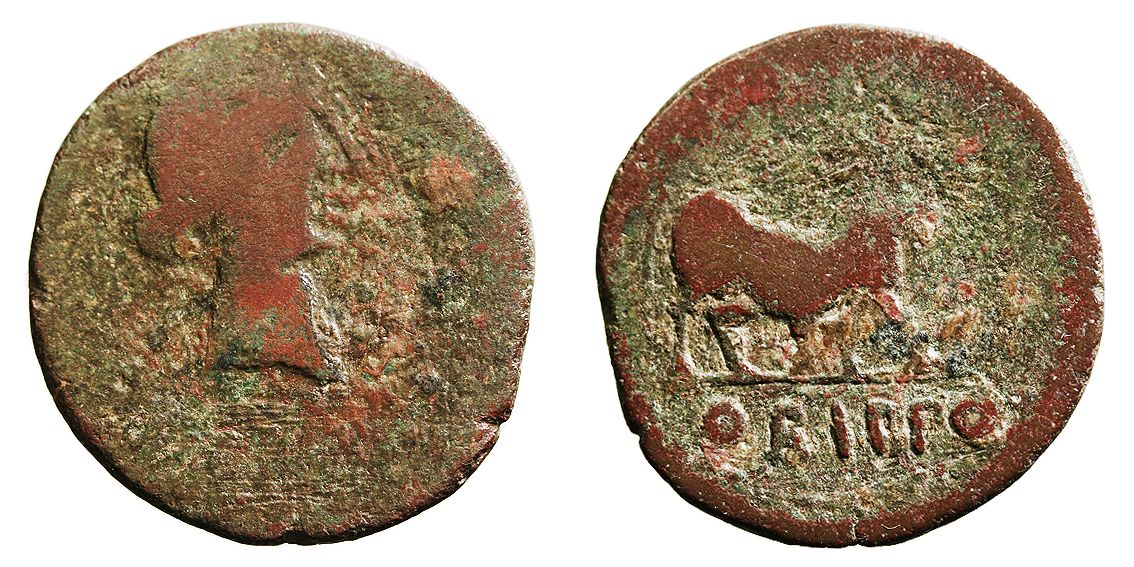
As de bronce acuñado en Orippo

Orippo aparece en los Vasos de Vicarello y es citada en el Itinerario de Antonino como la Quinta Mansión de la VII vía militar, que iba de Gades a Corduba, a 24 millas de Ugia (Torre Alocaz Utrera) y a 9 millas de Hispalis (Sevilla). También acuñó moneda.
En la época árabe no se tiene constancia de ningún núcleo de población, los terrenos que actualmente la conforman formaban parte de la Kora de Sevilla, y contaban con varias alquerías que formaban unidades de producción, que han llegado casi hasta nuestros días en forma de los cortijos que poblaban, y algunos aún pueblan, la zona.
Existe una lápida en la catedral de Sevilla que conmemora la fundación de una basílica erigida durante el episcopado de Honorato (636-641).

### Edad Media
El origen del actual asentamiento es el reparto de tierras que se hizo tras la conquista de Sevilla por el rey castellano Fernando III (23 de noviembre de 1248). Su hijo Alfonso X el Sabio repartió las tierras conquistadas entre los caballeros que habían participado en ella.
El actual término municipal fue repartido entre varios, pero el que a la larga dio origen a la actual ciudad, fue el trozo que le correspondió a un adalid -un jefe de partida- del Reino de León llamado Gonzalo Nazareno, al que según el libro Repartimento de Sevilla (título original) le correspondió:

[...] tres yugadas de heredad allende de Guadayra e aquende del Guadalquivir, es contra Xeres e es contra Lebrixa

Este reparto conllevaba la repoblación del lugar, por lo que desde su lugar de origen, probablemente el actual Villavicencio de los Caballeros (Valladolid), perteneciente al Reino de León, llegaron, entre otros, dos hermanas, Elvira y Estefanía Nazareno, probablemente hermanas a su vez de Gonzalo Nazareno.

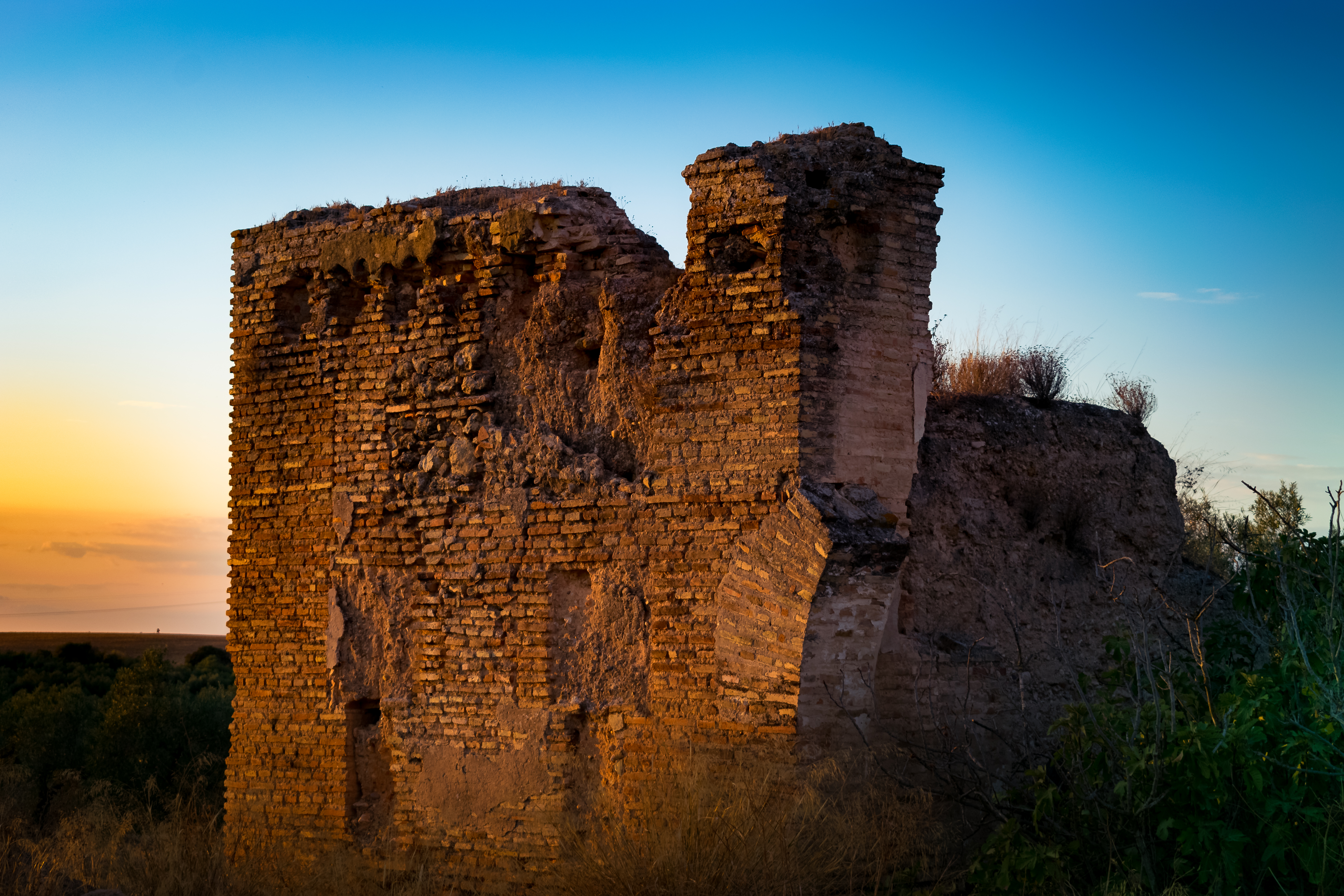
Restos del Castillo de La Serrezuela (Bien de interés cultural)

Cuenta la leyenda que, guiadas por el sonido de una campana, encontraron una imagen gótica triplex representando a Santa Ana, María y Jesús. Alrededor de la gruta construyeron una iglesia, que junto a los cortijos adyacentes constituirían el germen de la actual ciudad.
No se conoce el destino final de la familia Nazareno, pudiendo, como era corriente en la época haber vendido sus posesiones y volver al norte de la Península.
La primera mención documental de la ciudad data de abril de 1405 en un mandamiento realizado por la capital, Sevilla, a los habitantes de la Torre de Doña María, La Serrezuela, Villanueva del Ariscal, Los Palacios, Coria y la propia Dos Hermanas para que pagasen en maravedíes a los guardias que los defendían de las incursiones de los nazaries.

### Edad Moderna
Se tienen prácticamente pocos datos del paso por el siglo XVI, si exceptuamos los distintos censos de población que se hacían en la época, los cuales eran corrientemente falseados para evadir impuestos. Si bien en esos años era de unos 80 habitantes. Se cree que su economía era eminentemente agropecuaria con la excepción de la producción de cal. La intitulación oficial en ese siglo era <<logar de la muy noble e muy leal çibdad de Seuilla>>.
El primer documento escrito sobre Dos Hermanas de esta época data de 1517. Obra de Hernando Colón recogido en Descripción y Cosmografía de España:

Dos Hermanas, lugar de vezynos, está en llano e es aldea de Seuilla, fasta Coronil ay seys leguas, llano saluo algunas traspuestas e van por Utrera; e fasta Sevilla ay dos leguas de tierra doblada e de tierra de pan; e fasta Vtrera ay tres leguas llanas e de pinares e olibares e biñas; e fasta los Palacios ay dos leguas e media llanas e de palmares. Dos Hermanas e fasta Coria ay dos leguas de tierra llana e en llegando a Coria pasamos a Guadalquebir por barca que corre a la mano dizquierda; e fasta Morón ay ocho leguas e van por Vtrera tres leguas; e fasta Carmona ay seys leguas e van por Alcalá de Guadaýra una legua muy grande llana de montes baxos e palmares.

Aunque existe un escrito datado en 1548 en el que se llega a denominar a Dos Hermanas como <<Noble e Vertuosa villa de Dos Hermanas>> por el escribiente Román de Espinosa no existe ninguna documentación que acredite dicha concesión a lo que hay que unir que hasta los inicios de la década de 1570 no alcanzó la categoría de villa. Fue villa de realengo, es decir, dependía directamente de la Corona, pero ligada al concejo sevillano. Dicho concejo era el encargado de supervisar las directrices políticas, jurídicas y económicas de la villa. Sevilla se abastece de los campos circundantes y controla el concejo de la villa nazarena. Pero a mediados del siglo XVI hubo algunos intentos de compra.
El interés de los Enríquez de Ribera (duques de Alcalá de los Gazules, pero también condes de Los Molares y marqueses de Tarifa) por las tierras de la villa de Dos Hermanas se remonta a las últimas décadas del siglo XV. En esas fechas, adquirieron el heredamiento de Quintos, al que sumaron, a mediados del siglo XVI, otro heredamiento nazareno, el de Villanueva del Pítamo. Lugar donde el primer duque de Alcalá, Per Afán de Ribera, pasó largas temporadas en la década de 1570. En 1525 y 1564-1567 se dieron los primeros intentos de compra de Dos Hermanas por parte de esta familia nobiliaria, pero no llegaron a buen puerto.
Sin embargo, debido al aumento del gasto de la Corona Española propiciado por la política exterior -principalmente motivado por los gastos de la Corona en los estados de Flandes y Alemania- hizo necesario buscar nuevas fuentes de ingresos. Y una de esas fuentes supuso la venta de villas y lugares realengas. Muchas poblaciones dependientes de la Corona fueron vendidas a miembros de la nobleza durante buena parte del reinado de Felipe IV, y entre aquellas está, precisamente, Dos Hermanas. Felipe IV con el objetivo de recaudar 600.00 ducados le concedió, mediante una real cédula del 15 de mayo de 1631, una licencia a Bartolomé Espínola, caballero de la orden de Santiago, de su Consejo y de la Contaduría Mayor de Hacienda, para que pudiera vender doce mil vasallos. La villa estuvo vinculada al concejo sevillano hasta el 16 de junio de 1631, fecha en la que Bartolomé Espínola acordó con Bernardo de Ribera, representante Fernando Enríquez de Ribera, II duque de Alcalá de los Gazules, la venta de la villa de Dos Hermanas
El pago se acordó en 18.130 maravedíes por cada vecino que hubiera en la villa, o de 7250 reales por legua. Y según, un documento de la época, la villa contaba 200 vecinos (unos 700 u 800 habitantes) y media legua de término (unos 15 km²). La venta se terminó estipulando a razón del número de vecinos, dando lugar a un valor de 3.626.000 maravedíes, que Bernardo de Ribera, prometió pagar 1.208.666 maravedíes en reales de plata al contado y el resto a plazos. No obstante, hacie el año 1638, el contador Antonio Sánchez de Jaybo detectó irregularidades en la tasación de la villa, la cual se terminó estimando en 15.602.958 maravedíes. Ante esto a duque de Alcalá de los Gazules no quiso abonar la cantidad restante suponiendo el embargo de la villa.
En junio de 1639, el capitán don Pedro de Pedrosa, rico cargador de Indias y caballero veinticuatro de Sevilla, compró al Consejo de Hacienda la jurisdicción y vasallaje de la villa de Dos Hermanas. De esta forma se convertiría en el I señor de Dos Hermanas. Su hijo, Alonso de Pedrosa y Casausel, compró el título del Marquesado de Dos Hermanas el 30 de diciembre de 1679, gracias a la gran fortuna heredada de su padre, por el comercio con Indias. La mayor parte de las familias habitantes de Dos Hermanas estaban ocupadas en el cultivo de las fincas que poseían en el término las más ilustres familias sevillanas, según Rodrigo Caro. Hacia la misma fecha últimamente citada se creó el marquesado de La Serrezuela, que luego se convertiría en Villa independiente de Dos Hermanas hasta principios del siglo XIX.

### Edad Contemporánea
A finales del siglo XIX comenzó la industrialización del municipio con la fábrica de hilados de yute y los primeros almacenes de aderezo de aceitunas. Esto creó una fuerte necesidad de mano de obra y produjo una fuerte inmigración que generó el primer aumento de población.
En 1911 por Real Decreto se concedió al Ayuntamiento el tratamiento de Excelencia ya que empezaba a ser importante en el comercio y la industria, en razón de haberse iniciado la actividad de sus almacenes de aceitunas, pioneros en la exportación a Estados Unidos de aceitunas de mesa.
El 14 de abril de 1931 se proclama la II República y Fernando Fournon Raya «el Francés» presidente del Centro Republicano, asume la presidencia interina del Ayuntamiento, que al proclamar la República desde el balcón del Ayuntamiento, arrojó la foto de Alfonso XIIl.
En Dos Hermanas hubo que repetir las elecciones municipales ya que el 12 de abril habían ganado las candidaturas monárquica. 
Celebradas las elecciones, son elegidas las listas de republicanos y socialistas, siendo elegido alcalde el candidato más votado: Fernando Fournón Raya.

#### Guerra Civil (1936-1939)

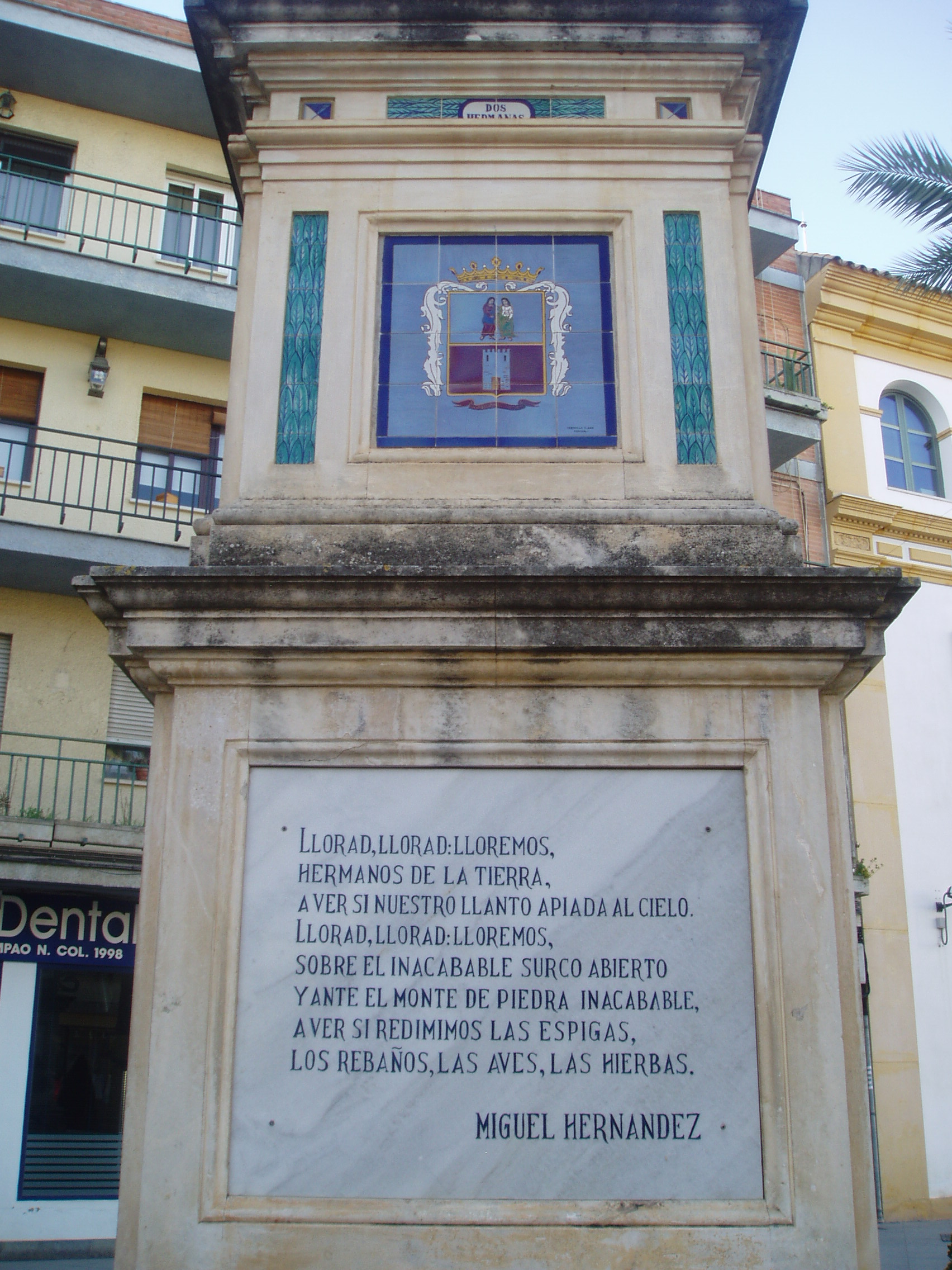
Placa conmemorativa en memoria de todas las víctimas de la Guerra Civil, con poema de Miguel Hernández en el Monumento a la Fraternidad. Plaza de la Constitución

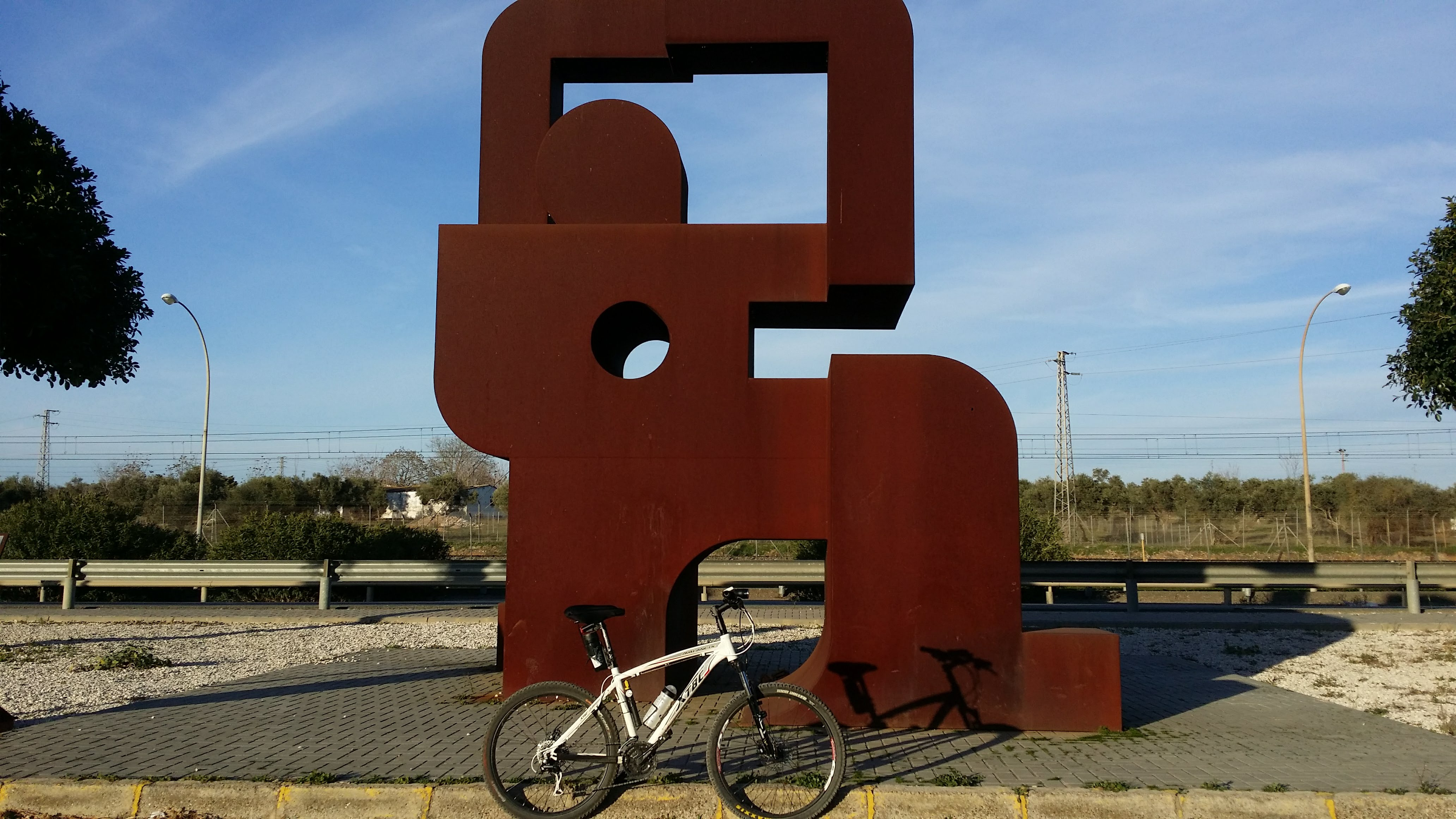
Monumento a la Memoria Histórica dedicado a los presos del campo de concentración de los Merinales

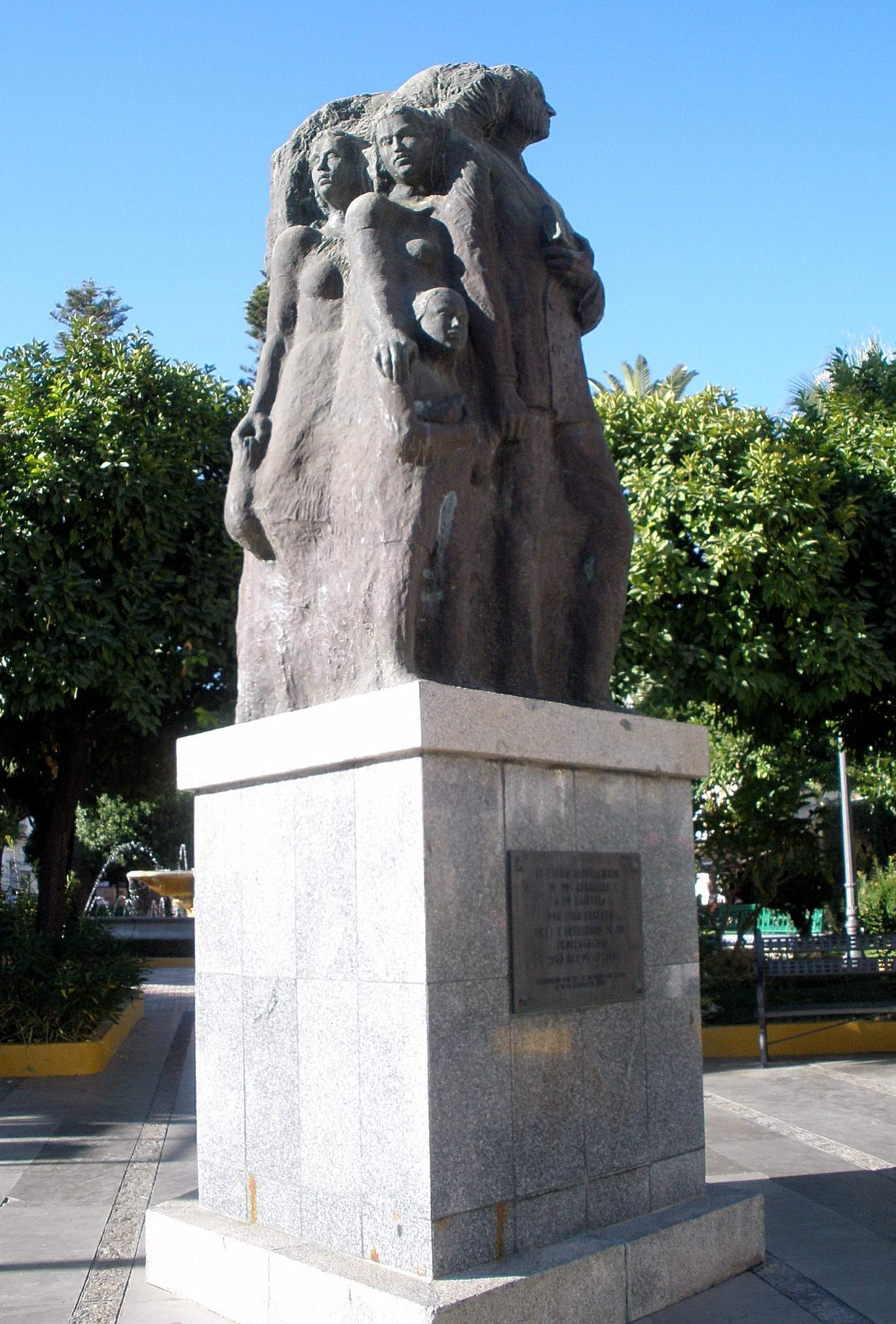
Monumento al rey Juan Carlos I, en la plaza de la Constitución y junto al ayuntamiento

Durante la Guerra Civil hubo poca actividad bélica, ya que apenas iniciado el conflicto quedó inmediatamente bajo el dominio de los golpistas. No obstante los momentos iniciales fueron de una gran represión de todas aquellas personas que habían estado vinculadas con organizaciones de izquierdas tanto políticas como sindicales. En el momento de la Sublevación Militar (julio de 1936) el Ayuntamiento estaba gobernado por una coalición de socialistas y republicanos, presidido por el socialista y fundador del PSOE Manuel Rubio DOVAL, asesinado junto al jefe de la Policía municipal, Grillo, en los primeros días del golpe de Estado. Algunos concejales socialistas y republicanos también fueron asesinados en los primeros días del alzamiento. Está documentado que por aquellas fechas fueron asesinados un joven anarquista de 17 años llamado Isidoro Fernández Rubiales y otro militante izquierdista de 38 años llamado Juan Durán Pérez. En el cementerio de Dos Hermanas hay una fosa común donde están depositados los restos de aquellas personas que fueron ejecutadas en aquellos días cuyo número exacto aún no ha podido verificarse. Por su parte, la Causa General habla del hallazgo de doscientas setenta y dos personas no identificadas durante los primeros meses de la guerra.
También murieron muchos de sus ciudadanos en su frente de guerra combatiendo en los dos bandos del conflicto.
Terminada la Guerra Civil se puso el nombre de plaza de José Antonio a la plaza comúnmente conocida como «Los Jardines», en homenaje al fundador de la Falange Española. Se instaló en la plaza una Cruz de los Caídos, en la que estaban inscritos los nombres de los caídos en el bando ganador de la Guerra Civil. El 26 de diciembre de 1979, el Ayuntamiento acuerda cambiar de nombre a la plaza y pasa a llamarse plaza de la Constitución. También se cambia de nombre del monumento de la Cruz de los Caídos por el de Monumento a la Fraternidad. Las lápidas donde estaban exclusivamente los nombres de las personas del bando ganador, que murieron en la guerra, fueron sustituidas por losas de mármol con poemas de Miguel Hernández, Antonio Machado y Vicente Aleixandre.

#### Los Merinales
En un paraje del término conocido como Los Merinales, en la finca denominada actualmente Charco del Pastor, estuvo funcionando uno de los mayores campos de concentración de prisioneros republicanos al finalizar la guerra civil española en 1939. Estos presos estuvieron sujetos a penas de trabajos forzados y con su esfuerzo se fue construyendo el canal del Bajo Guadalquivir en el tramo que discurre por el término municipal. Entre 1940 y 1962 más de 10 000 presos pasaron por el lugar, provenientes de toda Andalucía y otros puntos de España. Alrededor de los diversos campos de concentración que se crearon en la provincia para realizar esta obra (y que fueron, además de Los Merinales: La Corchuela, El Arenoso, Torreblanca, Valdezorras surgieron asentamientos chabolistas de familiares de los presos que estaban en los campos de concentración. Desde 2009 está proyectado levantar en ese lugar un edificio destinado a guardar toda la documentación y archivos relativos a los presos que construyeron dicho Canal. En 2018 aún no estaba construido.
La Confederación Hidrográfica de Guadalquivir, propietaria de estos terrenos, se los ha cedido al Ayuntamiento de Dos Hermanas y este, a su vez, a la fundación Los Merinales para crear un centro conmemorativo en reconocimiento de las víctimas de la Guerra Civil que participaron en la construcción del canal. Esta fundación, que cuenta inicialmente con 22 miembros, prevé realizar un homenaje a las víctimas de la represión franquista y los trabajos forzados. El monumento a la memoria histórica de Los Merinales se instaló el día 17 de junio de 2009 en la rotonda donde empieza la finca del Charco del Pastor, antigua entrada al campo de trabajo Los Merinales, donde los presos políticos construyeron el Canal del Bajo Guadalquivir y que recientemente se bautizó como Canal de los Presos.

#### Conflicto territorial con el Ayuntamiento de Sevilla
En 1937 el gobierno formado por los militares sublevados publicó el decreto 331 de 1937, (firmado el 28 de julio) que asignaba al municipio de Sevilla una extensión de terreno de 2700 hectáreas aproximadamente que hasta entonces pertenecía a Dos Hermanas, con el objetivo de aglutinar en el mismo término municipal todos los acuartelamientos militares que había en la zona por aquellas fechas. En estos terrenos están ubicados actualmente los barrios sevillanos de Bellavista, Pineda, Pedro Salvador y Los Bermejales. Según el Ayuntamiento de Dos Hermanas, este hecho fue una decisión arbitraria y discrecional del régimen franquista que ya gobernaba, en la que el gobernador militar de Sevilla, Gonzalo Queipo de Llano, tuvo una intervención primordial.
Cuando se instauraron los Ayuntamientos democráticos (1977) se inició en Dos Hermanas un proceso jurídico para conseguir la reversión de esos terrenos pero diversos expertos en Urbanismo e Historia consideran que la reivindicación nazarena de estos terrenos carece de fundamento jurídico por cuanto la integración de esta bolsa de suelo en el término de la capital hispalense fue resultado de un convenio de compensación entre ambos Consistorios. Dos Hermanas no está de acuerdo con esta versión y considera que la apropiación de suelos por parte de Sevilla fue posible gracias a la pusilanimidad de la gestora municipal de Dos Hermanas en 1937, impuesta precisamente por Queipo de Llano. Con motivo de la aprobación de la Ley de Memoria Histórica el Ayuntamiento de Dos Hermanas tiene intención de seguir reclamando estos terrenos aunque ya hayan sido negados por sentencias del Tribunal Superior de Justicia de Andalucía.
El Tribunal Supremo ha admitido a trámite el litigio.

## Demografía
Dos Hermanas cuenta con una población de 140 430 habitantes (INE 2024).
| Gráfica de evolución demográfica de Dos Hermanas entre 1842 y 2021                                                  |
| |
| Población de derecho según los censos de población del INE Población de hecho según los censos de población del INE |

En los últimos cuarenta años Dos Hermanas ha tenido un fuerte crecimiento demográfico (en 1970 solo tenía 39 677 habitantes) que ha sido debido principalmente a la cercanía a la capital provincial (10 km), y a su actividad industrial. Por su población, Dos Hermanas ocupa el lugar 48 entre las ciudades españolas y el 18 sin contar las capitales de provincia (2017).

### Pirámide de la población
Del análisis de la pirámide de población de 2008 se podía deducir que se trataba de una ciudad con una población mayoritariamente joven, ya que la población menor de 40 años representaba el 60,2 % mientras que la población mayor de esa edad solo representa el 39,8 %. Por otra parte, la población menor de 20 años representaba el 25,1 % de la población mientras que la población mayor de 65 años solo representaba el 13 % de la población. Donde se concentraba el mayor porcentaje de población era en el tramo comprendido entre 20-40 años que ascendía al 35,1 %.
En 2013 la fracción de población menor de 40 años bajó al 55,8 %, unos cuatro puntos y medio menos que en 2008. El descenso se explica por un menor porcentaje de personas entre 20-40 años, que bajó al 30,9 %, mientras que el de menores de 20 años se mantuvo casi constante, con un 24,9 %. Por otra parte, la población mayor de 65 años también bajó ligeramente al 10,7 %.
El tramo que concentra actualmente el 35,8 % de la población es el comprendido entre los 30 y 49 años. Como se puede apreciar, entre 2008 y 2013 la edad media del grupo más numeroso de la población ha subido 10 años.

### Población extranjera
| Continente            | Principales países | Total |
| --------------------- | --- | ----- |
| África                | Argelia (46), Marruecos (385), Nigeria (36) y Senegal (13) | 520   |
| América               | Argentina (93), Bolivia (73), Brasil (132), Colombia (168), Cuba (53), Chile (19), Ecuador (60), Paraguay (228), Perú (53), República Dominicana (55), Uruguay (48) y Venezuela (53) | 1254  |
| Asia                  | China (256) y Pakistán (12) | 288   |
| Europa no comunitaria | Rusia (97) y Ucrania (41) | 197   |
| Oceanía               | - | 1     |
| Unión Europea         | Alemania (70), Bulgaria (72), Francia (106), Italia (135), Polonia (29), Portugal (154), Reino Unido (53) y Rumania (265)                                                            | 978   |
| Total                 | - | 3238  |

Del total de 130 369 personas censadas en 2014, 3238 son de nacionalidad extranjera, que representa solo un 2,48 % muy inferior a la media nacional de inmigrantes. Los inmigrantes censados en la ciudad proceden de todos los continentes, siendo los de nacionalidad marroquí (385), rumana (265), china (256), paraguaya (228), colombiana (168), portuguesa (154), italiana (135), brasileña (132), y francesa (106) las colonias más numerosas.

## Economía
La economía de Dos Hermanas está diversificada entre los sectores de la construcción, la industria, los servicios y la agricultura. También se da la circunstancia de que muchos habitantes de este municipio tienen su centro de trabajo en otros municipios del área metropolitana de Sevilla, principalmente la capital Sevilla. Por lo tanto la ciudad, principalmente Montequinto, tiene las características propias de las ciudades dormitorio de las áreas metropolitanas. La crisis económica iniciada en 2008 está teniendo una incidencia muy negativa en el empleo y en la actividad económica, debido a la gran cantidad de profesionales y empresas dedicadas a la construcción en esta localidad. El desempleo ha subido un 44,76 por ciento desde diciembre de 2007 a diciembre de 2008, pasando a tener 17 023 demandantes de empleo en diciembre de 2008, siendo la franja de 30 a 34 años la edad donde hay más parados. De estos demandantes de empleo 13 111 eran parados, mientras que en diciembre de 2007 el número de parados registrados era de 9057. Según el Anuario Económico de la Caixa 2008, el índice de actividad económica de Dos Hermanas era de 198.
En el Anuario de 2013 el índice es de 176, claramente inferior debido a la destrucción de tejido industrial.
| Cultivos herbáceos    | Superficie                            | 6311 ha                    |
| --------------------- | ------------------------------------- | -------------------------- |
| Cultivos herbáceos    | Principal cultivo herbáceo de regadío | Algodón                    |
| Cultivos herbáceos    | Superficie cultivada de algodón       | 1057 ha                    |
| Cultivos herbáceos    | Principal cultivo herbáceo de secano  | Trigo                      |
| Cultivos herbáceos    | Superficie cultivada de trigo         | 700 ha                     |
| Cultivos leñosos      | Superficie                            | 3352 ha                    |
| Cultivos leñosos      | Principal cultivo leñoso de regadío   | Olivar de aceituna de mesa |
| Cultivos leñosos      | Superficie de olivar de regadío       | 1514 ha                    |
| Cultivos leñosos      | Principal cultivo leñoso de secano    | Olivar de aceituna de mesa |
| Cultivos leñosos      | Superficie de olivar de secano        | 841 ha                     |
| Tractores registrados | Tractores registrados                 | 649 (2012)                 |

### Sector primario

#### Agricultura
La agricultura de Dos Hermanas ha pasado por diferentes etapas de transformación a lo largo de la historia. Hasta mediados del siglo XX, el municipio era eminentemente agrícola y de secano, con grandes extensiones de olivares y siembra de cereales. Destacaban las variedades de aceitunas gordales y manzanillas dedicadas para aceituna de mesa, en cuya exportación al extranjero fueron pioneras las empresas envasadoras que había en el municipio.
Otro momento importante del desarrollo agrícola de la zona fue la entrada en funcionamiento de Canal del Bajo Guadalquivir, conocido como el Canal de los Presos, por haber sido construido por presos políticos de la Guerra Civil. Para su construcción la dictadura franquista estableció varios campos donde se concentraban los presos que trabajaban en las obras, como Los Merinales, La Corchuela o El Arenoso. Hacia 1962 se acabó la construcción del canal y, tras la construcción de acequias, caminos y poblados como el de Adriano, se pusieron en regadío grandes extensiones de terreno dedicadas principalmente al cultivo del algodón.
Finalmente, el desarrollo urbano de tipo residencial e industrial sobrevenido a partir de la segunda mitad del siglo XX, ha reconvertido grandes extensiones de suelo rural en suelo urbano con el consiguiente abandono de la actividad agrícola. No obstante en 2007, aún había dedicadas a la agricultura un total de 9582 ha: 6014 ha a cultivos herbáceos, principalmente el algodón y el trigo; y 3568 ha de cultivos leñosos, principalmente olivar, cuya cosecha se dedica casi íntegramente para aceituna de mesa.
Haciendas de olivar

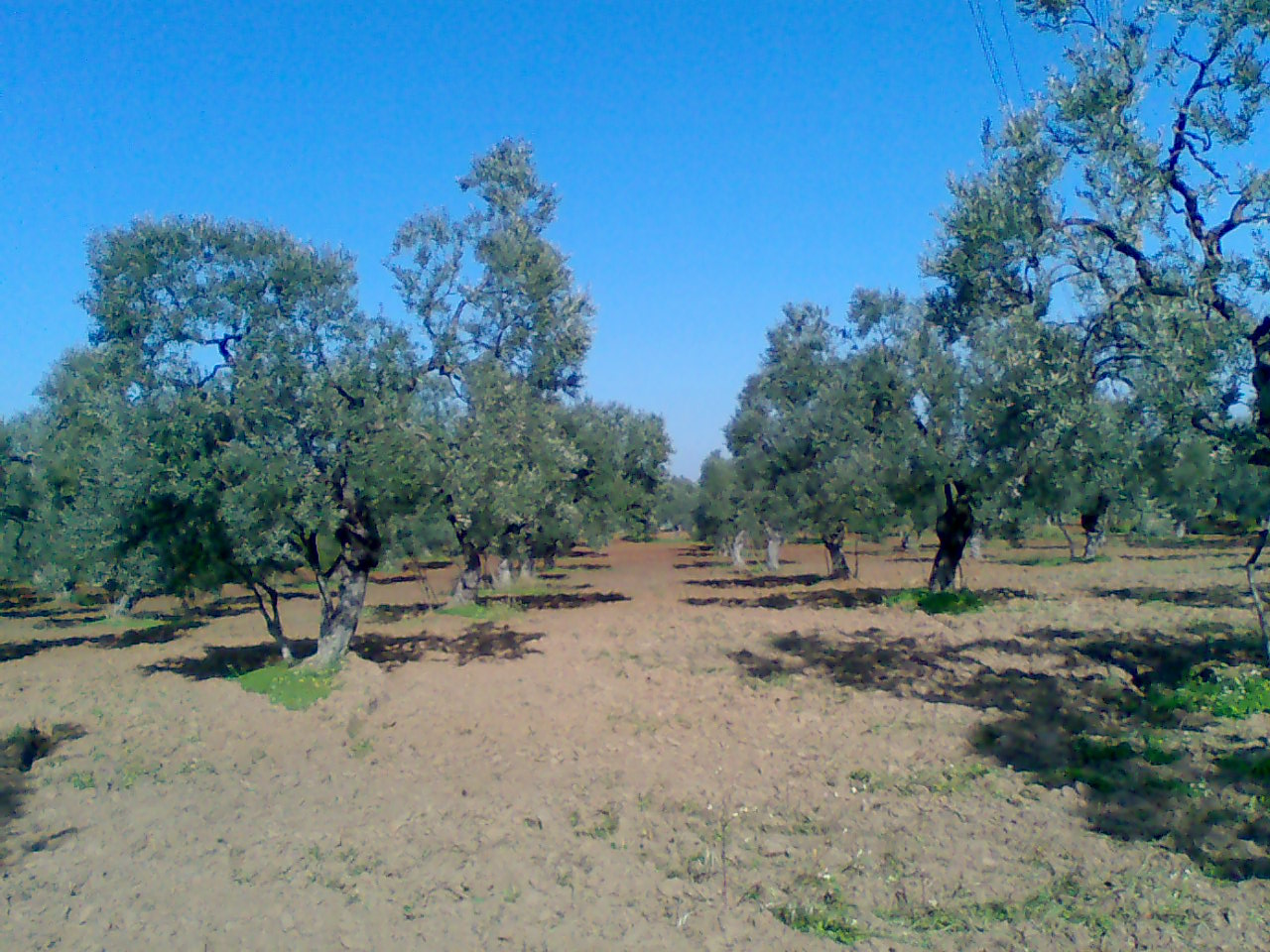
Olivar en la localidad

En el término municipal existen aún un buen número de haciendas de olivar, si bien muchas de ellas han sido absorbidas por el desarrollo urbano e industrial del municipio. Las haciendas de olivar son explotaciones agrícolas dedicadas al cultivo del olivo y de la vid y la elaboración de aceite y vino. El concepto de hacienda se refiere tanto al terreno que constituye la propiedad como al conjunto de edificaciones que lo preside, aunque es esta última su característica más notable y diferencial. Cada hacienda suele poseer una arquitectura particular. Las edificaciones en las haciendas se reparten en espacios según sus funciones, entre las que destacan la almazara y la residencia señorial, y se organizan alrededor de uno o varios patios, respondiendo a modelos tradicionales de la arquitectura civil de Andalucía. El número de patios depende de la extensión del caserío y de la complejidad de las funciones que en él se realizan.
| Especie animal | Cabezas      |
| -------------- | ------------ |
| Apicultura     | 216 colmenas |
| Asnos          | 79           |
| Avícola        | 15 100       |
| Bovino         | 2511         |
| Caballar       | 2157         |
| Caprino        | 305          |
| Mular          | 262          |
| Ovino          | 1090         |
| Porcino        | 606          |

#### Ganadería
Para atender las gestiones administrativas que los agricultores y ganaderos de Dos Hermanas tienen que realizar con la Administración Autonómica existe en Utrera una Oficina Comarcal Agraria dependiente de la Consejería de Agricultura y Pesca de la Junta de Andalucía, denominada Bajo Guadalquivir, que cuenta con instalaciones inauguradas en el año 2003, situadas en la avenida de Juan XXIII,16. Esta oficina presta servicio a los municipios de El Coronil, Dos Hermanas, Los Molares, Montellano, Los Palacios y Villafranca y Utrera, que comprenden una extensión de 1205 km², de los que 160 pertenecen a Dos Hermanas.
El censo ganadero que se incluye en este artículo es el referido al año 1999. Aunque la ganadería existente en Dos Hermanas no es muy importante sí que hay que destacar la existencia de una gran cabaña de caballos y fincas dedicadas a la cría de caballos de raza.

### Sector secundario
| Sector industrial           | Empresas |
| --------------------------- | -------- |
| Energía y agua              | 30       |
| Industria química           | 57       |
| Industria metalúrgica       | 163      |
| Industria manufacturera     | 232      |
| Construcción                | 458      |
| Total                       | 940      |
| Índice actividad industrial | 176      |

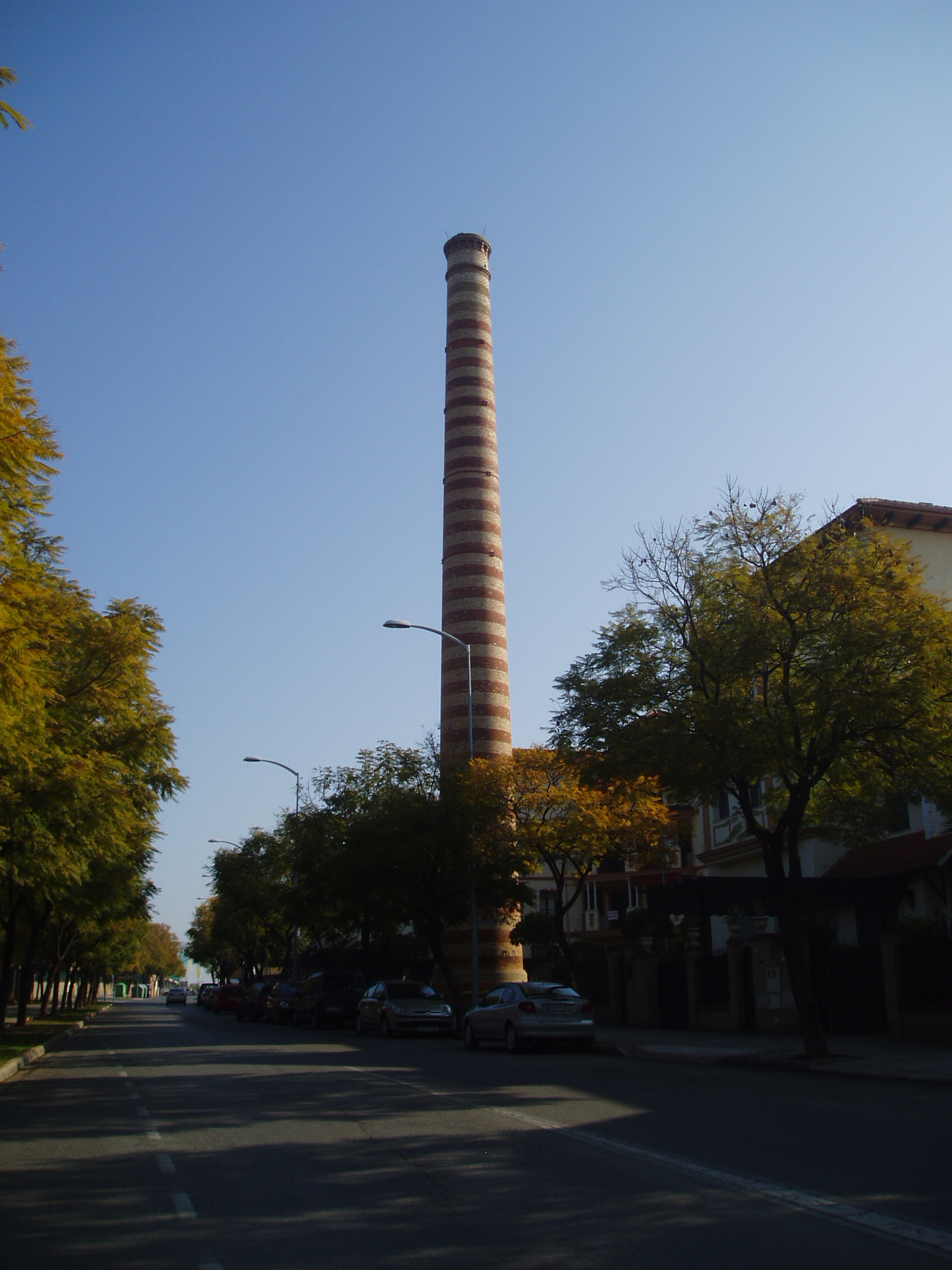
Chimenea de una antigua fábrica de yute

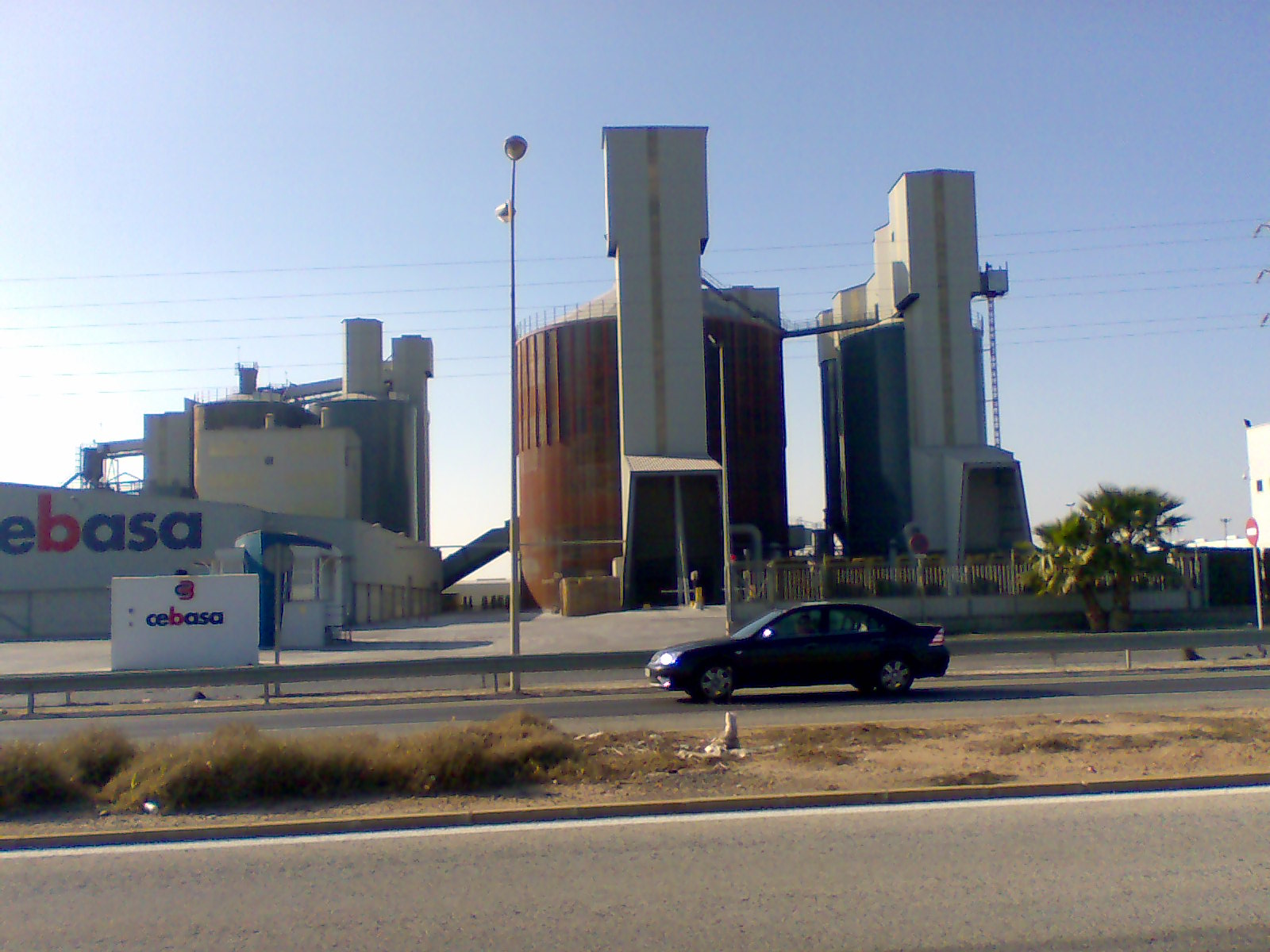
Industria ubicada en el polígono Carretera de la Isla

Su rápido y continuo crecimiento a lo largo del siglo XX lo debe en parte importante al tejido industrial y empresarial que se ubicó en el municipio, fomentado con la creación de varios polígonos industriales. La industrialización de la ciudad comenzó con el envasado de aceituna de mesa y su posterior proceso de exportación mundial, debido a la calidad conseguida tanto en el producto como en su envasado. Posteriormente se instalaron en la ciudad empresas muy importantes relacionadas con el aceite de oliva, tales como ACESUR, Ybarra.
En la década de 1960 pasó a formar parte del Polo de Desarrollo de Sevilla junto con la capital y Alcalá de Guadaíra, y posteriormente al Gran Área de Expansión de Andalucía dando lugar a la delimitación de grandes extensiones de terreno para la ubicación de empresas industriales en el municipio. En este proceso se han ido creando los polígonos industriales existentes. Las empresas industriales que posee, están bastante diversificadas pero en general son de tamaño pequeño o mediano.
Polígonos industriales
| Polígono             | Superficie (m²) | N.º de empresas |
| -------------------- | --------------- | --------------- |
| Fuentequintillo      | 96 873          | 72              |
| Las Casillas         | 169 784         | 22              |
| Orippo               | 14 000          | 10              |
| Las Norietas         | 108 130         | 10              |
| Autovía Nacional IV  | 87 700          | 15              |
| Cadesa               | 73 393          | 37              |
| Carretera de La Isla | 3 460 000       | 250             |
| Ciudad Blanca        | 175 000         | 22              |
| Fuente del Rey       | 334 715         | 75              |
| La Palmera           | 256 000         | 64              |
| Los Álamos           | 55 000          | 18              |
| Los Candiles         | 61 293          | 30              |
| Los Merinales        | 16 600          | 5               |
| Marías Bajas         | 10 000          | 21              |

### Sector terciario

#### Comercio
A pesar de la cercanía a la ciudad de Sevilla, el municipio de Dos Hermanas tiene una gran actividad comercial, representada mayoritariamente por el pequeño comercio tradicional especializado en las diferentes áreas de consumo. La actividad comercial en Dos Hermanas queda reflejada en los datos que muestra la tabla adjunta.
| Sector comercial                                                | Empresas |
| --------------------------------------------------------------- | -------- |
| Oficinas bancarias. Bancos (32), Cajas de ahorro (44) Otras (4) | 84       |
| Empresas comerciales mayoristas                                 | 422      |
| Materias primas, bebidas y tabaco                               | 156      |
| Textiles, calzados y cuero                                      | 15       |
| Farmacias y perfumerías                                         | 24       |
| Comercio mayorista artículos de consumo                         | 69       |
| Comercio al por mayor productos industriales y otros            | 158      |
| Empresas comerciales minoristas                                 | 2294     |
| Pequeño comercio de alimentación                                | 694      |
| Pequeño comercio tradicional de productos variados              | 611      |
| Supermercados                                                   | 83       |
| Vestido y calzado                                               | 385      |
| Comercios generales                                             | 1052     |
| Artículos del hogar y droguerías                                | 419      |
| Venta ambulante en mercadillos                                  | 39       |
| Centros comerciales                                             | 5        |
| Hipermercados (Carrefour)                                       | 1        |
| Índice actividad comercial                                      | 281      |

##### Feria de muestras
A finales de febrero de 2009 se ha celebrado la VIII edición de la Feria de Muestras, conocida como D-Muestras, que en esta ocasión ha estrenado nuevo escenario y se ha estructurado en tres bloques diferentes. La mayor parte de la Feria se ha desarrollado en el Hipódromo y ha tenido tres bloques: la feria industrial, la de la tapa y la celebración del primer salón automovilístico. Por otra parte en el centro cultural La Almona se han desarrollado, durante los días de la Feria eventos relacionados con el mundo de la moda.

### Evolución de la deuda viva municipal
El concepto de deuda viva contempla sólo las deudas con cajas y bancos relativas a créditos financieros, valores de renta fija y préstamos o créditos transferidos a terceros, excluyéndose, por tanto, la deuda comercial.
| Gráfica de evolución de la deuda viva del Ayuntamiento entre 2008 y 2023                               |
| |
| Deuda viva del Ayuntamiento de Dos Hermanas, en miles de euros, según datos del Ministerio de Hacienda |

## Administración y política
En la ciudad existen organismos y entidades dependientes de todos los niveles en que está dividida la Administración Pública en España, desde el más cercano al ciudadano o Administración local, hasta el nivel superior o Administración General del Estado.

### Gobierno municipal

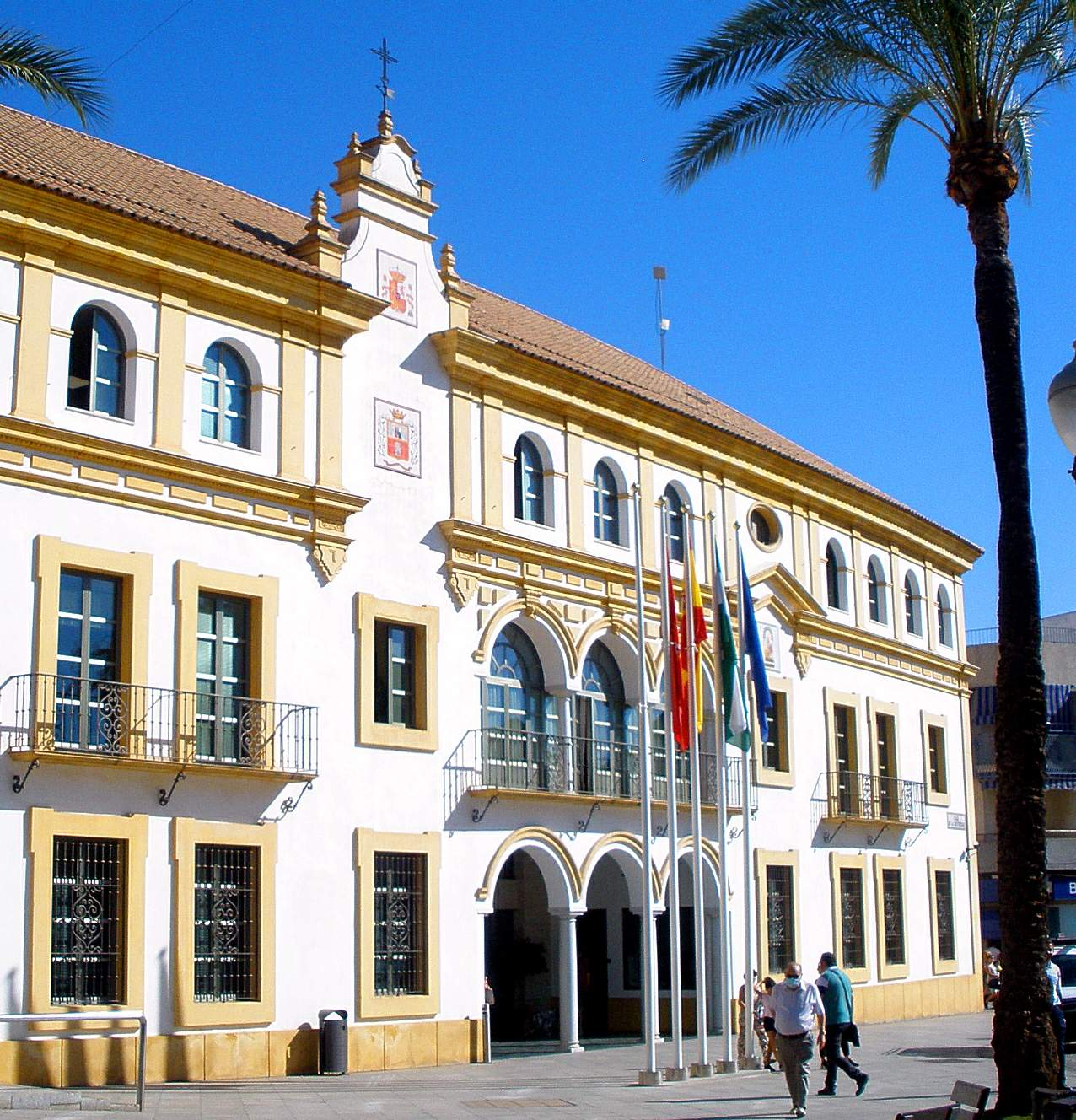
Ayuntamiento de Dos Hermanas, en la plaza de la Constitución

La administración local de la ciudad se realiza a través de un ayuntamiento de gestión democrática cuyos componentes se eligen cada cuatro años por sufragio universal. El censo electoral está compuesto por todos los residentes empadronados en Dos Hermanas mayores de 18 años y nacionales de España y de los otros países miembros de la Unión Europea. Según lo dispuesto en la Ley del Régimen Electoral General, que establece el número de concejales elegibles en función de la población del municipio, la corporación municipal de Dos Hermanas está formada por 27 concejales. En las últimas Elecciones Municipales celebradas en 2015, el Partido Socialista (PSOE) obtuvo 15 actas de concejal, Sí Se Puede Dos Hermanas (SSPDH) obtuvo 4, el Partido Popular (PP), obtuvo 4, Ciudadanos (CS) obtuvo 2, e Izquierda Unida (IU) obtuvo 2. Como consecuencia de dichos resultados resultó reelegido por novena vez consecutiva alcalde de Dos Hermanas, Francisco Toscano Sánchez, que ejerce el cargo desde 1983 hasta 2022, cuando le sucedió Francisco Rodríguez.
El 9 de octubre de 2013 por acuerdo del Pleno del Parlamento de Andalucía, fue incluido en el régimen de organización de los municipios de gran población. Sin embargo, gran parte de este régimen especial, sigue sin llevarse a cabo a día de hoy.
| Periodo   | Nombre                     | Partido | Partido                                                 |
| --------- | -------------------------- | ------- | ------------------------------------------------------- |
| 1979-1983 | Manuel Benítez Rufo        |         | Partido Comunista de España (PCE)                       |
| 1983-2022 | Francisco Toscano Sánchez  |         | Partido Socialista Obrero Español de Andalucía (PSOE-A) |
| 2022-act. | Francisco Rodríguez García |         | Partido Socialista Obrero Español de Andalucía (PSOE-A) |

| Partido político                                        | 2023             | 2023             | 2023             | 2019         | 2019         | 2019         | 2015   | 2015  | 2015       | 2011   | 2011  | 2011       | 2007   | 2007  | 2007       |
| Partido político                                        | Votos            | %                | Concejales       | Votos        | %            | Concejales   | Votos  | %     | Concejales | Votos  | %     | Concejales | Votos  | %     | Concejales |
| Partido Socialista Obrero Español de Andalucía (PSOE-A) | 28 303           | 50,66            | 16               | 27 154       | 50,44        | 16           | 24 438 | 48,52 | 15         | 24 612 | 47,14 | 15         | 24 495 | 59,63 | 18         |
| Partido Popular de Andalucía (PP)                       | 12 204           | 21,84            | 6                | 4632         | 8,6          | 2            | 6807   | 13,52 | 4          | 15 704 | 30,08 | 9          | 8446   | 20,56 | 6          |
| Vox                                                     | 6333             | 11,33            | 3                | 4454         | 8,27         | 2            | 293    | 0,58  | 0          | —      | —     | —          | —      | —     | —          |
| Con Andalucía-Izquierda Unida (IU)                      | 3983             | 7,12             | 2                | Con Adelante | Con Adelante | Con Adelante | 3285   | 6,52  | 2          | 6049   | 11,59 | 3          | 4274   | 10,40 | 3          |
| Adelante                                                | 2481             | 4,44             | 0                | 7069         | 13,13        | 4            | —      | —     | —          | —      | —     | —          | —      | —     | —          |
| Ciudadanos (CS)                                         | 1538             | 2,75             | 0                | 6038         | 11,22        | 3            | 4733   | 9,40  | 2          | —      | —     | —          | —      | —     | —          |
| Sí Se Puede Dos Hermanas (SSPDH)                        | En Con Andalucía | En Con Andalucía | En Con Andalucía | 1006         | 1,87         | 0            | 8095   | 16,07 | 4          | —      | —     | —          | —      | —     | —          |

Áreas de gobierno
El ayuntamiento recibe soporte técnico y presupuestario de la Diputación Provincial de Sevilla. Para hacer más eficaz su gestión, se divide en las siguientes áreas de gobierno que conforman a su vez una relación de secciones administrativas.
- Económica: hacienda, consumo y mercados, vivienda y fomento.
- Relaciones Humanas y Calidad de Vida: educación, juventud y cultura, igualdad, bienestar social, deporte, participación ciudadana y salud.
- Técnica y Grandes Proyectos: urbanismo e industria, proyectos, obras y servicios municipales, medio ambiente y gobierno, parques y jardines, policía local y fiestas mayores.

Dependencias municipales
- Alcaldía (plaza de la Constitución, 1)
- Bomberos (avenida 28 de Febrero s/n)
- Registro (plaza de la Constitución, 1)
- Policía local (calle Luis Ortega Bru s/n)
- Almacén municipal (avenida 28 de Febrero, s/n)
- Casa de la Cultura (parque de la Alquería)
- Centro Tecnológico TIXE (polígono Carretera de la Isla)[70]
- Concejalía de Juventud y Cultura (edificio Huerta Palacios, s/n, ático)
- Concejalía de Salud y Consumo (plaza del Emigrante s/n)
- Concejalía de Servicios Sociales (parque de la Alquería)
- Delegación de Educación (plaza de Huerta Palacios s/n)
- Oficina de Información Juvenil (plaza de Huerta Palacios s/n)
- Oficina Municipal de Información al Consumidor O.M.I.C. (plaza del Emigrante s/n)
- Distrito de Quinto (avenida de San José de Calasanz s/n)

Trámites operativos: Registro de Documentos. Empadronamiento y Emisión de Certificados. Licencias de VADO. Delegación de la Concejalía de Servicios Sociales. Delegación de la Sociedad de Desarrollo Económico del Ayuntamiento de Dos Hermanas, DESADOS. Recaudación de Impuestos. Documentación para los departamentos de Gestión Urbanística e Industria

### Urbanismo
A la vez que se vayan desarrollando los respectivos Planes Generales de Ordenación Urbana (PGOU) de Dos Hermanas y Sevilla aprobados en 2002 y 2006, sus núcleos urbanos quedarán prácticamente unidos entre sí y solo les separará un cinturón verde que evitará la conurbación total en la zona de Villanueva del Pítamo. El PGOU de la capital preveía en su vértice Sur más de 8900 viviendas y un parque de servicios avanzados, mientras que el Ayuntamiento nazareno ha clasificado su parte del Pítamo como área de oportunidad y equipamiento de viviendas de protección oficial (VPO) en el Plan de Ordenación del Territorio dentro de la Aglomeración Urbana (Potau) de Sevilla, con capacidad para otros 12 000 inmuebles. Este acercamiento entre Sevilla, Montequinto, Entrenúcleos y Dos Hermanas estará salpicado de parques.

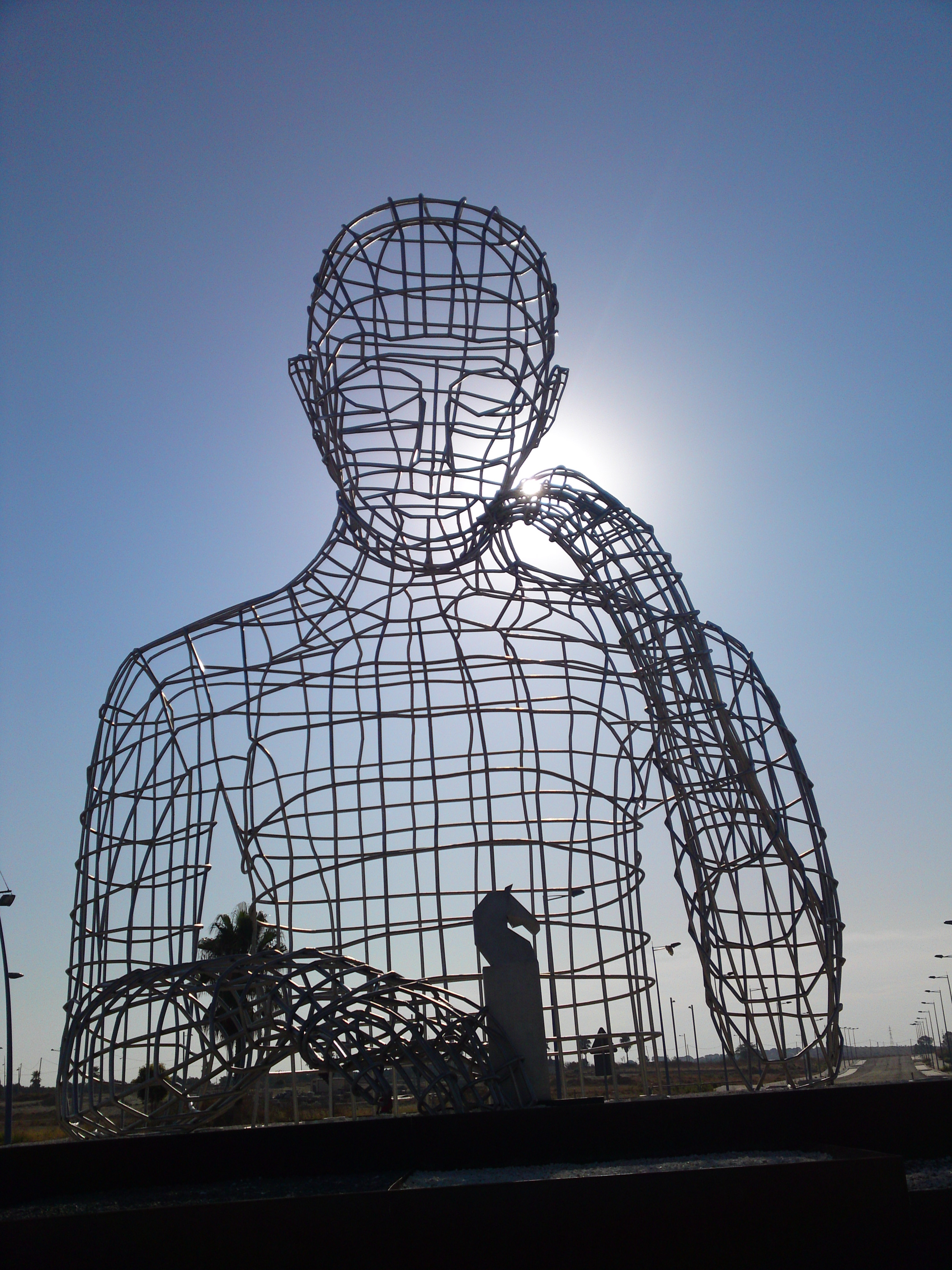
Monumento al ajedrez, popularmente El Pensador

El grueso de las viviendas a construir se concentrarán en poco más de cien hectáreas al norte de Montequinto, en la pastilla de suelo delimitada por el tramo de la futura línea del Metro y la avenida de la Universidad Pablo de Olavide (UPO), un viario que ya funciona con tres carriles de circulación en cada sentido y que marca en parte el límite con Sevilla. La rotonda que se construirá a la altura de la intersección de la avenida de la UPO con el Canal de los Presos conectará con la parte sevillana de Villanueva del Pítamo y la SE-30 y, previsiblemente, se convertirá en el principal acceso a Dos Hermanas desde la capital. Las 250 hectáreas de zonas verdes de Entrenúcleos se conectarán con las de Villanueva del Pítamo, conformando un área verde cinco veces más grande que el parque del Alamillo.
El desarrollo urbanístico de Dos Hermanas contempla un gran impulso hacia la construcción de viviendas de protección oficial (VPO) gracias a las facilidades que ofrece la actual Ley del Suelo para expropiar terrenos a este fin. El objetivo es conseguir que el 40 % de las nuevas viviendas nuevas que se construyan en la ciudad tengan algún tipo de protección, especialmente las destinadas a jóvenes y familias monoparentales.
Dos Hermanas crece mirando a Quintos, donde se ha desarrollado el Plan Parcial de Entrenúcleos, en el que el PGOU vigente preveía una densidad media de construcción residencial de 12 viviendas por hectárea, es decir, unas 8702 viviendas. Posteriormente, esta densidad se aumentó a casi 19, es decir 13 500 viviendas. Más tarde, en la adaptación del PGOU a la vigente LOUA, se aumentó la densidad de vivienda a 30 viviendas por hectárea, es decir a unas 21 500. Durante el verano de 2010 el Ayuntamiento ha anunciado la construcción de un total de 32 500 viviendas en Entrenúcleos. Es decir, la densidad de vivienda se ha consolidado, por el momento, en unas 45 viviendas por hectárea, casi 4 veces más que las previsiones iniciales del PGOU. Esto ha permitido aumentar considerablemente el número de viviendas protegidas previstas, pero también las de régimen libre, lo cual ha propiciado su revalorización. Ello ha mitigado las dificultades económicas y de financiación por las que atravesaban sus propietarios, y propiciado un nuevo impulso al desarrollo urbanístico del área.
El resto del terreno se destina a equipamientos generales, zonas libres y servicios de interés público y social. Entenúcleos se estructura en torno a dos bulevares que se entrecruzan formando una equis. Existen dos viarios norte-sur y este-oeste que unen Dos Hermanas con la Universidad Pablo de Olavide y un segundo que es el que discurre por el parque de los 40, un viario central que será el más importante de Entrenúcleos, una autovía con dos carriles para cada sentido y el eje que enlaza la UPO con la carretera vieja, cuya capacidad también será ampliada.
En la actualidad (diciembre de 2015), estos proyectos están prácticamente paralizados por el pinchazo de la burbuja inmobiliaria.
Obra pública

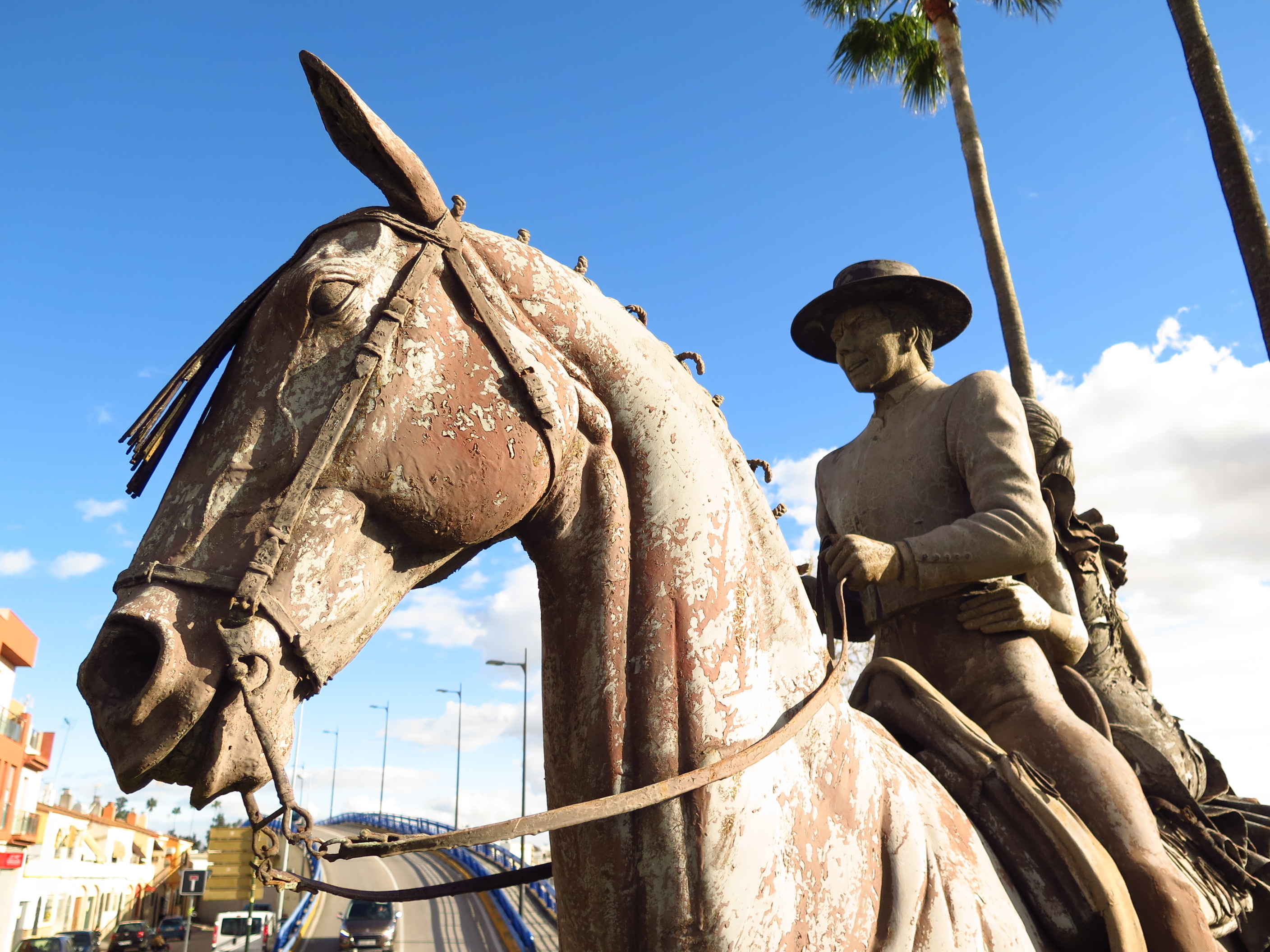
Homenaje al caballo sevillano

Si algo hay que caracteriza el actual desarrollo urbano de Dos Hermanas es el emplazamiento de numerosas esculturas y monumentos en rotondas y otros lugares señalados del municipio. Destacan Homenaje a la ciudad de Dos Hermanas, de Salvador García, Monumento al viajero y A la Guardia Civil, de Salvador García, Caballos y jinetes, de Otilio Ruiz, Quedan chirlos, de Leopoldo González, El Pensador, Homenaje al caballo sevillano y Homenaje a las aceitunas.

### Área metropolitana

Área metropolitana de Sevilla

Dos Hermanas pertenece al área metropolitana de Sevilla, de la que es el municipio más poblado después de la capital. El área está compuesta por 46 municipios e incluye a una población de 1 528 816 (padrón municipal de habitantes de 2012), ocupando una superficie de 4900 km².
En el mes de noviembre de 2008, la Comisión de Redacción del Plan de Ordenación del Territorio de la Aglomeración Urbana de Sevilla (Potaus) ha dado luz verde al nuevo documento que ordenará los 46 municipios que forman la zona, y que incluye 69 áreas de oportunidad, es decir, desarrollos urbanísticos considerados de interés metropolitano. Sobre estos 69 proyectos, los hay desde logísticos hasta empresariales, tecnológicos o residenciales, con una amplia mayoría de vivienda protegida. Después de su paso por la Comisión de Redacción, el Potaus será remitido a la Comisión de Ordenación del Territorio y Urbanismo de Sevilla y, posteriormente, a la de Andalucía (COTUA), antes de su aprobación definitiva por el Consejo de Gobierno de la Junta de Andalucía.
Por su pertenencia al área metropolitana el municipio tiene varios servicios públicos mancomunados, como por ejemplo: el servicio de suministro de agua potable, el consorcio metropolitano de transporte de viajeros, la infraestructura del suministro de energía eléctrica, el Metro, etc. También se da la circunstancia que muchas personas que residen en Dos Hermanas tienen sus centros de trabajo en otras localidades del área, especialmente en la capital.

### Administración autonómica
La administración regional de la Junta de Andalucía gestiona de forma directa el servicio de atención médica, a través de la red de Centros de Salud, y la red de centros públicos educativos de carácter no universitario.
La Diputación Provincial tiene en la localidad una oficina del Organismo Provincial de Asistencia Económica y Fiscal (OPAEF) que tiene por objeto la gestión, inspección y recaudación de los recursos de derecho público (impuestos y tasas) que el Ayuntamiento le haya delegado y la recaudación de los impuestos de la comunidad autónoma de Andalucía que le sean encomendados.

### Administración estatal
Entre las instituciones y organismos dependientes de la Administración estatal, destacan los siguientes:
Batallón de Helicópteros de Maniobra n.º 4 (BHELMA IV)
Esta base de helicópteros de las Fuerzas Aeromóviles del Ejército de Tierra (FAMET) entró en funcionamiento en 1975, ocupando las antiguas instalaciones de una base del Ejército del Aire que existía en unos terrenos denominados El Copero. El ámbito de actuación que se asigna a los helicópteros existentes en la base cubre toda Andalucía, Badajoz y las ciudades de Ceuta y Melilla. La proyección internacional de la Unidad se inició en el año 1997 cuando, estando al mando del teniente coronel Costa, se constituyó el primer destacamento en la antigua Yugoslavia (SPAHEL I). También desde esta base partieron los helicópteros que tomaron al asalto la Isla de Perejil en el curso del incidente de la isla de Perejil en el año 2002.
A lo largo del tiempo ha habido cambios de todo tipo en la Unidad, desde las plantillas de personal, zona de actuación, misiones y el propio nombre de la unidad, que se denomina actualmente BHELMA IV. La llegada de los helicópteros Super Puma a la unidad ha supuesto un nuevo reto para los componentes del BHELMA IV ampliando el número de misiones que pueden realizar tanto en España como en el extranjero.
Administración de la Seguridad Social
En la calle Isaac Peral, n.º 47, se encuentra la sede administrativa de la Seguridad Social, donde se pueden tramitar las gestiones que afecten a pensionistas, trabajadores y empresarios.
Comisaría conjunta de policía

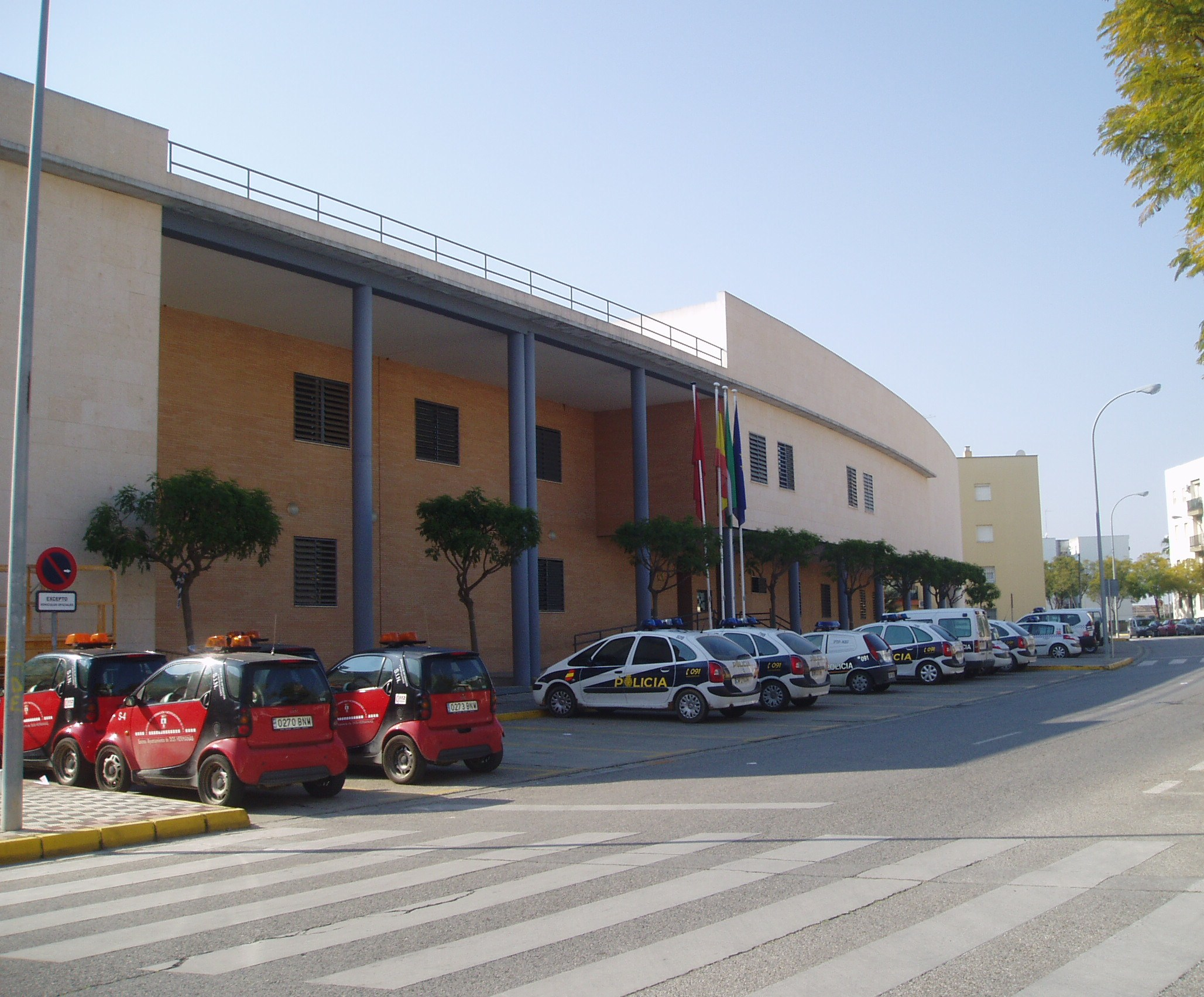
Comisaría de utilización conjunta de policía local y Policía Nacional

En 2004 se inauguró en Dos Hermanas la primera comisaría de utilización conjunta de la policía nacional y la policía local que entraba en servicio en España, donde trabajan simultáneamente y de forma coordinada la policía nacional y la policía local con el fin de mejorar el servicio público que prestan a la ciudadanía. En la fecha de la inauguración la comisaría estaba compuesta por 84 agentes de la policía nacional y 95 agentes de la policía local. La comisaría dispone de servicios comunes, siete calabozos, oficina de denuncias y expedición de documento nacional de identidad y pasaporte, almacén de objetos perdidos y de mercancías requisadas así como de material antidisturbios y unidades móviles. La sede policial está situada en la calle Luis Ortega Bru y ocupa una planta de 2050 m² dentro de un solar de 4800 m cuadrados.

### Justicia

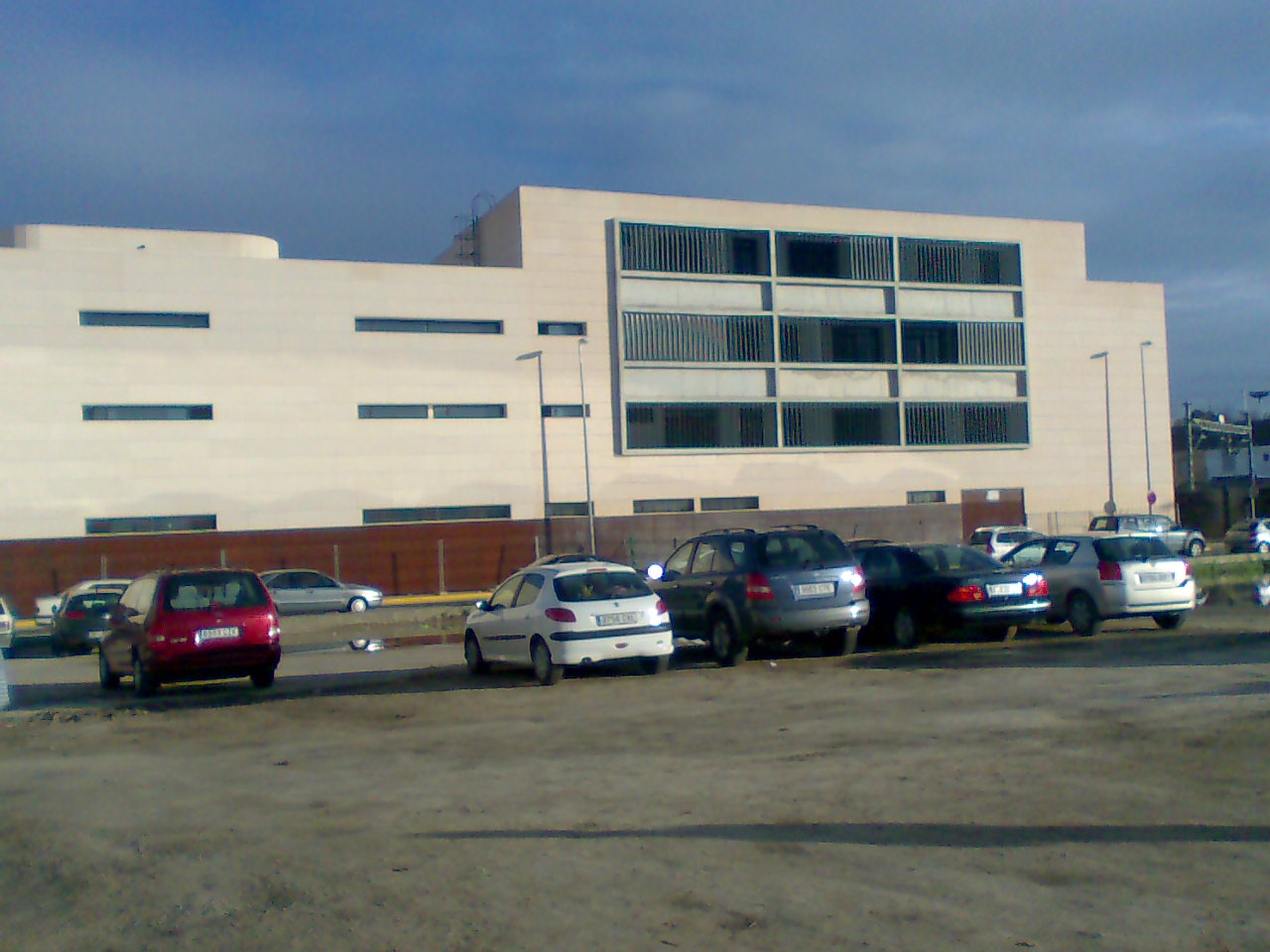
Sede de los juzgados

Dos Hermanas cuenta desde 2006 con una nueva sede judicial cuya superficie es de 3263 m cuadrados, habiéndose invertido en su construcción 2,9 millones de euros. La nueva sede judicial está ubicada en la calle Nuestra Señora del Carmen. El edificio dispone de capacidad para acoger en un futuro los nuevos órganos judiciales que puedan corresponder a la ciudad. Además el edificio cuenta con un área de notificaciones y embargos, registro civil, servicios comunes del partido judicial, fiscalía, sala de abogados y procuradores, despacho médico-forense, dos salas de reuniones, tres salas de vistas y archivos.
La estructura judicial de la ciudad está formada por 7 juzgados de primera instancia o instrucción.

## Servicios

### Energía
El suministro energético a la ciudad de Dos Hermanas se rige por las directrices que establece el Plan Energético de Andalucía, aprobado el año 2003.

#### Electricidad
Dos Hermanas se encuentra alimentada mediante la red de transporte con tensiones de 400 y 220 kV establecidas para atender el suministro eléctrico al área metropolitana de Sevilla. Los nudos eléctricos correspondientes tienen conexiones con las áreas de Extremadura, Campo de Gibraltar y Bahía de Cádiz, así como con las provincias de Huelva y Córdoba.
La planificación de la red de transporte aprobada por el Gobierno en mayo de 2008 prevé la realización de nuevas instalaciones eléctricas en la zona de Sevilla. Entre estas destaca el cierre por el oeste del anillo de 400 kV que rodea el área metropolitana y una nueva interconexión con Portugal.
Del transporte de la energía eléctrica por todo el territorio nacional se ocupa en régimen de monopolio la empresa Red Eléctrica de España.
La distribución de la electricidad en Dos Hermanas la realiza Endesa-Distribución, del grupo Endesa, que absorbió a Sevillana de Electricidad en los años 90. El consumo total de energía eléctrica en 2007 fue de 614 127 kWh, de los que 219 356 kWh correspondieron al consumo residencial.

#### Combustibles derivados del petróleo
Dos Hermanas se abastece de combustibles derivados del petróleo (gasolina y gasóleo) desde las instalaciones de almacenamiento que la Compañía Logística de Hidrocarburos (CLH) posee en Sevilla. En la actualidad (2008), CLH tiene concertados contratos de servicios logísticos para la utilización de sus instalaciones con la mayor parte de los operadores que actúan en España. El combustible que se almacena y distribuye en las instalaciones de Sevilla proviene básicamente de la refinería de petróleo ubicada en el Polo Químico de Huelva, con la cual se conecta a través de un oleoducto.

##### Gases Licuados del Petróleo (GLP)

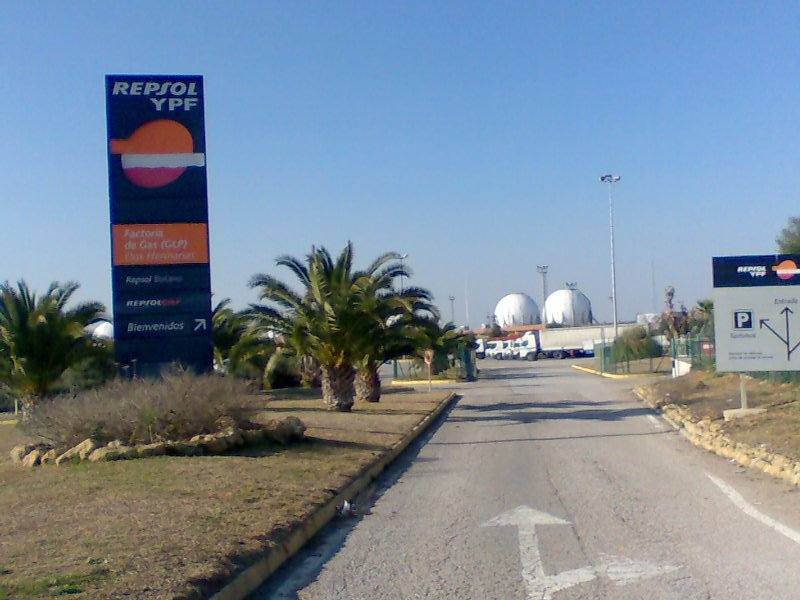
Factoría de gas (GLP) de Repsol

En la orilla del río Guadalquivir que pertenece a Dos Hermanas hay un pequeño puerto para atraque de buques butaneros, que mediante gasoducto transportan el gas a sendas plantas envasadoras de bombonas de gas butano instaladas en el polígono industrial Carretera de la Isla y que pertenecen a las empresas CEPSA y Repsol-YPF. A partir de ellas salen los camiones con las bombonas llenas de gas butano que reparten por una amplia zona de Andalucía y Extremadura.

##### Gas natural
El gas natural que se consume en Dos Hermanas proviene principalmente de Argelia y en pequeña proporción de los yacimientos de las provincias de Huelva y Sevilla. Es transportado primero por una red básica en alta presión responsabilidad de Enagás y a continuación se distribuye a viviendas e industrias por las instalaciones de Gas Andalucía. El consumo de gas natural se ha ido incrementando a medida que se han ido construyendo las redes de distribución a las viviendas.

### Agua potable y residual
El abastecimiento de agua potable, alcantarillado y depuración de las aguas residuales en Dos Hermanas lo realiza la Empresa Metropolitana de Abastecimiento y Saneamiento de Aguas de Sevilla (EMASESA), creada como empresa privada municipal por el Ayuntamiento de Sevilla en 1974, que cambió su denominación a «metropolitana» en 2007 y de cuyo consejo de administración forma parte el Ayuntamiento de Dos Hermanas.
El agua que suministra EMASESA proviene de varios embalses situados en las sierras del norte de las provincias de Huelva y Sevilla, correspondientes a la cuenca del río Rivera de Huelva:
- Embalse de Aracena: 128 hm³
- Embalse de Zufre: 168 hm³
- Embalse de la Minilla: 58 hm³
- Embalse de El Gergal: 35 hm³

No gestionado por EMASESA, se abastece también si es necesario del embalse de Cala, ubicado en el río Rivera de Cala con una capacidad de 58 hm³. También, en caso de necesidad de suministro por sequía, EMASESA tiene un convenio con la Comunidad de Regantes del pantano El Pintado, ubicado en Cazalla de la Sierra y con una capacidad de 213 hm³. A 2008, ya se ha finalizado la construcción del embalse de Melonares y se están construyendo canalizaciones para conectarlo con las redes de EMASESA. En caso de sequía extrema la compañía está autorizada a tomar agua del río Guadalquivir y tratarla adecuadamente para el consumo.
La depuración de aguas residuales se realiza en las estaciones de depuración de aguas residuales (EDAR), donde se elimina la contaminación del agua para su devolución al medio ambiente en condiciones adecuadas. La EDAR que depura las aguas se denomina Copero-sur.

### Residuos urbanos y limpieza de calles

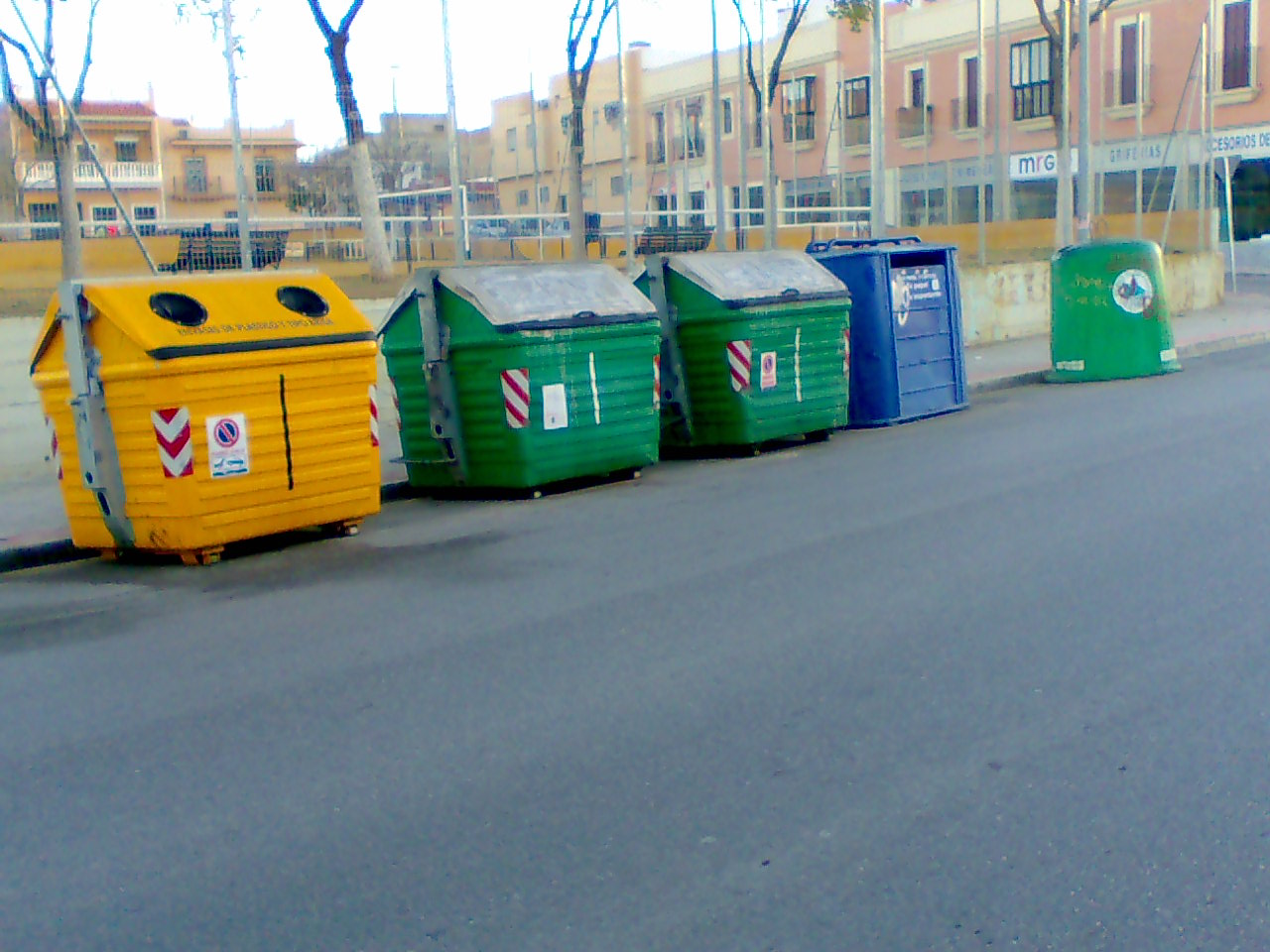
Contenedores selectivos de residuos urbanos

La recogida de los Residuos Sólidos Urbanos (RSU) y la limpieza de las calles son de competencia municipal y son realizados por el propio ayuntamiento con medios materiales y humanos propios. El tratamiento separado de los residuos orgánicos de la ciudad se efectúa en la estación de transferencia desde donde son llevados al Centro de Tratamiento de Residuos Montemarta-Cónica, el mayor centro de tratamiento de residuos urbanos de Andalucía y uno de los más grandes de España. Se ubica en la finca del mismo nombre, propiedad de la firma ABORGASE y localizado en el término municipal de Alcalá de Guadaíra. El conjunto de la finca tiene una superficie en torno a 100 ha. Recibe a diario 1200 toneladas de basuras procedentes de las 5 estaciones de transferencia situadas en los centros de producción de basuras de cada zona de las mancomunidades de Los Alcores y del Guadalquivir, minimizando con ello los gastos de transporte.
Existen en la ciudad contenedores de recogida selectiva de basuras en las vías públicas donde se depositan los envases de vidrio, papel y plástico en contenedores separados. Esta actividad la realiza una empresa perteneciente a la Mancomunidad de Los Alcores.
En 2008 el equipamiento con que cuenta el ayuntamiento para realizar estas tareas consta de 5 Camiones recolectores RSU más 1 complementario de recogida lateral, 2 lavacontenedores, 4 barredoras, 1 camión cuba, 1770 contenedores RSU más 350 de carga lateral, 77 contenedores de vidrio, 52 contenedores de papel y varios contenedores de plástico.
La ciudad cuenta además con un servicio denominado Punto Limpio Móvil que permite la recogida y el reciclaje selectivo de material electrónico, enseres, electrodomésticos, muebles, pilas, aceites de coche, aceites domésticos, teléfonos móviles, baterías de móviles, fluorescentes, baterías de coches, tóner de impresora, medicamentos, textiles, envases contaminados, pinturas y disolventes. Todo este material de desecho se recoge en la unidad móvil y se deposita en un depósito municipal donde se procede a su separación y reciclaje controlado, mediante la clasificación, tratamiento, prensado y embalado en planta y entrega a gestores autorizados.

### Abastecimiento

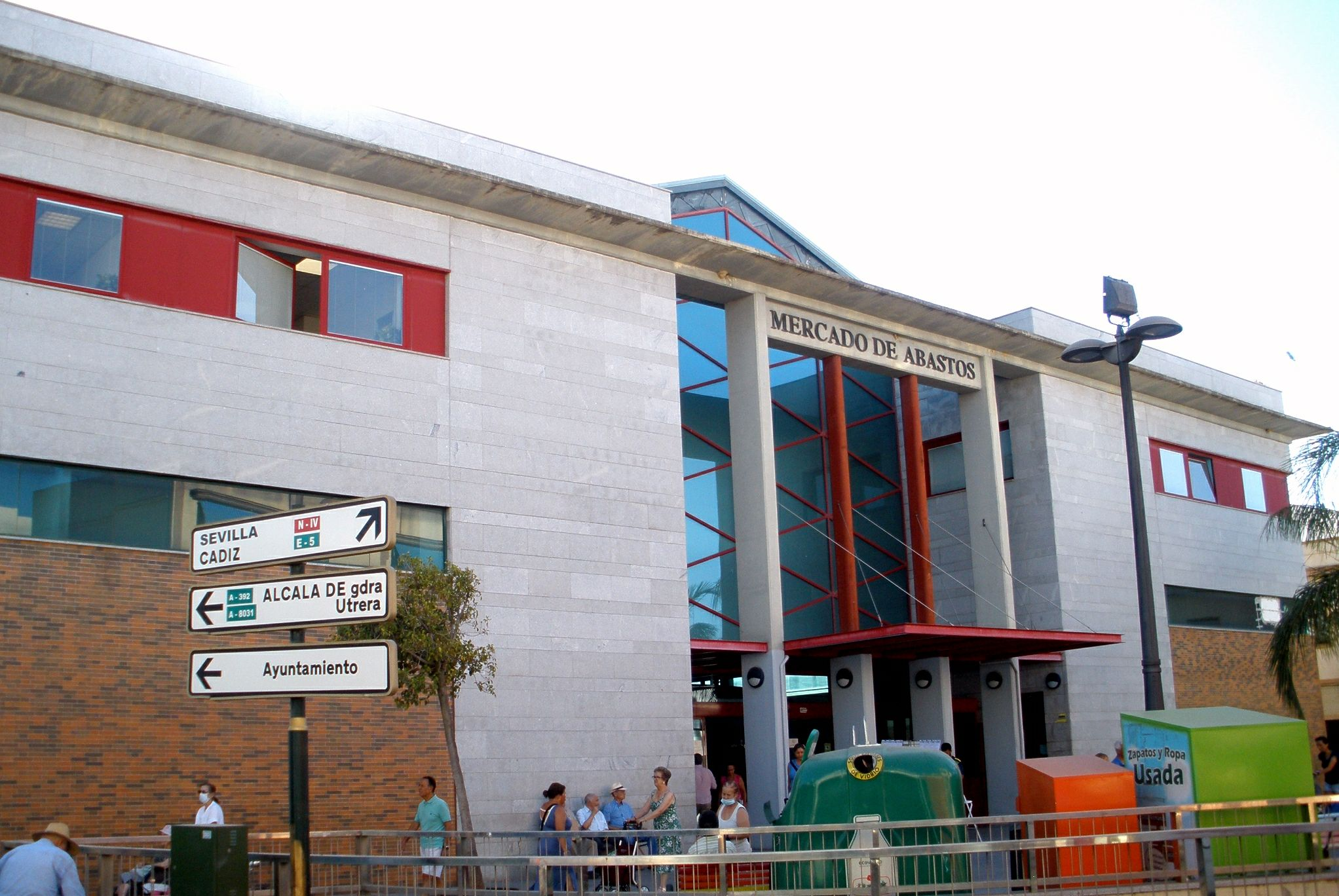
Mercado de abastos

La ciudad dispone actualmente (2008) de una amplia red de establecimientos comerciales especializados en alimentación: 694 pequeños comercios, 83 supermercados y un hipermercado que aseguran el abastecimiento de todo tipo de alimentos a sus habitantes.
Como infraestructura principal para el abastecimiento de productos perecederos, en el año 2003 fue inaugurado un nuevo mercado de abastos, ubicado junto a la plaza del Emigrante y que es un proyecto de los arquitectos Rafael López y Daniel Conesa.
Normalmente los establecimientos de alimentación de Dos Hermanas acuden a Mercasevilla y almacenes de empresas privadas, para aprovisionarse de los productos perecederos que venden (Frutas, hortalizas, carne y pescado). Mercasevilla es una empresa municipal que se creó en junio de 1971 en colaboración con el Ayuntamiento de Sevilla para la distribución de productos perecederos en el área metropolitana de Sevilla. Es una de las 23 unidades alimentarias de la empresa nacional Mercasa, que a su vez depende de la Sociedad Estatal de Participaciones Industriales (SEPI) y del Ministerio de Agricultura, Pesca y Alimentación. Mercasevilla dista 14 km del mercado de abastos de Dos Hermanas.

### Educación

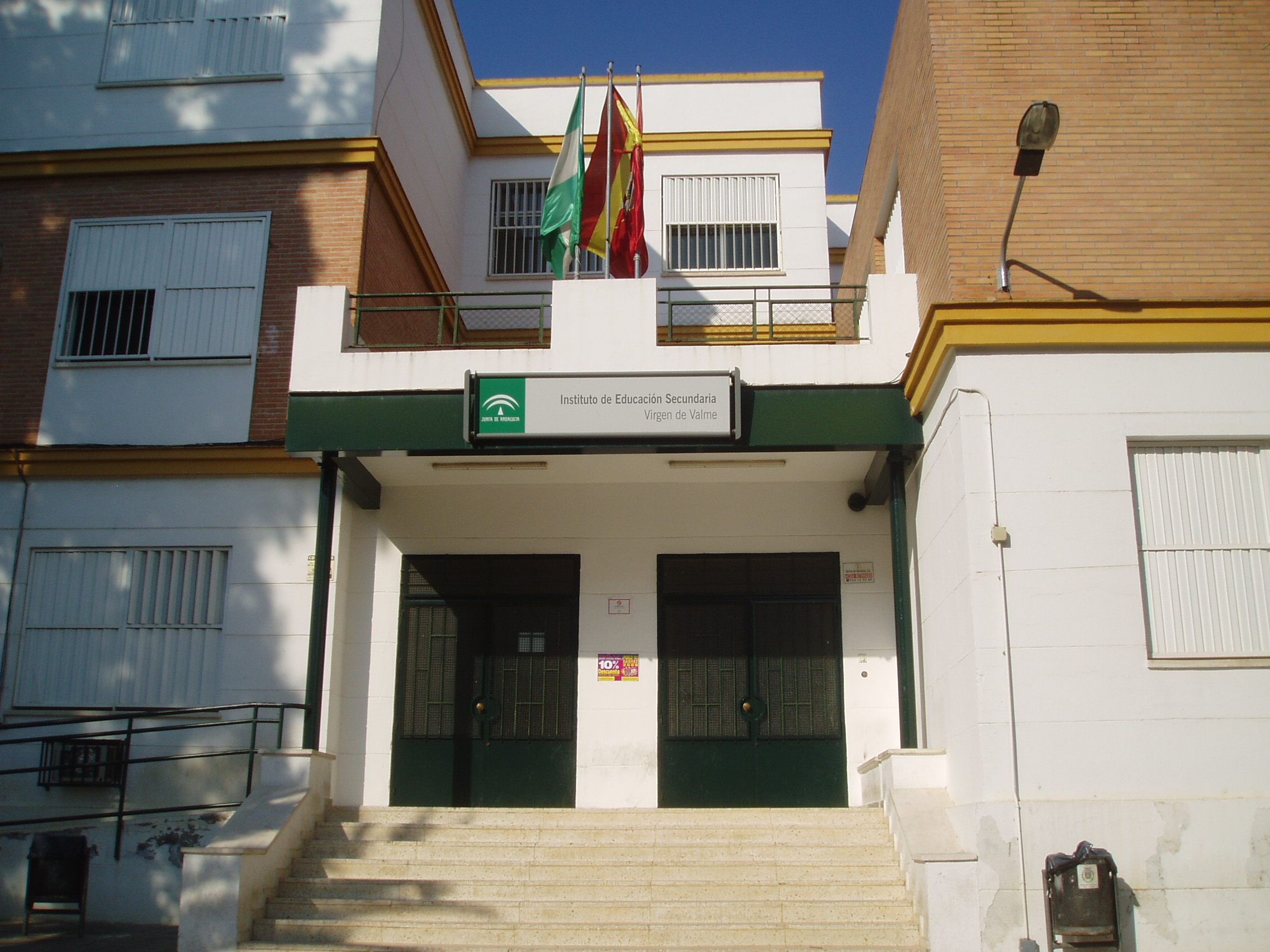
IES Virgen de Valme

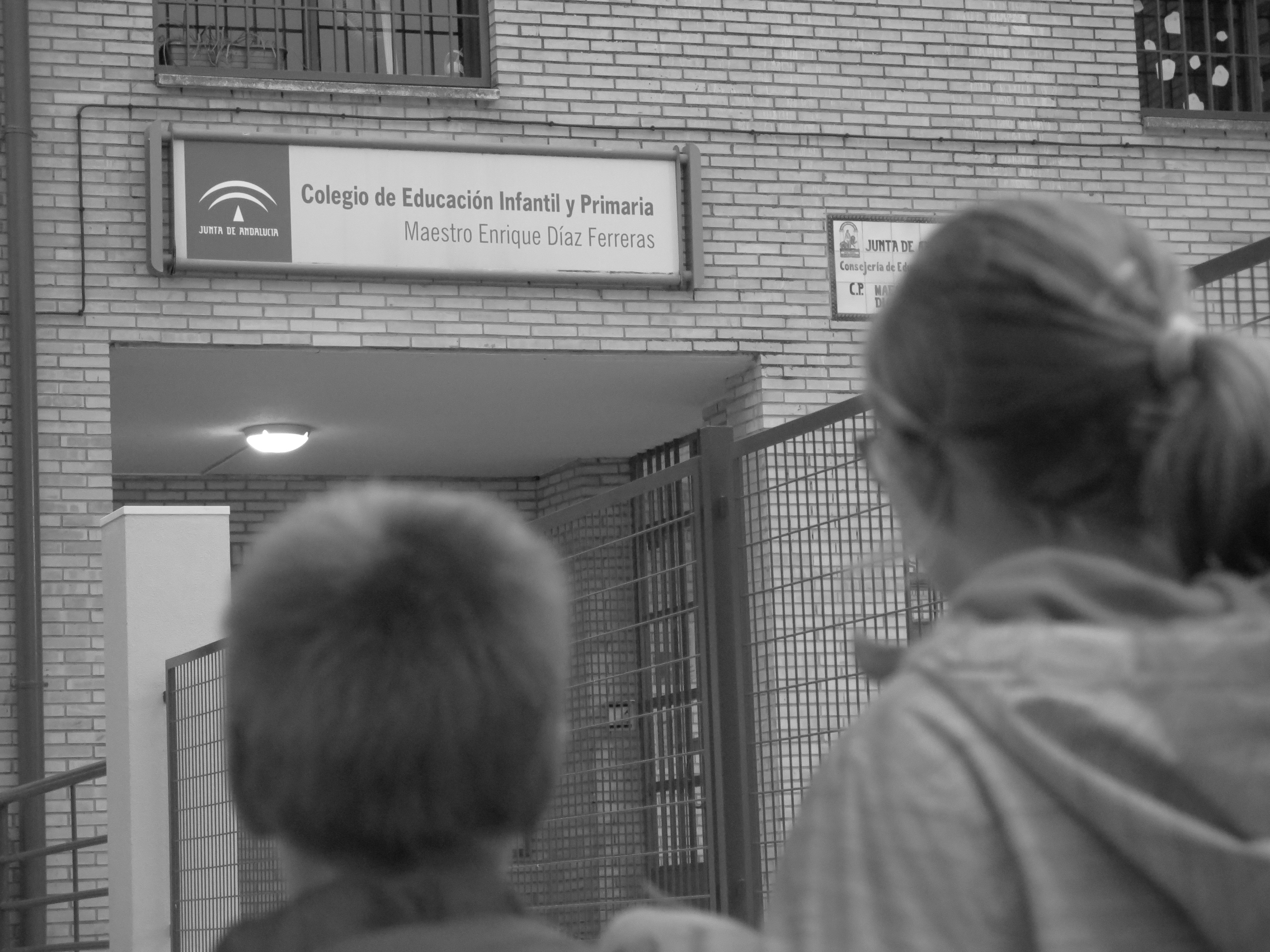
CEIP Maestro Enrique Díaz Ferreras (La Moneda)

La estructura educativa de la localidad es bastante completa porque abarca todos los sectores formativos.

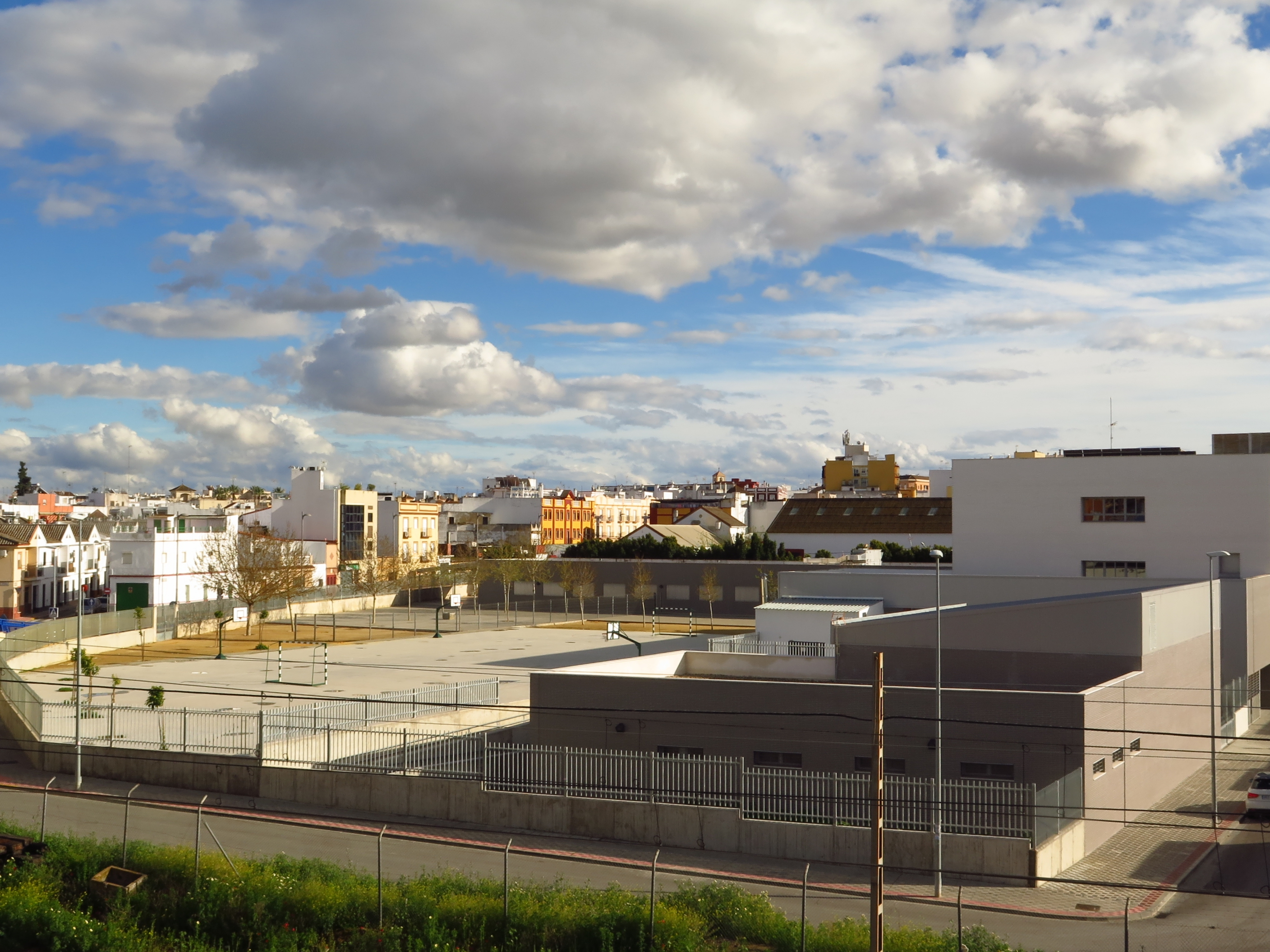
CEIP 19 de Abril

Colegios públicos de educación infantil y primaria
- CEIP Los Montecillos
- CEIP Maestra Dolores Velasco
- CEIP Poetas Andaluces
- CEIP Maestro Enrique Díaz Ferreras
- CEIP Consolación
- CEIP Federico García Lorca
- CEIP La Motilla
- CEIP San Sebastián
- CEIP Orippo
- CEIP Ntra.Sra. Del Amparo
- CEIP Arco Norte
- CEIP Vicente Aleixandre
- CEIP Luis Cernuda
- CEIP El Palmarillo
- CEIP Cervantes
- CEIP Carlos I
- CEIP Gloria Fuertes
- CEIP Valme Coronada
- CEIP Juan Ramón Jiménez
- CEIP Maestro José Varela
- CEIP Fernán Caballero
- CEIP Olivar de Quinto
- CEIP Huerta de la Princesa
- CEIP San Fernando

Institutos públicos de educación secundaria
- IES Alvareda
- IES Virgen de Valme
- IES Mariana de Pineda
- IES Torre de los Herberos
- IES Jesús del Gran Poder
- IES Olivar de la Motilla
- IES Ibn Jaldún
- IES Hermanos Machado
- IES El Arenal
- IES María Galiana
- IES Cantely
- IES Gonzalo Nazareno
- IES Vistazul
- IES Galileo Galilei[98]

A la red pública se añaden colegios privados y concertados que hay en la localidad.

#### Universidad Pablo de Olavide
La Universidad Pablo de Olavide es una universidad pública que fue fundada en 1997. Su campus se encuentra en las antiguas instalaciones de lo que fue la Universidad Laboral de Sevilla, en el kilómetro 1 de la carretera de Utrera. Ocupa una extensión de 140 ha aproximadamente en terrenos que pertenecen a los municipios de Dos Hermanas, Alcalá de Guadaíra y Sevilla. Es una de las universidades públicas más jóvenes de España. En 2008 contaba con un poco más de 10 000 alumnos.
Lleva su nombre en honor del político hispano-peruano Pablo de Olavide (1725-1803), el cual destacó en Sevilla como planificador de la ciudad y también como reformador de la Universidad de Sevilla.
Oferta educativa Universidad 2015-2016:
Grados
| - Humanidades, - Traducción e Interpretación (inglés, francés y alemán) - Geografía e Historia - Derecho - Relaciones Laborales y Recursos Humanos - Ciencias Políticas y de la Administración - Administración y Dirección de Empresas en español y en inglés - Finanzas y Contabilidad - Criminología, Análisis Económico | - Trabajo Social - Educación Social - Ciencias de la Actividad Física y del Deporte - Sociología - Biotecnología - Ciencias Ambientales - Ingeniería Informática en Sistemas de la Información - Nutrición Humana y Dietética |

Dobles grados
| - Humanidades y Traducción e Interpretación - Administración y Dirección de Empresas y Derecho (en español y con ADE en inglés) - Derecho y Finanzas y Contabilidad - Derecho y Ciencias Políticas y de la Administración | - Derecho y Criminología - Derecho y Relaciones Laborales y Recursos Humanos - Ciencias Políticas y de la Administración y Sociología - Trabajo Social y Educación Social - Trabajo Social y Sociología |

Doble grado internacional
- Derecho y Bachelor of Laws por la Universidad de Bayreuth (Alemania) y la Universidad Pablo de Olavide.

#### Universidad popular de Dos Hermanas

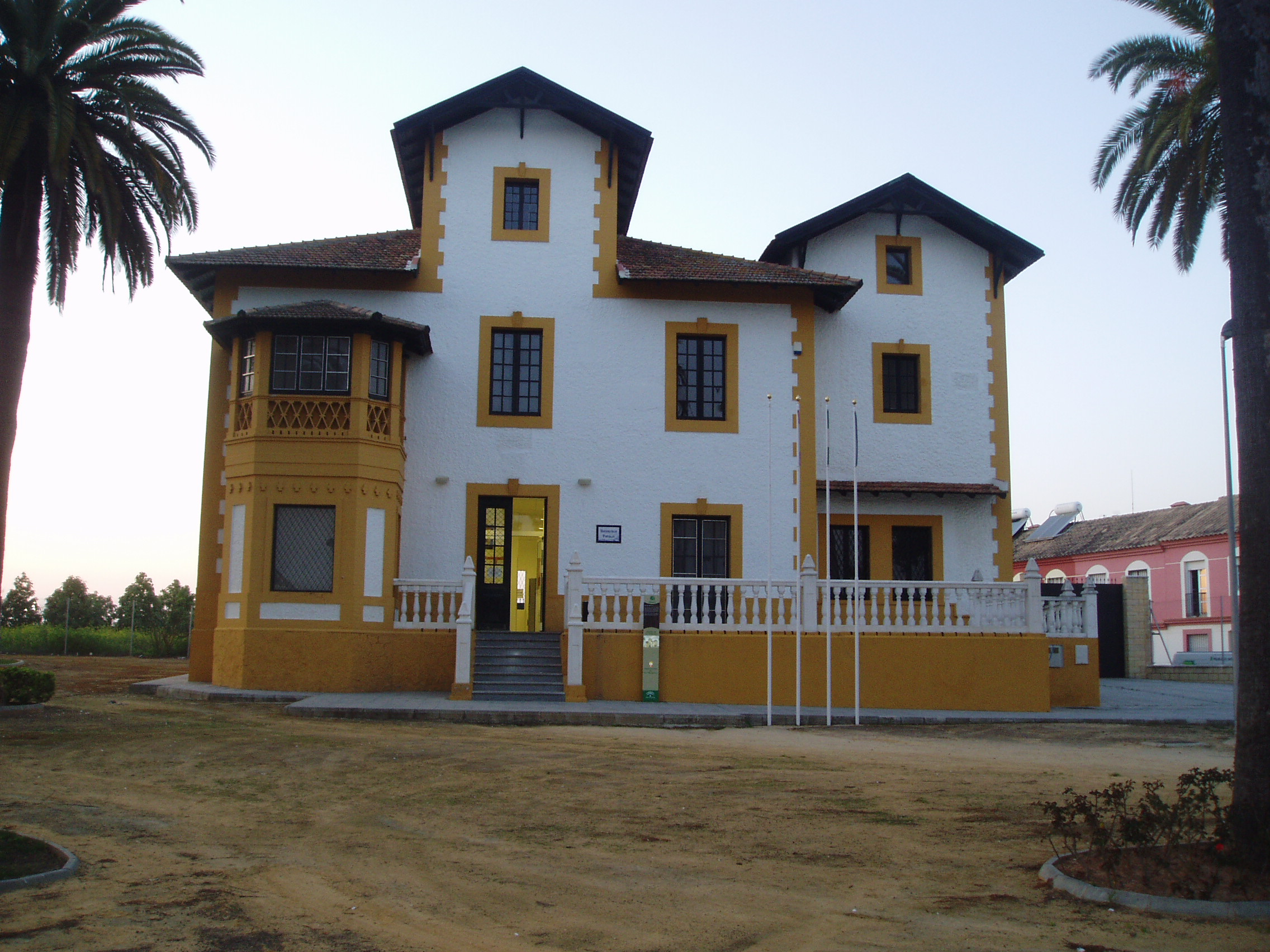
Universidad Popular

Este centro de formación no reglada ha sido creado y es gestionado por el ayuntamiento de Dos Hermanas. Está ubicado en la calle Bahía de Cádiz (edificio Huerta de la Princesa), y tiene como objetivo ofrecer a la población que ya está fuera de la formación reglada la posibilidad de poder formarse en nuevas habilidades que puedan mejorar su autoestima e inserción laboral.
Cada año se realiza un amplio programa de formación de acuerdo a las necesidades e intereses que muestran los habitantes. El acceso a los cursos es a precios muy económicos y a partir de los 16 años cumplidos.
Hay tres categorías de cursos de acuerdo a sus contenidos y dificultades y se imparten unos en la sede de universidad y otros en otros centros educativos y culturales que eviten los largos desplazamientos.
- Área formativa educacional: inglés, francés, alemán, chino, portugués, lengua de signos, informática, ofimática, acceso a la universidad para personas de entre 25 y 45 años y acceso a ciclos formativos de grado superior.
- Área formativa artística: manualidades, cerámica, artesanía, dibujo, fotografía, pintura y flamenco.
- Área formativa ocupacional: corte y confección, estética, restauración de muebles, maquillaje, peluquería y mecánica del automóvil.

#### Universidad Loyola Andalucía
La escuela de posgrado de la Universidad Loyola Andalucía, Loyola Leadership School, imparte su oferta de másteres universitarios a partir del curso 2016-2017 en las nuevas instalaciones del edificio central del parque de Investigación y Desarrollo Dehesa de Valme, ubicado en la zona de Entrenúcleos, en Dos Hermanas, lugar donde se ubicará el futuro Campus de la Universidad.
En este moderno edificio, recién inaugurado, de 5400 m², la Universidad cuenta con aulas, despachos, así como zonas de estudio y trabajo, instalaciones equipadas tecnológicamente para la docencia universitaria. Asimismo, la planta baja alberga un salón de actos con 434 plazas. El espacio está enfocado, además, a la eficiencia energética y cuenta con el 95 por ciento de sus luminarias de tipo led, así como sistemas de última generación en la climatización del edificio.

### Sanidad
La atención a la mejora y prevención de la salud de los habitantes de Dos Hermanas depende de las acciones y responsabilidades que asume el Ayuntamiento, las acciones y responsabilidades que asume la Junta de Andalucía a través del Servicio Andaluz de Salud (SAS) y de la propia iniciativa de los ciudadanos haciendo uso personal de la medicina privada que ejercen profesionales médicos en la ciudad.
El Ayuntamiento de Dos Hermanas acordó con fecha 7 de octubre de 2005 la adhesión a la Red Andaluza de Ciudades Saludables, cuyo objeto es fomentar en España el proyecto de la Organización Mundial de la Salud (OMS).
Actualmente, (2009) la Concejalía de Participación Ciudadana y Salud pretende realizar el Diagnóstico de Salud del Municipio y la elaboración del Plan Municipal de Salud basándose en los principios que inspiran el proyecto de ciudades saludables, para establecer prioridades y objetivos encaminados a la promoción de la salud del Municipio. Las competencias más importantes que se realizan desde la Concejalía de Salud son las siguientes;
- Promoción de la salud a través de varios programas encaminados a la prevención de acuerdo con las competencias fijadas por la Ley (menopausia, obesidad, odontología, podología, jornadas cardiosaludables, demencia, etc.).
- Campañas de desinsectación y desratización sanitaria en el municipio, a través de adjudicación a empresas homologadas.
- Campaña de control de la legionella en edificios públicos.
- Campaña del Servicio y Recogida de animales de la vía pública, para sacrificio, censo, registro...
- Convenio de Colaboración con el Colegio Oficial de Veterinarios de Sevilla para confeccionar y gestionar el registro de los animales, para dar cumplimiento a la Ley 50/1999, de 23 de diciembre, de Régimen Jurídico de tenencia de animales y el Real Decreto 287/2002, de 22 de marzo, incluye animales potencialmente peligrosos.
- Expedición de Licencias Administrativas para la tenencia de animales potencialmente peligrosos según el Decreto 42/2008, de 12 de febrero de la Consejería de Gobernación.
- Tramitar todas las denuncias relativas a Sanidad que se presentan en sus oficinas por parte de los ciudadanos, y las que ejecutan directamente la policía local o los vigilantes del entorno.[104]

La Consejería de Salud tiene en Dos Hermanas una red de centros de salud, pertenecientes al distrito sanitario de Sevilla Sur, que cubre a toda la población. Para los servicios hospitalarios los ciudadanos están cubiertos por el Hospital de Valme, de Sevilla pero muy cercano a la localidad. Actualmente (2009) se está construyendo un nuevo centro de salud en Montequinto que mejorará sensiblemente la atención sanitaria en esa zona del municipio.
La zona básica de salud es Dos Hermanas. Código de Zona: 04393. Distrito sanitario: Sevilla Sur
Centros de salud
| - C.S. Doña Mercedes, C/ Segovia, 32 - C.S. Las Portadas, C/ Virgen de la Encarnación, s/n - C.S. Los Montecillos, C/ Torre de Doña María, s/n - C.S. Montequinto, Av/ de Los Pinos, s/n | - C.S. Montequinto Olivar de Quinto, C/ Yerbabuena, s/n - C.S. San Hilario, C/ Esperanza, esquina Bahía de Cádiz - C.S. Santa Ana, C/Antonia Díaz, 19 - Consultorio Fuente del Rey, C/ Almirante Bonifaz, s/n |

### Servicios sociales
La prestación de servicios sociales a los grupos de población más necesitados de la localidad la gestiona la Concejalía Municipal de Servicios Sociales, con medios propios y en colaboración con organizaciones sociales de carácter humanitario como por ejemplo Cáritas y Cruz Roja.
Actualmente (2009) el municipio dispone de una amplia red de centros y servicios, principalmente el centro de servicios sociales, ubicado en el parque de la Alquería y que dispone también de unidades de trabajo social en las oficinas municipales de Montequinto y Fuente del Rey; el centro de servicios sociales de Ibarburu y las instalaciones que existen en Los Montecillos. Otras instalaciones reseñables son los centros de día de mayores de Montequinto y Fuente del Rey, la residencia municipal de ancianos San Fernando y el albergue municipal, además de todas aquellas que reciben subvenciones municipales para su funcionamiento y actividades, como por ejemplo los acuerdos de colaboración con entidades privadas como Caritas y Cruz Roja para la realización de actuaciones asistenciales. Entre los servicios que se prestan destacan los siguientes:
- Servicio de Información, Valoración, Orientación y Asesoramiento. A través de este servicio se recogen las primeras demandas que los usuarios realizan a los servicios sociales comunitarios. El servicio de información canaliza las demandas de los ciudadanos en la solución de los problemas que plantean.
- Programa de Intervención Familiar: se centra principalmente en la prevención y detección de la aparición de situaciones que puedan desencadenar en malos tratos hacia los menores, prevención de absentismo escolar y la consolidación de la Escuela de Verano y los talleres extraescolares.
- Plan municipal de empleo: esta iniciativa municipal consiste en la contratación por un período de seis meses de miembros procedentes de unidades familiares que disponen de nulos o insuficientes recursos económicos.
- Servicio de ayuda a domicilio: realiza en el domicilio familiar, mediante personal cualificado, una serie de atenciones preventivas, formativas, asistenciales y rehabilitadoras a individuos y familias con dificultades para permanecer en su medio habitual. Los beneficiarios de estos servicios son: Tercera Edad, Discapacitados físicos, psíquicos o sensoriales, familias en situación de dificultad o personas en general que por su situación de enfermedad o falta de recursos sociales tienen dificultades para desenvolverse por sí mismos.
- Teleasistencia domiciliaria: va dirigido a personas mayores o discapacitadas que vivan solas o que tengan perdida la autonomía personal.

| Tipo de vehículo      | Cantidad |
| --------------------- | -------- |
| Automóviles           | 54 943   |
| Camiones y furgonetas | 8061     |
| Otros vehículos       | 15 024   |
| Total                 | 78 028   |

### Comunicaciones
Dos Hermanas cuenta con un extenso parque automovilístico con una ratio de un vehículo por cada 2 ciudadanos. Posee además un elevado parque de camiones y furgonetas, lo que indica que existe un gran número de transportistas de mercancías autónomos o en pequeñas empresas o cooperativas y un importante trasiego de estos vehículos por la ciudad.

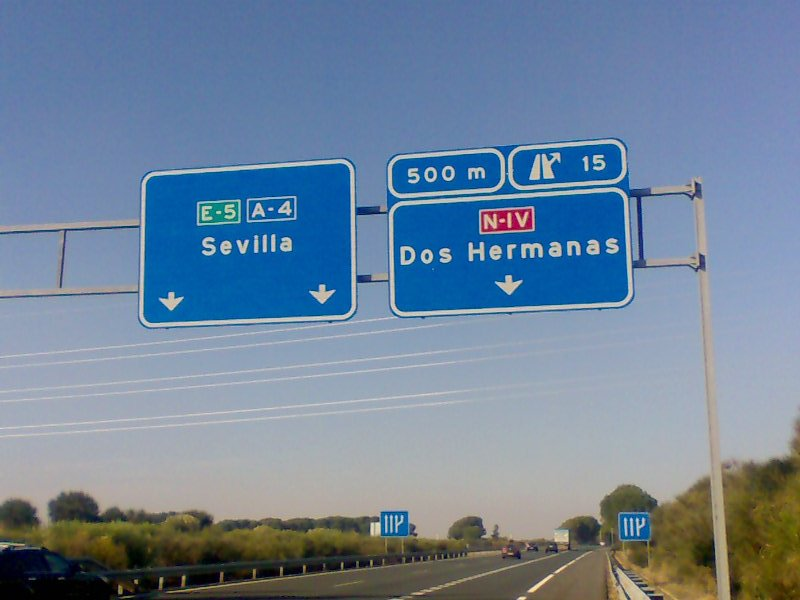
Acceso desde la Autopista del Sur

#### Red de carreteras
Dos Hermanas tiene varias vías rápidas gratuitas que la comunican con la capital Sevilla. Desde la ciudad se puede ir a Sevilla o bien usando la Autopista del Sur A-4 o bien el itinerario de la autovía de la carretera N-IV, Madrid-Cádiz. Por su parte el núcleo residencial de Montequinto se comunica con Sevilla a través de la autovía A-376. Una vez llegados a Sevilla los habitantes de Dos Hermanas se pueden incorporar a las numerosas carreteras de la red nacional que parten de ella. La carretera A-392 comunica la ciudad con Alcalá de Guadaíra, desde donde se puede enlazar con la Autovía A-92 y la comarca de Los Alcores hasta llegar a Carmona a través de la A-398. La carretera local SE-9019 circunvala la ciudad y la une con el núcleo de Montequinto.
- Autopista del Sur AP-4: Dos Hermanas-Cádiz
- Autovía del Sur E-5-A-4: Madrid-Cádiz
- AutovíaSevilla-Utrera(A-376): Sevilla-Utrera
- N-IV: Sevilla-Cádiz
- A-392: Dos Hermanas-Alcalá de Guadaíra
- A-8032: Dos Hermanas-Bellavista (Sevilla)
- A-8031: Dos Hermanas-A-376
- SE-3206: N-IV-Isla Menor
- SE-3205: N-IV-SE-3206 (Polígono La Isla)

#### Ferrocarril

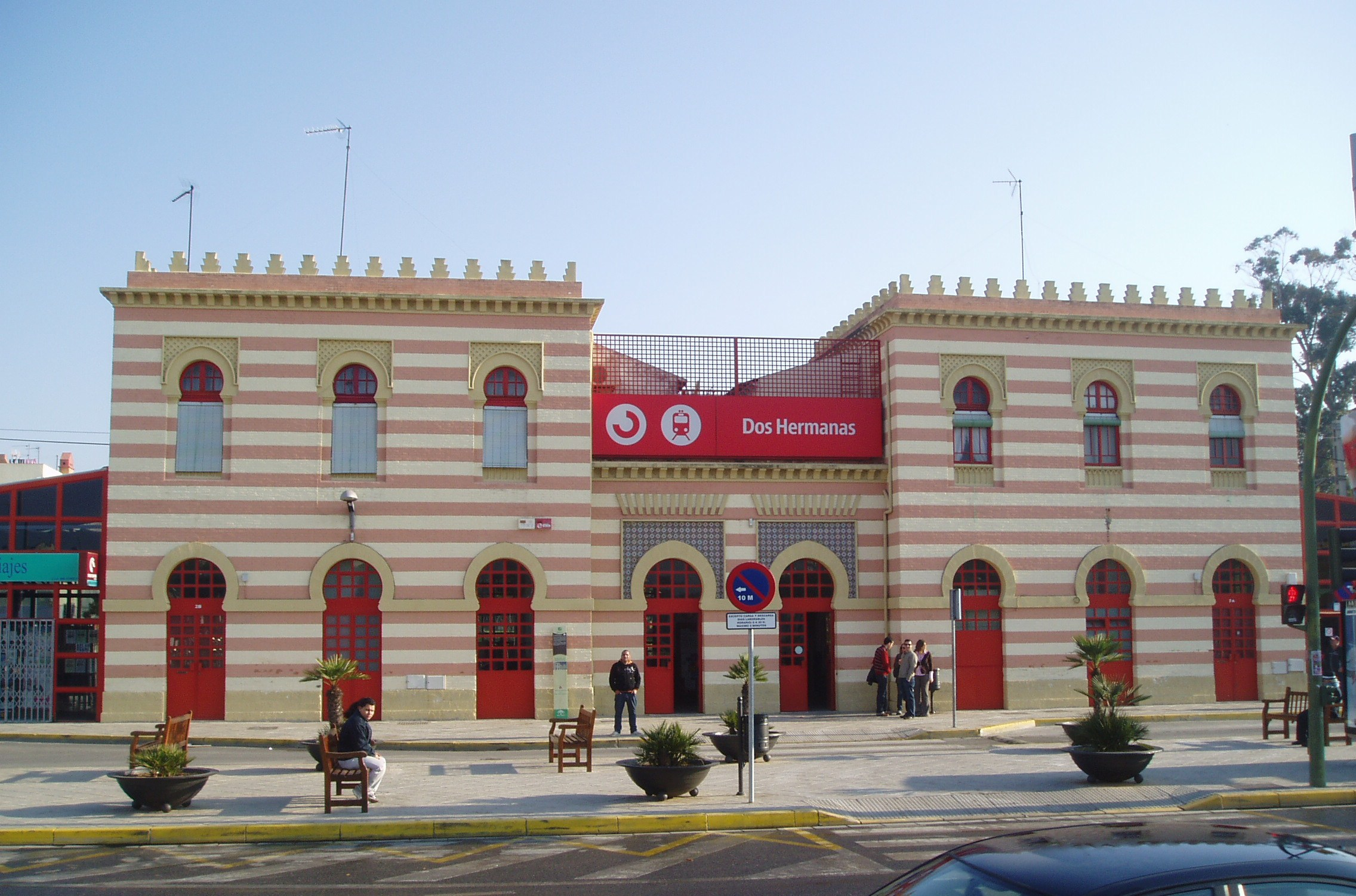
Estación de tren

La mayoría de los ferrocarriles de Andalucía fueron construidos entre los años 1850 y 1900. La conexión ferroviaria entre Madrid y Andalucía, a través del paso de Despeñaperros, abrió la posibilidad de realizar trayectos de larga distancia. Este ferrocarril sigue, desde Linares, el curso del río Guadalquivir hacia Andújar, Córdoba y Sevilla. A partir de la capital andaluza siguió su trayecto hacia la bahía de Cádiz, con estaciones en las localidades intermedias, entre ellas la de Dos Hermanas, construida a principios del siglo XX. La estación es un edificio de estilo regionalista de esa época. El ferrocarril continúa vía Utrera, Las Cabezas de San Juan, Lebrija, Jerez, El Puerto de Santa María, Puerto Real, San Fernando y Cádiz.
Posteriormente se crearon nuevas vías que, partiendo de Dos Hermanas, tuvieron como destino Málaga, Granada y Almería y toda la serie de estaciones intermedias que hay en el recorrido.
Actualmente Dos Hermanas cuenta con dos estaciones que forman parte de la red de Cercanías Sevilla, Dos Hermanas y Cantaelgallo, cuya estructura de funcionamiento es las siguientes:
| origen/destino           | <                | línea  | >               | destino/origen                |
| ------------------------ | ---------------- | ------ | --------------- | ----------------------------- |
| Lora del Río Santa Justa | Bellavista       |        | Cantaelgallo    | Utrera                        |
| Benacazón                | Bellavista       |        | Terminal        | Terminal                      |
| Santa Justa              | Virgen del Rocío | MD A-1 | Utrera          | Cádiz                         |
| Santa Justa              | San Bernardo     | MD A-3 | Arahal Marchena | Málaga-María Zambrano Almería |

Conexión con trenes AVE
Para hacer uso de los trenes de alta velocidad AVE, los viajeros de Dos Hermanas se desplazan primero a la cercana estación de Santa Justa de Sevilla, donde trasbordan a los trenes que les llevan a los destinos actualmente servidos desde Sevilla.

#### Autobús
Dos Hermanas pertenece al Consorcio de Transporte Metropolitano del Área de Sevilla, que es una entidad de derecho público de carácter asociativo y dotada de personalidad jurídica. El Consorcio tiene por objeto articular la cooperación económica, técnica y administrativa, a fin de ejercer de forma conjunta y coordinada las competencias que les corresponden en materia de creación y gestión de infraestructuras y servicios de transporte de viajeros, en el ámbito territorial de los municipios consorciados. Este Consorcio tiene establecida dos líneas regulares de viajeros en autocar que comunican la ciudad de Dos Hermanas y la barriada de Montequinto, con la capital Sevilla, siendo ofrecido este servicio por dos empresas privadas diferentes: Los Amarillos, S.A. y Casal S.A. La terminal de estos trayectos se encuentra en el Prado de San Sebastián de Sevilla, con paradas intermedias en el recorrido.
En marzo de 2009 entró en funcionamiento el nuevo servicio de transporte urbano, que ha quedó estructurado en cinco líneas, con una flota nueva de vehículos y la incorporación de la tarjeta sin contacto. El precio del billete del servicio de transporte urbano, 0,71 (2015) euros, es uno de los más económicos de España. Además, para los mayores de 65 años y estudiantes este se reduce a 0,37.
Asimismo hay concedida 47 licencias de taxis en 2013.

#### Metro
El Metro de Sevilla es un proyecto de la Junta de Andalucía, con la participación de los Ayuntamientos de Dos Hermanas, Mairena del Aljarafe, San Juan de Aznalfarache y Sevilla. También participa financieramente la Administración General del Estado. La realización y explotación de la Línea 1 del Metro de Sevilla ha sido adjudicada, en régimen de concesión administrativa por un periodo de 35 años, a la Sociedad Metro de Sevilla, participada por las empresas Tussam, Sacyr, Dragados y Construcciones, GEA 21 y CAF.
La Línea 1, inaugurada parcialmente el 2 de abril de 2009 entre las estaciones de Ciudad Expo (Mairena del Aljarafe) y Condequinto (Dos Hermanas), parte de Ciudad Expo (Mairena del Aljarafe), pasa por San Juan de Aznalfarache y la capital Sevilla de oeste a sur con varias estaciones en su recorrido, para finalizar en el barrio nazareno de Montequinto, donde estarán ubicadas cuatro estaciones que son concretamente: Condequinto, Montequinto, Europa y Olivar de Quintos. El trayecto tiene un total de 18 kilómetros totalmente operativos, menos la estación de Guadaíra y donde se puede usar la tarjeta de transporte del consorcio metropolitano.

#### Tranvía
En marzo de 2009 la Consejería de Obras Públicas y Transportes de la Junta de Andalucía ha licitado la construcción del tranvía que conectará la parada del Metro de Olivar de Quintos con la urbanización La Motilla en el extremo oeste de la ciudad, continuando hacia el sur hasta la urbanización Las Torres, vertebrando así todos los núcleos poblacionales del municipio. El primer tramo licitado tiene un presupuesto de 38,3 millones de euros, consta de un trazado de 5 kilómetros de longitud con 6 paradas, y discurre en superficie en su práctica totalidad, pasando por el hipódromo, la Ciudad del Conocimiento, el parque comercial, el parque tecnológico, el parque forestal y Casilla de los Pinos, diseñada para albergar un intercambiador con la futura estación de RENFE.
El plazo de ejecución de las obras se ha fijado en 18 meses a partir de la adjudicación de las mismas. Este tranvía servirá a una población de unas 100 000 personas y se prevé que transporte unos 3 millones de usuarios al año. El trazado incluye dos viaductos, uno sobre la futura SE-40 y otro sobre la red ferroviaria Sevilla-Cádiz. También hay previstos dos aparcamientos disuasorios en las paradas de Olivar de Quintos (208 plazas) y Casilla de los Pinos (178), así como talleres y cocheras al inicio de la línea.
- Debido a la crisis económica este proyecto está en estos momentos estancado (2015).

#### Aeropuerto de Sevilla

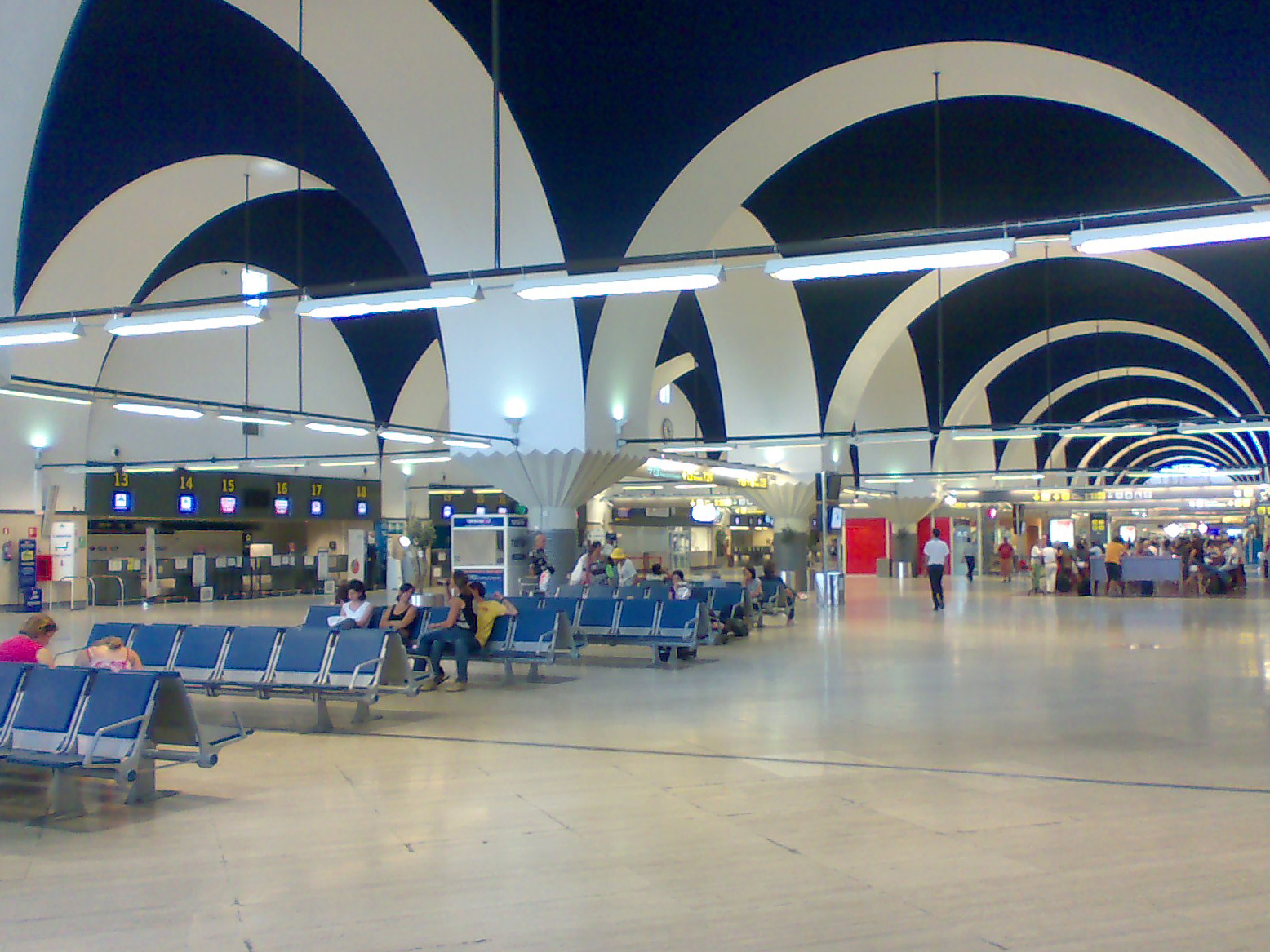
Aeropuerto de Sevilla

A unos veinte kilómetros de Dos Hermanas, y comunicado con ella por autovía, se encuentra el aeropuerto de Sevilla, conocido como aeropuerto de Sevilla-San Pablo. Su última remodelación y ampliación se realizó en 1992 con motivo de la Exposición Universal de Sevilla, con la construcción de un nuevo terminal diseñado por el arquitecto Rafael Moneo, la ampliación de la plataforma de estacionamiento de aeronaves, la ejecución de un nuevo acceso desde la carretera nacional N-IV y la edificación de una nueva torre de control al sur de la pista.
El aeropuerto de Sevilla sirve a un tráfico principalmente nacional (79,8 %), así como conexiones internacionales.
Según las estadísticas de Aena, gestora del aeropuerto, en 2014 Sevilla-San Pablo movió 3 884 146 pasajeros, 42 380 operaciones y 5639 toneladas de carga. Según los índices de tráfico, el aeropuerto de Sevilla-San Pablo puede compararse con varios aeropuertos de ciudades grandes que juegan un papel de secundarios y que son frecuentados en su mayoría por aerolíneas de bajo coste.

## Monumentos y lugares de interés

### Arqueología

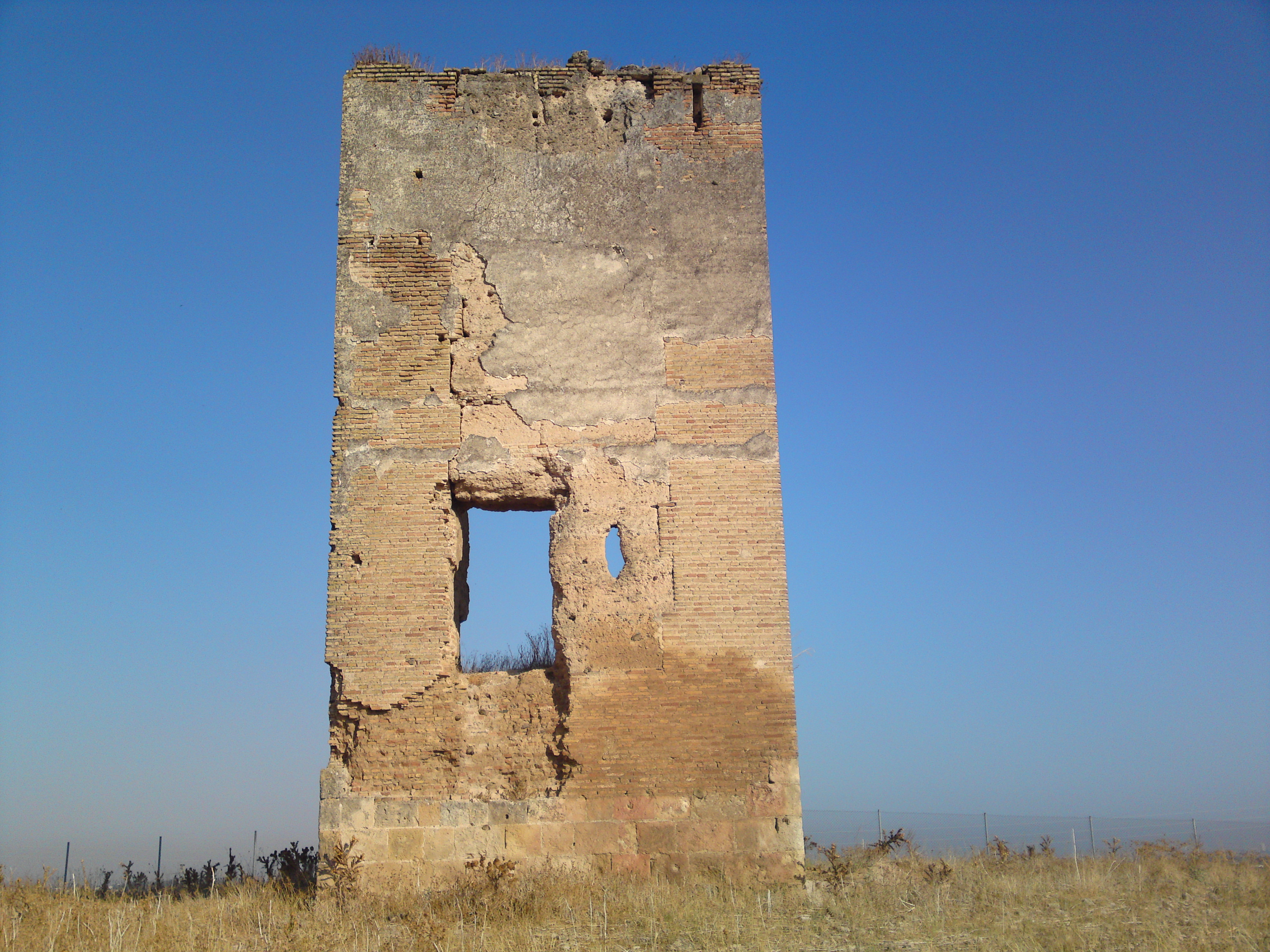
La torre de los herberos, motivo que figura como mueble heráldico en el escudo del municipio

Entre el patrimonio arqueológico del territorio de Dos Hermanas cabe citar a las ruinas prerromanas de Orippo, ubicadas en la zona del polígono industrial Carretera de la Isla de las cuales se han excavado hornos de alfar, restos de murallas y edificios, necrópolis con numerosas tumbas de incineración y termas, donde se han hallado diversos objetos escultóricos de la época. Otro resto arqueológico significativo es la Torre de los Herberos que son restos de un bastión militar tal vez indicativo de la mansión romana de Orippo, remodelado en época árabe y posteriores. En todo el término municipal existen otros restos de torreones de carácter defensivo, como los de El Copero, Varga Santarén y Torre Mochuela.

### Arquitectura civil
Los edificios de mayor interés arquitectónico en Dos Hermanas son los siguientes:

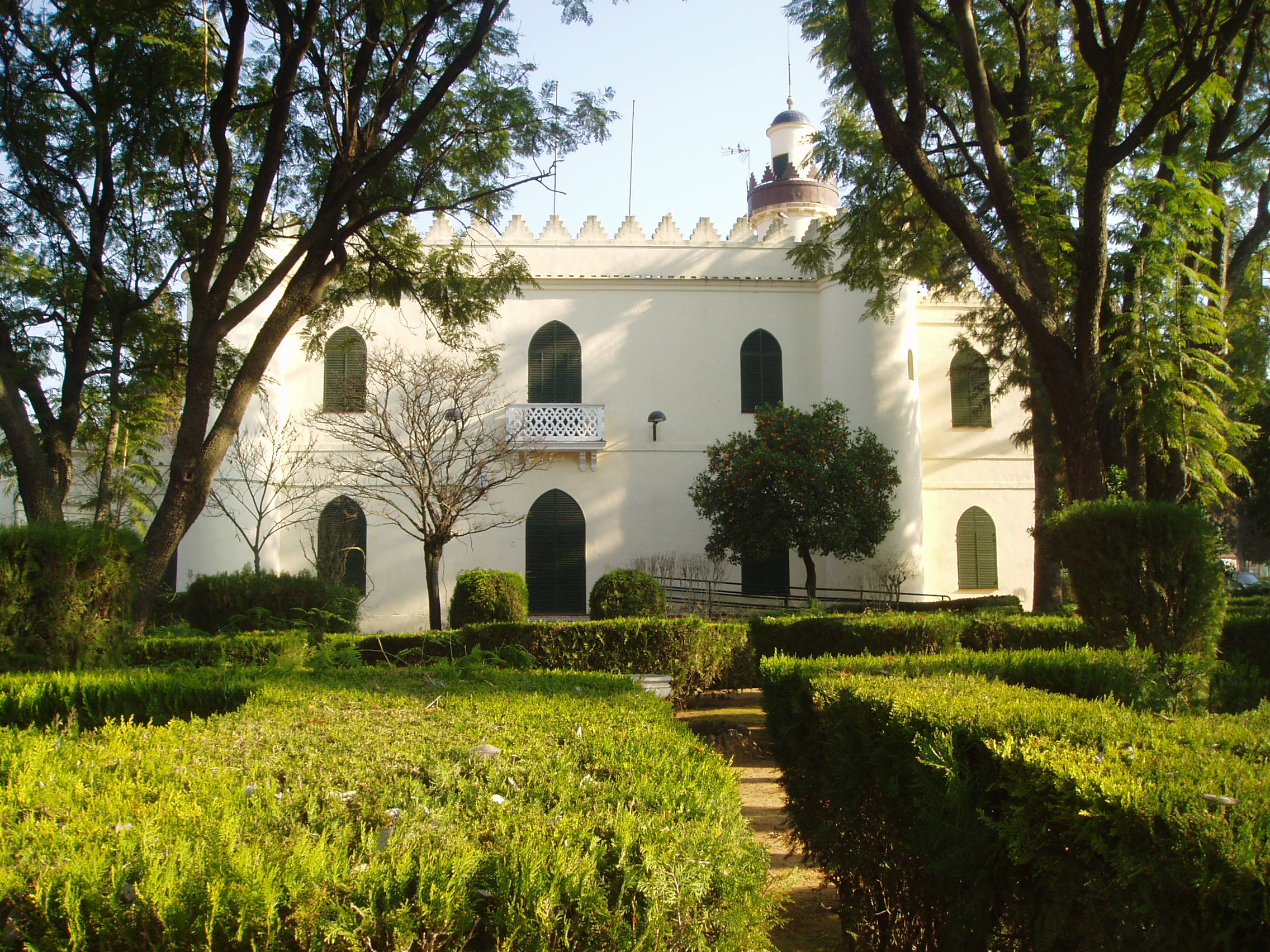
Alquería del Pilar

- Alquería del Pilar: es un edificio de estilo neomudéjar, con arcos de herradura y almenas que simulan una fortaleza defensiva. Fue construido en 1872 por encargo del diplomático y poeta José Lamarque de Novoa y su esposa, la poetisa Antonia Díaz, que pasaron largas temporadas en el edificio. La Alquería fue un centro de tertulias y encuentros de poetas, pintores, literatos, músicos y políticos, convirtiéndose en el centro de la intelectualidad sevillana de la época. Tras la muerte de sus propietarios la Alquería ha tenido varios dueños, hasta pasar a propiedad del Ayuntamiento que la utilizó como sede de la policía local y actualmente (2009) está pendiente de uso. En el entorno del edificio se encuentra el parque de la Alquería del Pilar. El acceso al edificio se hacía por la carretera de Alcalá de Guadaíra y en la entrada se encontraba la Cruz de los Caballeros, un túmulo-crucero que fue trasladado desde Sevilla en recuerdo de un duelo entre caballeros celebrado en 1645. Uno de los dueños posteriores del edificio se llevó este monumento a una finca privada y no ha sido posible su localización para reinstalarlo.[117]

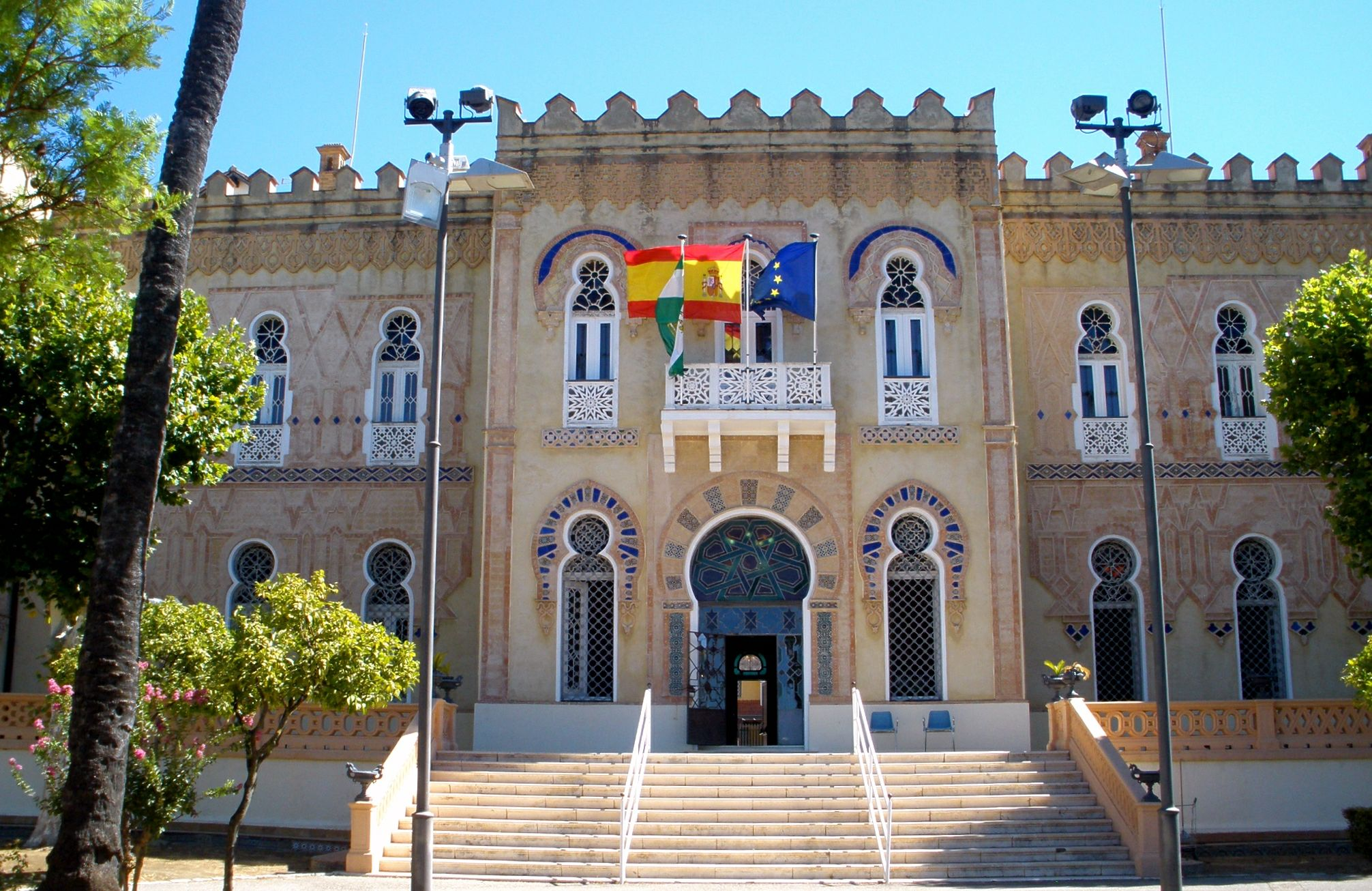
Palacio de Alperiz

- Palacio de Alperiz: fue construido en torno a 1905 por el arquitecto José Solares y el maestro de obras Rafael López como vivienda de la familia Alpériz, grandes comerciantes de telares y dueños de la fábrica de hilados de yute que hubo en la localidad. El palacio es una de las mejores muestras de la arquitectura neoregionalista de la provincia de Sevilla. El edificio se compone de múltiples ventanales en forma de arco de herradura y paños con motivos geométricos árabes. Los jardines del palacio son de marcado carácter regionalista, con estatuas, glorietas y grandes bancos en cerámica. Actualmente se utiliza como centro de día y hogar del pensionista.[118]

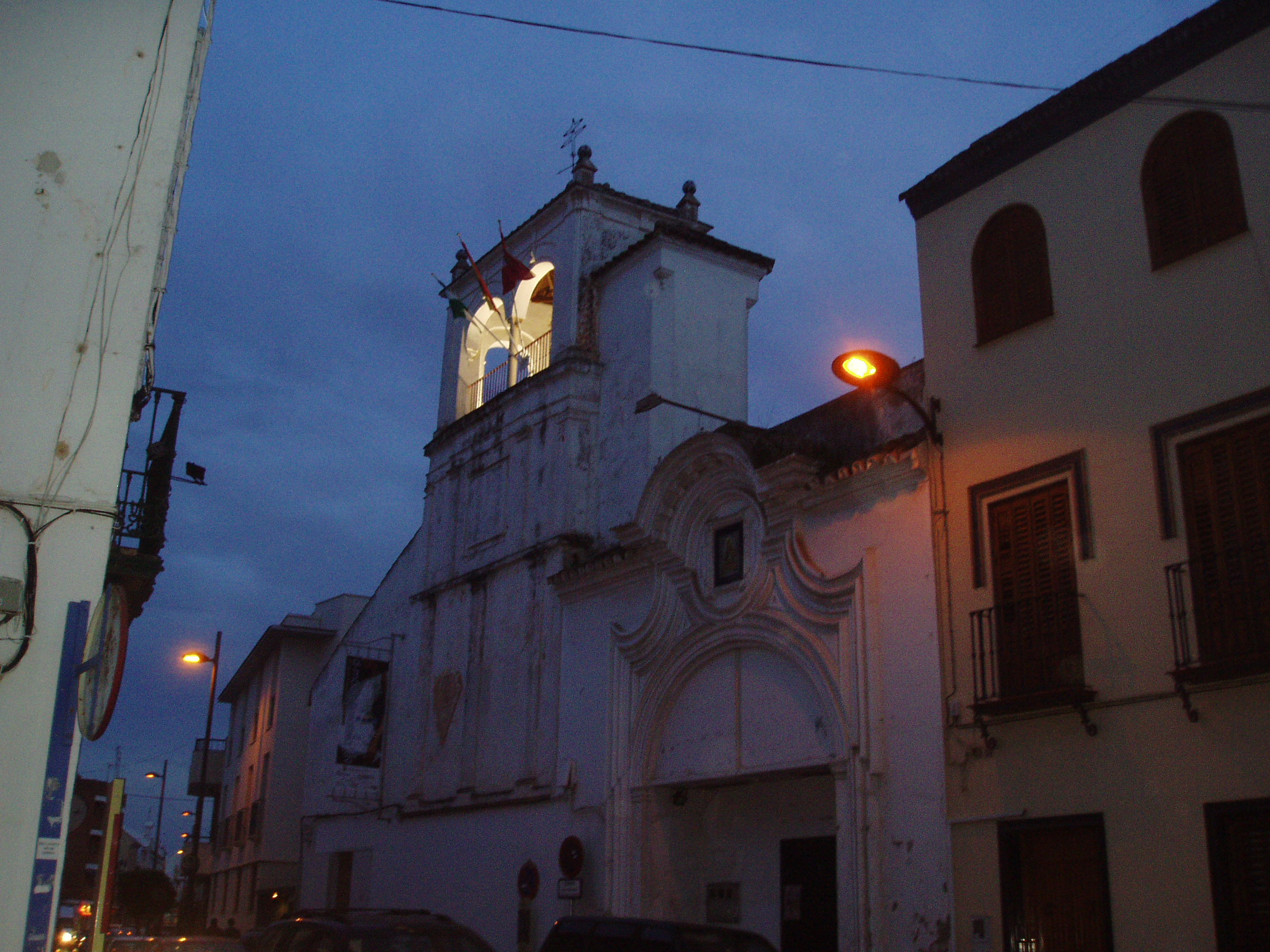
La Almona

- Edificio de La Almona: este edificio está inscrito en el Catálogo General del Patrimonio Histórico Andaluz desde 1997,[119] gracias a sus dos naves de estilo mudéjar, sus elementos arquitectónicos barrocos y los vestigios de la hacienda Montefrío. Está ubicado en la calle Real Utrera y con salida a la calle La Mina. Tiene una fachada y torre de mirador a la primera calle y una torre de molino adornada con azulejería, de estilo barroco (siglo XVII), coronada por veleta de forja, del siglo XVII hacia la otra calle. Ha sido restaurado y remodelado y actualmente (2011) es un centro cultural para usos múltiples. En las obras de ampliación realizadas fueron halladas una gran tinaja y una rueda de molino de gran valor arqueológico.[120]

### Arquitectura religiosa

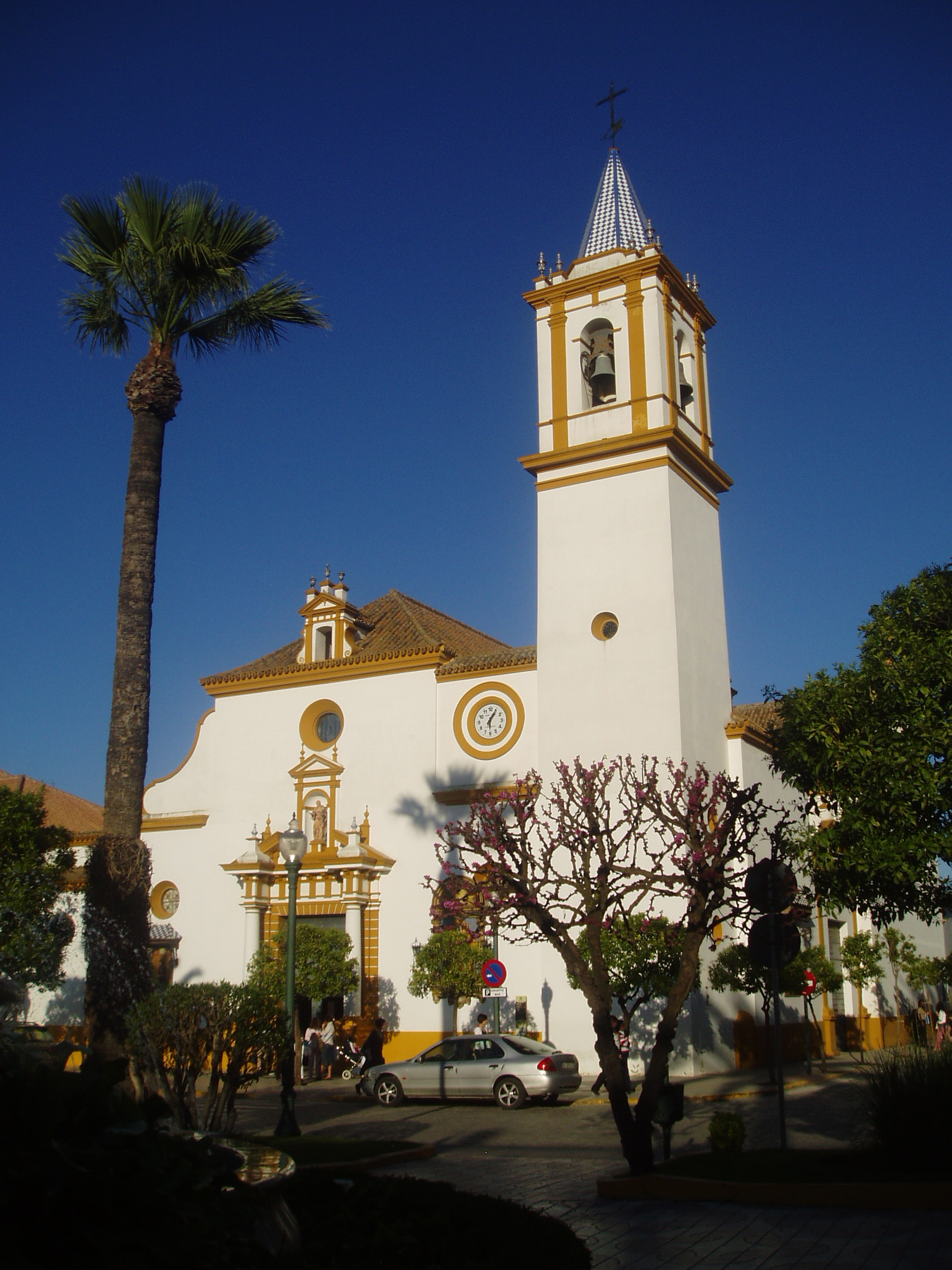
Iglesia de Santa María Magdalena

Iglesia parroquial de Santa María Magdalena
Por la información que contienen los libros sacramentales de la parroquia, se sabe que desarrollaba su actividad desde los comienzos del siglo XVII: Bautismos (1630), Matrimonios (1638) y Defunciones (1628). Sin embargo el primer libro de bautismos que se conserva, el de 1630-1639, es el número 9, de donde se deduce que existieron al menos 8 libros anteriores. Por ello parece apropiado situar el inicio de las actividades parroquiales hacia la segunda mitad del siglo XVI. La iglesia fue remodelada en el siglo XVIII, y restaurada en 1940 según proyecto del arquitecto Aurelio Gómez Millán. En ella se conserva la imagen de Nuestra Señora de Valme (siglo XIII), juntamente con los restos del pendón de Ab-Xataf, último rey musulmán de Sevilla. Contiene otras imágenes y cuadros de interés.
Capilla de Santa Ana
Es una capilla donde se aloja y venera la imagen de Santa Ana, patrona de la ciudad cuya festividad se celebra en julio. La capilla tiene un artesonado de reminiscencias mudéjares. La imagen de Santa Ana es gótica del siglo XIII Triplex, fue reconstruida en el siglo XIX y restaurada en 1996. Puede visitarse también la cueva en que se afirma fue hallada la imagen. Del Círculo de Alonso Vázquez destacan dos tablas de un retablo, en cuya predela se repite la leyenda de las dos hermanas (siglo XVII); un San Roque de la Escuela de Bautista Vázquez el Viejo y una lápida sepulcral gótica (siglo XVI) que señala el enterramiento del noble genovés Bernardo de Grimaldo (ascendiente de los actuales Grimaldi del Principado de Mónaco) y de su hijo. Las reglas de su hermandad datan de 1523, por lo que es la más antigua de Dos Hermanas. Santa Ana procesiona la noche del 26 de julio, bajo un paso de tumbilla sostenido por cuatro varales.
Ermita de Nuestra Señora de Valme

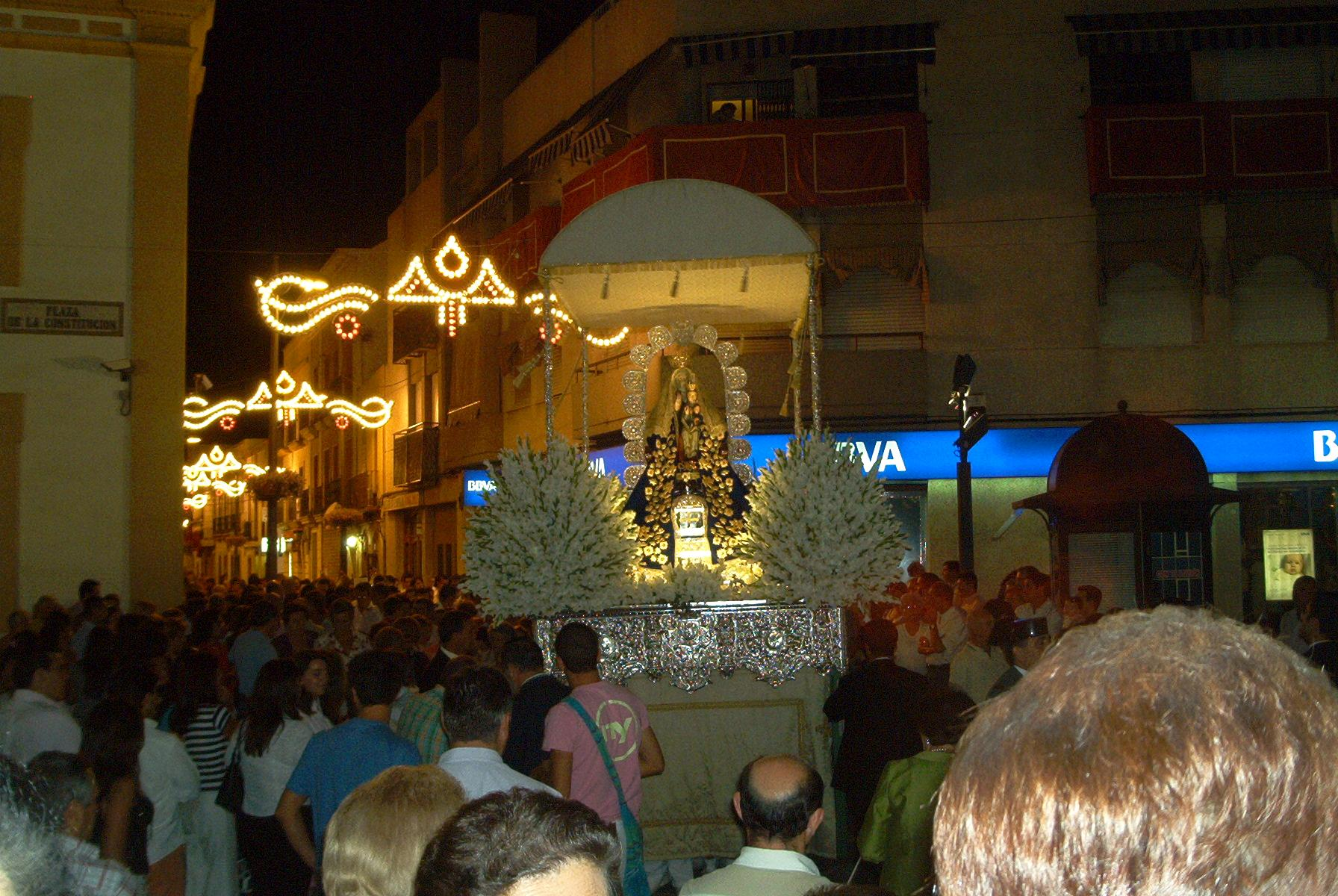
Procesión de Santa Ana

De estilo mudéjar, reconstruida por iniciativa de los duques de Montpensier en 1859 según proyecto atribuible al arquitecto Balbino Marrón. Consta de una sola nave, el retablo mayor es barroco del siglo XVIII y posee un cuadro de Luis de Oñate en el que se representa a San Fernando ante la Virgen. Aunque está ubicada en terrenos del Cortijo de Cuarto, pertenecientes al municipio de Sevilla, la ermita pertenece al municipio de Dos Hermanas junto con el recinto en que se encuentra, en virtud de lo acordado con motivo de la incorporación de la zona de Bellavista a Sevilla en 1937. La Hermandad de Nuestra Señora de Valme aprobó sus Reglas renovadas el 7 de agosto de 1866, haciéndose cargo también del cuidado de la ermita. En 1894 se inició la tradición, apenas interrumpida, de la Romería de Valme, trasladando el tercer domingo de octubre a la imagen de la Virgen de Valme hasta la ermita de Cuarto, acompañada por miles de fieles de la localidad y de otros lugares de Andalucía. La Romería de Valme fue declarada en 1976 Fiesta de Interés Turístico. La Virgen de Valme fue coronada canónicamente el 23 de junio de 1973, con asistencia de las primeras autoridades de la nación. Dentro de los actos conmemorativos de esta ceremonia se inauguró el monumento de la plaza Menéndez Pelayo.

## Cultura

### Eventos culturales

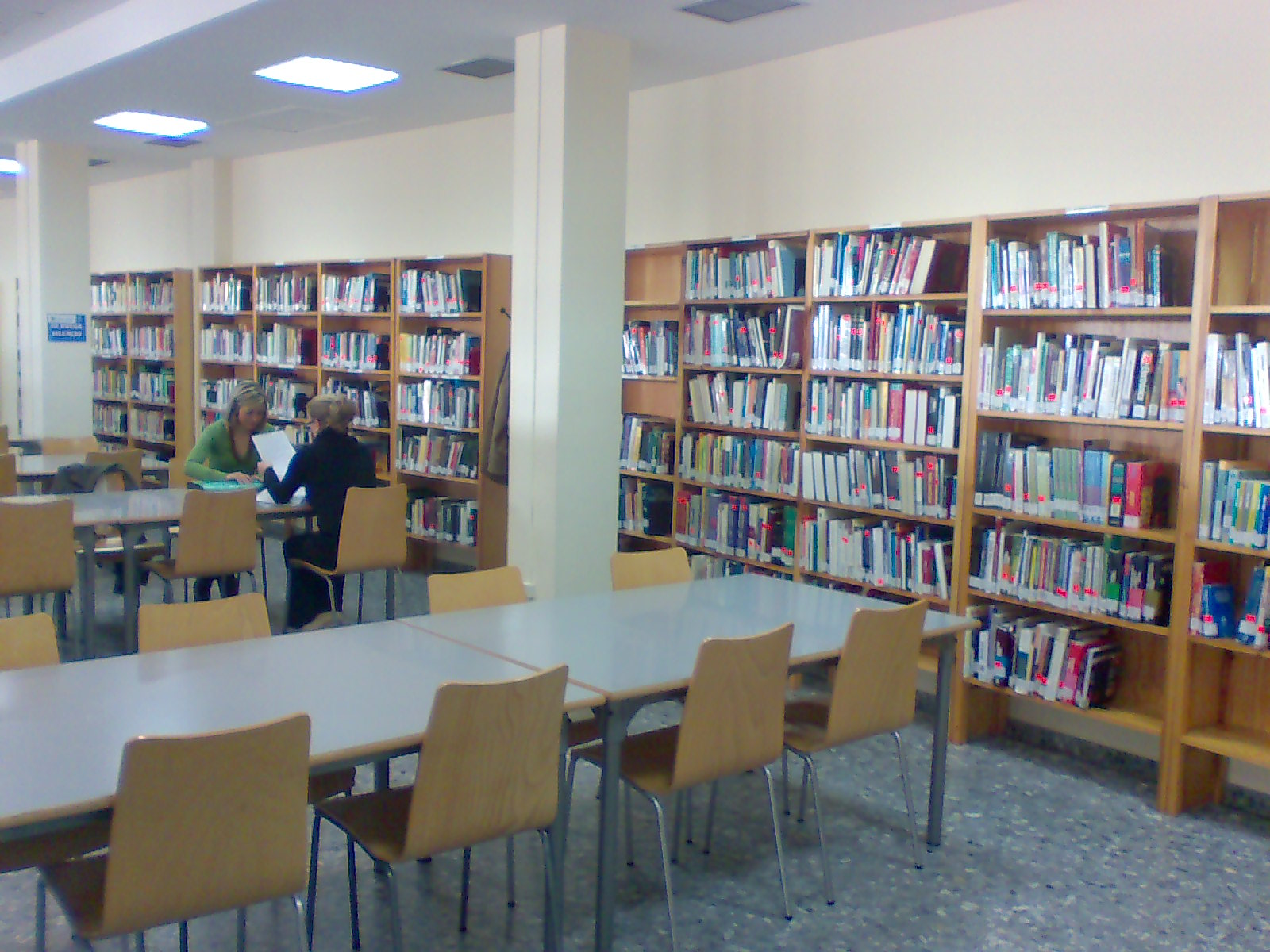
Interior de la biblioteca municipal

Tanto la Delegación de Cultura como la Delegación de Juventud desarrollan a lo largo del año un programa variado de actividades culturales entre las que destacan las siguientes:
- Festival Nacional de Teatro Aficionado Fernán Caballero. Teatro Municipal Juan Rodríguez Romero[126]
- Concurso de cuentos fantásticos y de terror Idus de marzo
- Concurso Nacional de Cómic Ciudad de Dos Hermanas
- Concurso de Cortos DH Rueda
- Certamen literario Dos Hermanas Divertida

### Centros culturales

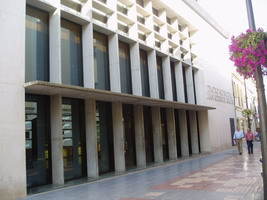
Teatro municipal

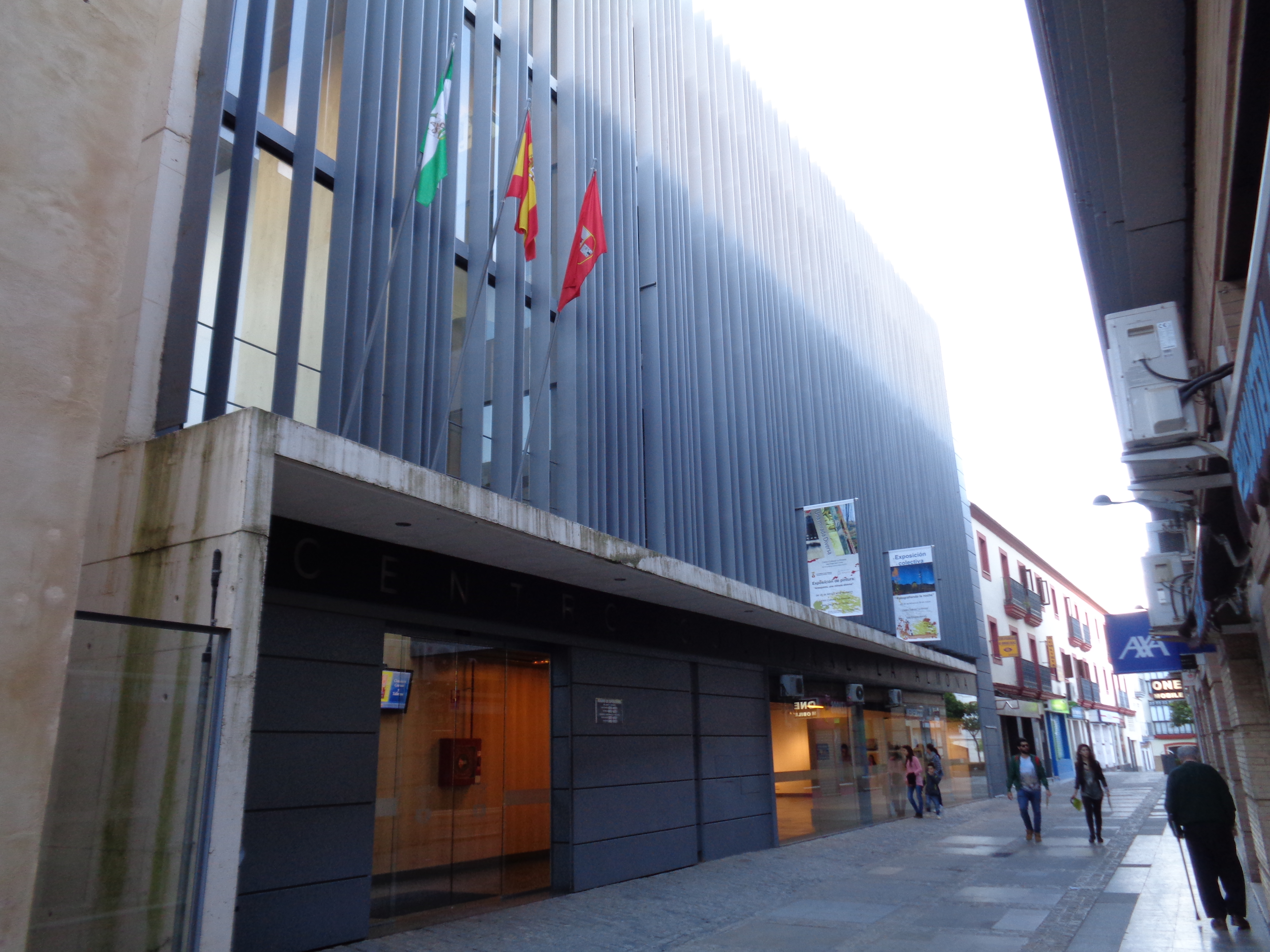
Centro cultural La Almona

En la ciudad existen varios centros culturales donde se desarrollan diversas actividades a lo largo de todo el año, entre los que destacan los siguientes:
- Auditorio municipal Los del Río (parque municipal de La Alquería del Pilar)
- Biblioteca municipal Pedro Laín Entralgo (edificio Huerta Palacios, s/n)
- Edificio Torrevalme (Avda. de Sevilla, s/n)
- Teatro municipal Juan Rodríguez Romero (C/ Ntra. Sra. de Valme, 35)
- Centro cultural La Almona (C/. La Mina s/n)
- Biblioteca municipal Montequinto (Avda. San José de Calasanz, s/n)
- Museo Etnográfico del Olivar y de la Agricultura. Hacienda de Quinto. En construcción[128]

### En la ficción
- Fernán Caballero (Morges, Suiza, 1796 – Sevilla, 1877) era el seudónimo utilizado por la escritora española Cecilia Böhl de Faber y Larrea que escribió entre otras la novela titulada La familia de Alvareda cuya acción se desarrolla en una hacienda de Dos Hermanas.
- En el Acto III de la obra de teatro El burlador de Sevilla de Tirso de Molina se cita a Dos Hermanas como lugar donde se desarrolla parte de la acción. El burlador de Sevilla y convidado de piedra es una obra de teatro que por primera vez recoge el mito de Don Juan Tenorio, sin duda, uno de los personajes más famosos del teatro español.
- El canal, es una obra de teatro de Antonio Morillas Rodríguez,[129] escrita en homenaje a los presos del franquismo que sufrieron los campos de concentración de La Corchuela y Los Merinales y construyeron el Canal del Bajo Guadalquivir en el tramo del término municipal de Dos Hermanas.[130]

### Fiestas locales

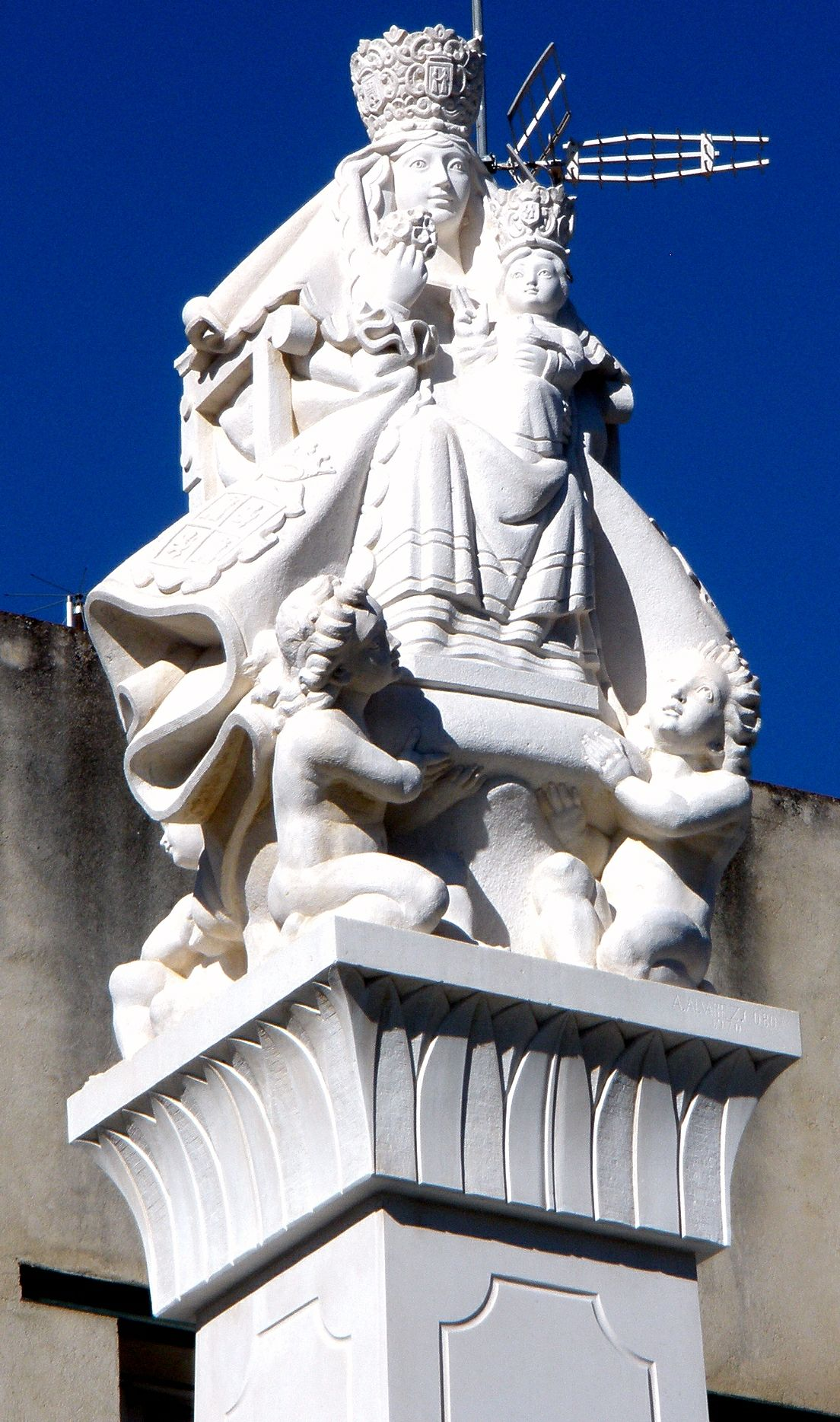
Monumento a la Virgen de Valme

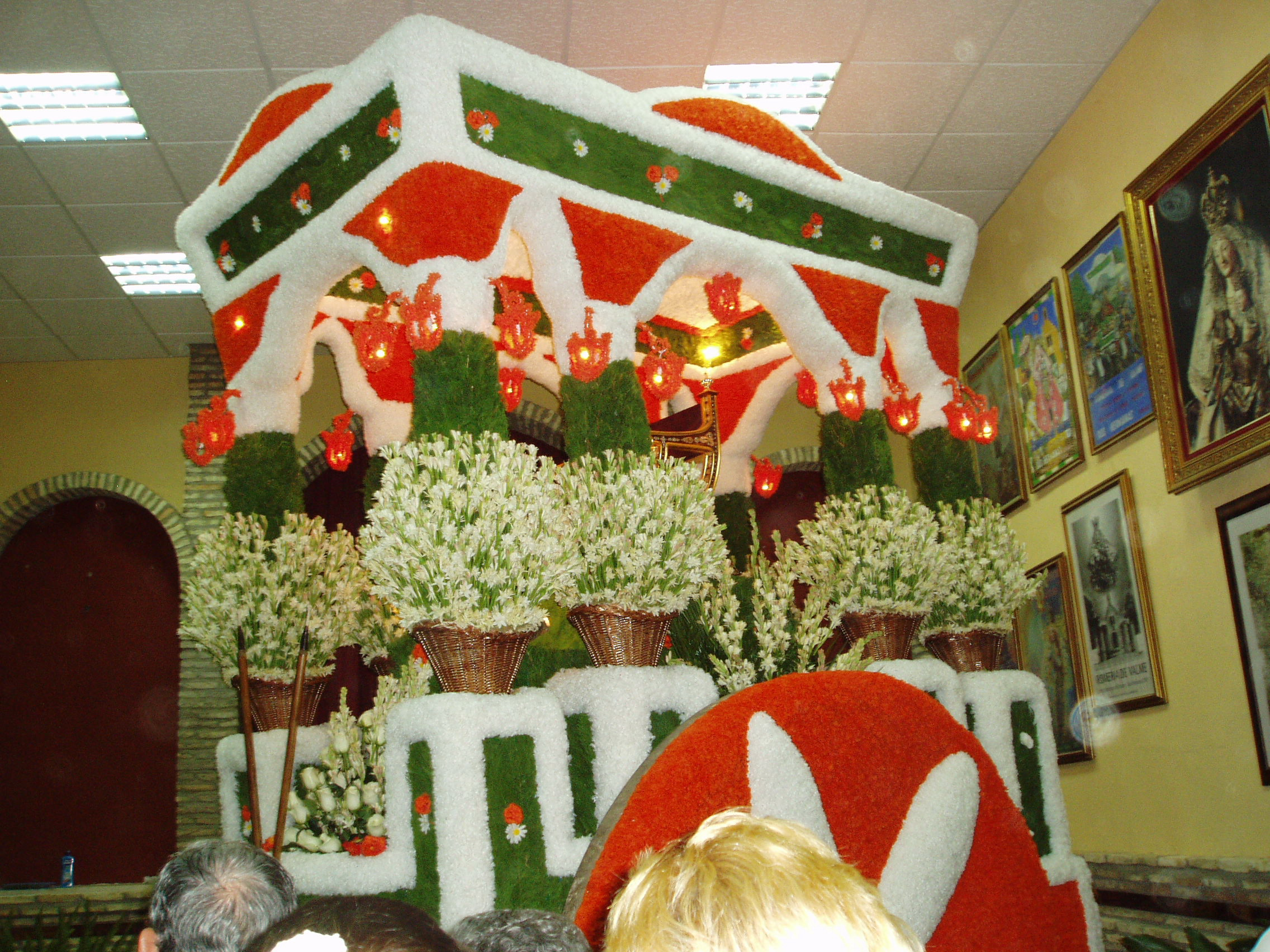
Carreta de la Virgen de Valme, 2006

En Dos Hermanas hay varias fiestas locales entre las que destacan la Romería de Valme y la Feria de mayo, que han sido declaradas Fiestas de Interés Turístico Nacional, así como la Semana Santa.

#### Romería de Valme
La Romería de Valme se celebra cada año, el tercer domingo de octubre. La romería consiste en trasladar a la imagen de la Virgen de Valme desde la iglesia de Santa María Magdalena a la ermita del Cortijo del Cuarto, en la barriada sevillana de Bellavista. La romería se celebró por primera vez en 1894 y fue declarada Fiesta de Interés Turístico Nacional el 15 de junio de 1976.
En la actualidad (2009) la fiesta se inicia a las seis de la mañana con una misa de romeros, que se celebra en la parroquia de Santa María Magdalena, a las ocho, de la mañana. La imagen gótica del siglo XIII, vinculada a la reconquista de Sevilla, se traslada del altar mayor a su carreta, para comenzar el camino hacia la ermita del Cortijo del Cuarto, acompañada de una comitiva oficial encabezada por las autoridades municipales. A la comitiva le siguen los jinetes y las amazonas montadas a caballo. Cerca de la carroza de la Señora le acompañan muchos fieles andando por delante y por detrás, y cierran la comitiva las carretas y galeras, tiradas por bueyes y engalanadas con flores de papel. La comitiva llega al Cortijo del Cuarto sobre mediodía y los romeros se esparcen en grupos por el recinto para pasar al aire libre un día festivo con comidas variadas y cante y baile de sevillanas. En la puerta de la ermita se aglomera la gente a honrar a la Señora. A las seis de la tarde, después del rezo del Rosario, se inicia el regreso de la imagen a su templo de partida.
La Romería de Valme está considerada una de las más concurridas y populares de Andalucía tras las romerías del Rocío y la de Nuestra Señora de la Cabeza, ya que se calcula que cada año asisten a la romería unas 200 000 personas venidas de todos los lugares de Andalucía. Cuenta con el apoyo directo de 1800 hermanos que se encargan de los preparativos de la celebración anual.

#### Feria de Mayo
La Feria de Dos Hermanas reúne las características propias de este tipo de festejos que se celebran en la mayoría de pueblos y ciudades de Andalucía. Su fecha de celebración está ligada a la Feria de Abril de Sevilla, puesto que siempre se celebra dos o tres semanas después de ella, de miércoles a domingo, cayendo generalmente en el mes de mayo. La feria se inicia con el encendido del alumbrado.
Como nota peculiar la Feria de Dos Hermanas tiene dos portadas y sus casetas permanecen montadas todo el año y el esqueleto de sus portadas también, cada siete u ocho años cambia el aspecto de las portadas. En el Real de la Feria se lucen los coches de caballos, jinetes y amazonas montadas a caballo y las mujeres vestidas con trajes de gitana. La caseta municipal es de acceso libre para todas las personas.
Las casetas instaladas superan el centenar y las hay cofrades, rocieras, gremiales, familiares, sindicales, la bética y la sevillista; también la del Ibarburu, fútbol canterano. Cabe destacar que el último día de feria se celebra un festival pirotécnico de gran relevancia, que reúne en el Real de la Feria a una gran cantidad de espectadores.
La Feria fue declarada Fiesta de Interés Turístico Nacional por Resolución de 6 de mayo de 1998.
Las instalaciones cuentan con cámaras de seguridad para la prevención de altercados. Como medida medioambiental, una empresa nazarena recoge todo el aceite usado en las casetas para utilizarlo en la producción de biodiésel.
El dispositivo de seguridad que vela por el desarrollo pacífico de la feria lo forman agentes de la policía local, bomberos y efectivos de la Policía Nacional además de una Unidad de Intervención Policial (UIP). También el Servicio de Protección de la Naturaleza de la Guardia Civil realiza controles a los caballos en el real e inspecciona alimentos en casetas. Completan el dispositivo miembros del Servicio de Información y Notificación y voluntarios de Protección Civil y Cruz Roja que se instalan en el real.

#### Semana Santa
Durante esta fiesta religiosa procesionan por la ciudad diez hermandades de penitencia, así como cuatro agrupaciones parroquiales, según la siguiente organización y calendario.
Sábado anterior al Domingo de Pasión: la Agrupación Parroquial de la Santa Cruz, Sábana Santa, Ntro. Padre Jesús en su Prendimiento, María Stma. del Carmen, San Juan Evangelista y San Hemenegildo es la primera en ponerse en las calles en las vísperas nazarenas desde 2016, año de su primera Estación de Fe. Cada año, María Stma. del Carmen procesiona acompañada por la Santa Cruz en las céntricas calles de Dos Hermanas desde la capilla de San Sebastián en la tarde del sábado anterior al Domingo de Pasión.
Viernes de Dolores: Nuestra Señora de las Angustias es la protagonista del Viernes de Dolores en Dos Hermanas. La titular de la Agrupación Parroquial Santísimo Cristo de la Misericordia, Nuestra Señora de las Angustias y San Antonio de Padua procesiona desde la calle Habana en el antiguo paso de la Cruz de Mayo que protagonizaba la Agrupación desde hace años.
Sábado de Pasión: la Agrupación Parroquial de Ntro. Padre Jesús de las Tres Caídas, María Stma. de la Paz y Bendito Patriarca San José procesionó por primera vez en 2009, aunque su fundación tuvo lugar hace casi 30 años. Cada año realiza su salida procesional desde la parroquia de la Oliva en su paso que representa a Cristo en su tercera caída. Se encuentra acompañado de su madre María Sta. de La Paz y de un cirineo, que le sostiene la cruz.
Además en el barrio de Montequinto tiene lugar la Salida Procesional de Nuestra Señora del Pilar en su paso de palio (estrenado en 2018) desde la parroquia de Ntra. Sra. de los Ángeles y San José de Calasanz. Esta imagen pertenece a la Agrupación Parroquial de Ntro. Padre Jesús de la Humildad en Getsemaní, Ntra. Sra. del Pilar en su Mayor Dolor y Santiago Apóstol.
Domingo de Ramos: la Real Hermandad y Cofradía de Nazarenos de la Sagrada Entrada de Jesús en Jerusalén y Nuestra Señora de la Estrella, conocida popularmente como La Borriquita, fundada en 1953, procesiona en la tarde del Domingo de Ramos con dos pasos: El misterio, con Ntro. Padre Jesús en su Sagrada Entrada en Jerusalén (1962) y el paso de palio, que preside Nuestra Señora de la Estrella. (1959).
Igualmente, procesiona la Real Hdad. del Stmo. Sacramento, Ntro. Padre Jesús Cautivo y María Stma. de la Esperanza fundada en 1939, en su mayoría por excombatientes y ex-cautivos de la Guerra Civil. El cortejo está formado por dos pasos: El paso de Ntro Padre Jesús Cautivo (1939), paso el cual se encuentra completamente dorado y el paso de palio con la imagen de María Stma. de la Esperanza, de 1940. Un buen lugar para visualizar a esta hermandad es en el conocido callejón Cruz, donde esta se suele lucir especialmente.
Lunes Santo: procesiona la populosa Hermandad de la Santa Cruz de Ntro. Señor Jesucristo Y Cofradía de Nazarenos de Ntro. Padre Jesús en la Presentación al Pueblo, Ntra. Sra. del Amor y Sacrificio y San José, cuyos inicios están en la desaparecida Hdad. de la Santa Cruz de los Trabajadores de la Virgen (1954). Posteriormente en 1980 un grupo de antiguos miembros volvió a retomar el proyecto, teniendo su primera estación de penitencia en 1986. Procesionan dos pasos, el paso de misterio de Ntro. Padre Jesús en la Presentación al Pueblo (1983) con un total de seis figuras más y el paso de palio con la talla de Ntra. Sra. del Amor y Sacrificio, obra anónima del siglo XVIII restaurada en 1980. Lugares recomendados para ver a esta cofradía son la Pasarela Cristo de la Presentación, así como la entrada o salida en su pequeña capilla del conocido barrio Pachico.
Martes Santo: la Real e Ilustre Hermandad y Cofradía de Nazarenos de Ntro. Padre Jesús de la Pasión y Ntra. Madre y Sra. del Amparo, fundada en 1980 en el barrio periférico de Las Portadas. Procesionan dos pasos, en el primero, la imagen del Señor de Pasión y su Cirineo (1990 y 1995 respectivamente) y en el segundo, el paso de palio con la talla de Ntra. Sra. del Amparo (1971). Se recomienda ver a esta hermandad a su paso por el callejón Cruz o en la esquina de los Cuatro Cantillos.
Miércoles Santo: la Antigua Hdad. del Stmo. Rosario y Cofradía de Nazarenos de la Sagrada Oración de Ntro. Señor Jesucristo en el Huerto y Ntra. Madre y Sra. de los Dolores, es junto a la Hermandad de Vera-Cruz y Santo Entierro una de las más antiguas de la ciudad. Se cree que su fundación es de principios del siglo XVIII, las primeras referencias datan de 1728, aunque al haberse fusionado con la Hdad. de Ntra. Sra. del Rosario su antigüedad se puede remontar al siglo XVI. Esta información se desconoce pues durante los sucesos de 1936, la hermandad perdió sus imágenes titulares debido al incendio de la parroquia mayor de Sta. María Magdalena. Procesiona el paso de misterio con Ntro. Padre Jesús Orando en el Huerto (1948) junto a tres apóstoles y el ángel, y el paso de palio con la talla de Ntra. Sra. de los Dolores de 1941.
Jueves Santo: procesiona la Hermandad Sacramental de la Sagrada Cena, Jesús Humillado y Ntra. Sra. del Amparo y Esperanza, conocida popularmente como La Sagrada Cena. Fue fundada en 1989 como Asociación Parroquial y en 1999 procesionaron tres pasos: el paso de misterio junto con los doce apóstoles, el paso de Jesús Humillado y por último, el paso de palio con la imagen de la dolorosa, Nuestra Señora del Amparo y Esperanza. Tras unos años sin realizar salida procesional vuelve a procesionar en 2012, esta vez solo el paso de misterio. En el año 2013 se incorpora Nuestra Señora del Amparo y Esperanza y, por último, Jesús Humillado hace lo propio en 2018.
La Antigua y Real Hermandad y Cofradía de Nazarenos del Santo Cristo de la Vera Cruz, María Stma. en sus Misterios del Mayor Dolor y Asunción a los Cielos y San Sebastián Mártir fue fundada en el siglo XVI, sus Reglas Fundacionales datan de 1544 por lo que es la Hdad. de Penitencia más antigua de la ciudad. En sus principios fue Hdad. de Sangre, con Hospital propio para pobres. Procesiona desde su capilla de San Sebastián con la talla anónima del Santo Cristo de la Vera-Cruz de mediados del siglo XVI en su paso. Asimismo en el paso de palio procesiona la imagen de María Stma. en su Misterios del Mayor Dolor que igualmente es de autor desconocido y se reconoce como de principios del siglo XX.
Viernes Santo (Madrugá): tiene lugar la procesión de la Fervorosa Hermandad y Cofradía de Nazarenos de Ntro. Padre Jesús del Gran Poder, María Stma. del Mayor Dolor y Traspaso, y San Juan Evangelista. Fue fundada en 1899 y procesionan el paso de cristo, con la imagen del Señor del Gran Poder (1901) y el paso de palio con las imágenes de la Virgen del Mayor Dolor y Traspaso (1902) junto a San Juan Evangelista. Realiza su salida procesional sin acompañamiento musical y durante absoluto silencio de la madrugada del Viernes Santo.
Viernes Santo: en la tarde del Viernes Santo tiene lugar la estación de penitencia de la Fervorosa Hermandad y Cofradía de Nazarenos de Ntro. Padre Jesús Descendido de la Cruz y Ntra. Madre y Sra. de la Amargura, que fue fundada en 1951 por un grupo de obreros de la industria aceitunera. Procesiona un único paso de misterio donde la talla de Ntra. Sra. de la Amargura de 1992, sostiene en su regazo a Cristo Muerto (1992). En 1987 la talla de la Virgen fue restaurada por Manuel Carmona, quien puso en duda que su autor fuera Manuel Pineda Calderón ya que afirmó que se trataba de una antigua Virgen de Gloria modificada por Pineda.
Sábado Santo: la Antigua y Fervorosa Hermandad y Cofradía del Triunfo de la Santa Cruz sobre la Muerte, Santo Entierro y Resurrección de Ntro. Señor Jesucristo y Ntra. Sra. de la Soledad pone el broche de oro a la Semana Santa de Dos Hermanas. Sus inicios se remontan a finales del siglo XVI, algunos indicios indican que fue 1596 el año de su fundación. En el paso de Cristo procesiona, en el interior de una urna, la talla de Cristo Yacente (1995) y en el paso de palio la imagen de la Virgen de la Soledad cuyo autor es anónimo y fue tallada en el siglo XVII.
Otras fiestas locales
A finales de julio se celebran las fiestas patronales de Santiago y Santa Ana, en las que sale en procesión el 26 de julio la talla de Ntra. Sra. de Santa Ana. Su hermandad tiene mucho arraigo en la ciudad ya que Santa Ana es la Patrona de Dos Hermanas. Durante unos días se celebra una velada muy popular en la plaza del Arenal.
En Quinto, en el mes de mayo, 8 días antes de Pentecostés), se celebra la Romería de Nuestra Señora de los Ángeles, que se traslada a la ermita de la Alegría, muy cercana del hipódromo donde las familias pasan el día en hermandad.
En Fuente del Rey se celebra la festividad de San Fernando.

### Gastronomía

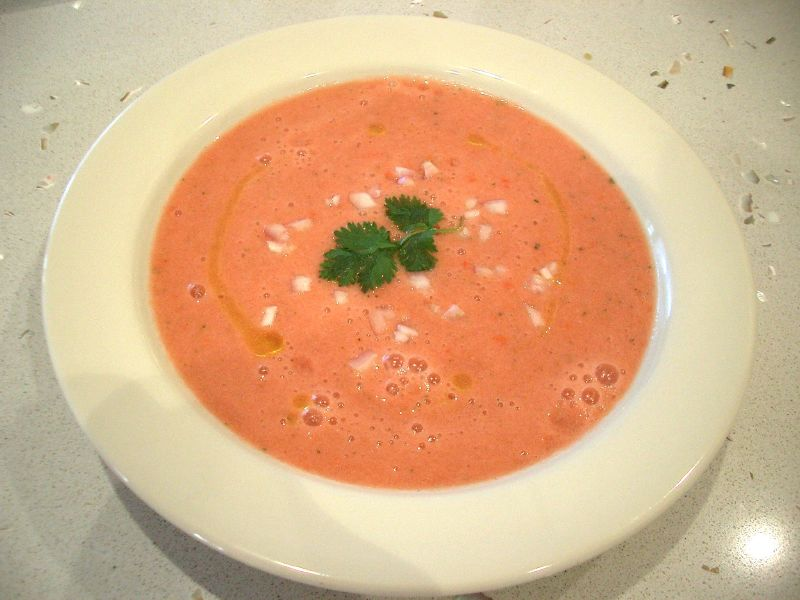
Plato con gazpacho servido generalmente frío

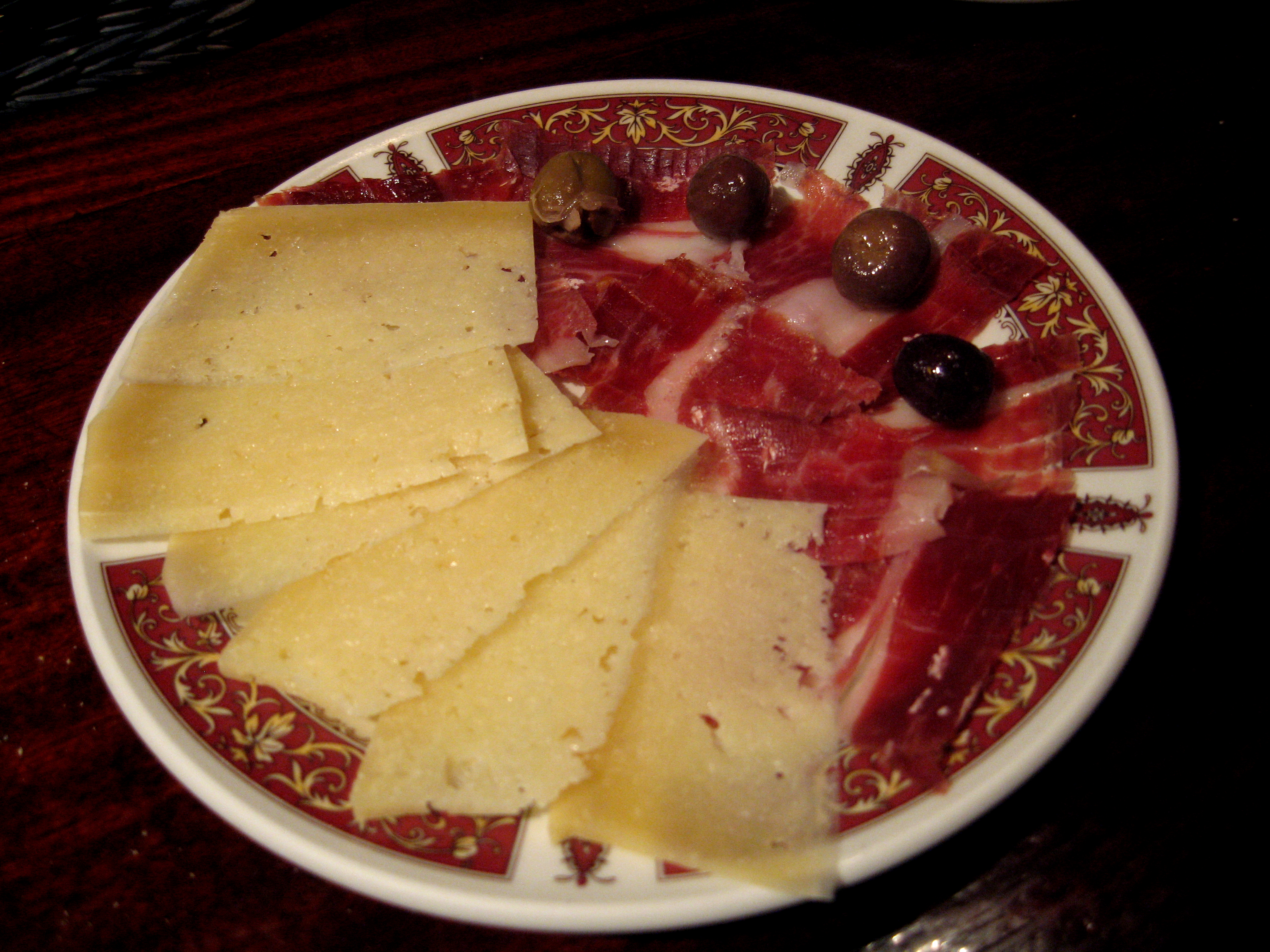
Tapa de jamón y queso

La gastronomía de Dos Hermanas está condicionada por el clima imperante en la ciudad, de modo que existe una gastronomía típica del invierno y otra muy diferenciada adaptada a los calores y altas temperaturas del verano. La gastronomía nazarena se caracteriza por su sencillez y frugalidad, no basada en una complicada elaboración sino en el sabio aderezo de productos de la dieta mediterránea.
Como platos típicos de la localidad nazarena pueden citarse como platos veraniegos: el gazpacho andaluz, los pimientos asados, diversos tipos de platos fríos denominados salpicón y ensaladas variadas. El pescao frito es un plato que consiste en freír un variado de pescado enharinado en abundante aceite de oliva que se consume durante todo el año. Asimismo, es muy común degustar una amplia gama de chacinas, principalmente, jamón serrano, así como distintos tipos de queso.
En los meses invernales son típicos: el puchero en colorao, el puchero de arroz, garbanzos y gallina, los caracoles con salsa sopeada, la caldereta de pavo, la carne con tomate, las tarvinas de bacalao, las espinacas con garbanzos, el menudo o callos, las papas aliñás (patatas cocidas aliñadas con distintos condimentos) y la sopa de picadillo.
Entre las bebidas más típicas destacan el tinto de verano (vino tinto con gaseosa), la cerveza y, en la feria, el vino fino de Jerez y la manzanilla de Sanlúcar.
Al igual que en toda Andalucía, destacan las tapas. La lista de tapas es muy extensa, ya que en su elaboración intervienen la imaginación y creatividad de cada profesional de la hostelería. La cultura del tapeo va desde la muestra de guisos y platos calientes pasando por fritos, arroces y guisos, hasta la más ligera de las tapas frías, aliños y chacinas, así como las aceitunas sevillanas en sus variedades encurtidas o aliñadas: gordales, manzanillas, machacadas, entre otras.
Entre los dulces típicos tradicionales nazarenos destacan varios dulces artesanos del convento de San José: magdalenas, bizcochos, medias noches, cruasanes, bollos de leche, así como los que forman parte de la repostería andaluza típica, como las tortas de aceite, las tortas de polvorón, los pestiños, las torrijas, los alfajores, las yemas de san Leandro y el tocino de cielo.

### Habla
En Dos Hermanas se habla una variante del dialecto andaluz similar al de la ciudad de Sevilla, por ser un municipio colindante con el de Sevilla y estar sus habitantes muy interrelacionados. Las características principales de este habla son el ceceo, en el interior de un territorio donde predomina el fenómeno opuesto, el seseo; y la similitud con dialectos hispanoamericanos.
En su morfología se produce un empleo muy frecuente, a veces excesivo o redundante, de los pronombres personales en función del sujeto, como «yo» y «tú» debido a la pérdida de la «s» final en las conjugaciones de los verbos, para que el oyente perciba claramente que se hace referencia a la primera o bien a la segunda persona: lo que tú digas. Por otra parte, tampoco se suele hacer uso del pronombre vosotros que se sustituye por ustedes, tanto en la segunda como en la tercera persona verbal del plural y así se dice: ustedes jugáis, ustedes juegan. Se produce de igual manera cuando se tutea o cuando se habla en registro de cortesía, lo cual está aceptado en todas las capas sociales. Sin embargo, se considera de rango más coloquial, e incluso vulgar, la sustitución del pronombre objeto «os» por «se»: ustedes se creéis en vez de vosotros os creéis que yo me chupo el dedo.
Entre las características más sobresalientes de su fonética, además del ceceo, se presenta el yeísmo (no se hace distinción entre /j/ y /ʎ/). El fonema /n/ en grupos consonánticos se pierde ante /h/: naranja - /na'ra.ha/, berenjena - /be.re'he.na/ y también se pierde en agrupaciones como instituto - /is.ti'tu.to/, construir /coh.tru'ir/. En general, hay una escasa tensión articulatoria, lo que propicia relajación y aspiración de algunos fonemas o su pérdida. La [s] se aspira /h/ en posición final de sílaba o incluso se pierde al final de palabras: casco /'kah.ko/, después /deh'pwe/. También se pierden [d] y [r] finales: maldad /mal'da/, caminar /ka.mi'na/ y [d], por ejemplo en terminaciones ado, a: pescado /peh'ka.o/. [j] se realiza como una aspiración suave /h/, no /x/ como en la mayor parte de España. Se presenta la igualación de [l] y [r]: soldado /sor'da.o/, cuerpo /'kwel.po/ y sartén /sal'ten/. [ch] no se realiza /tʃ/ sino /ʃ/: coche /'ko.ʃe/, como en países hispanoamericanos como República Dominicana o Puerto Rico.
Existe un rico léxico compuesto, entre otras, por palabras de origen árabe y arcaísmos del castellano. Aunque el dialecto andaluz en general ha sido duramente despreciado, puede afirmarse que se trata de uno de los dialectos más evolucionados del español.

### Deporte
La infraestructura deportiva existente en Dos Hermanas es amplia y diversa, compuesta por instalaciones deportivas de gestión municipal, centros sociales de gestión privada e instalaciones polideportivas para la práctica del deporte de base. Es destacable también la gran cantidad de entidades deportivas existentes de los deportes más populares.

#### Instalaciones deportivas municipales
Para la práctica de deportes la ciudad dispone de las siguientes instalaciones que son gestionadas por la Delegación de Deportes:
| - Complejo deportivo municipal Ramón y Cajal - Centro municipal de expresión corporal - Complejo deportivo municipal Los Montecillos - Palacio de los Deportes - Complejo deportivo municipal Pepe Flores | - Complejo deportivo municipal de Montequinto - Piscina municipal Fuente del Rey - Centro municipal acuático y deportivo - Estadio municipal Miguel Román García - Estadio municipal Manuel Adame Bruña |

#### Gran Hipódromo de Andalucía

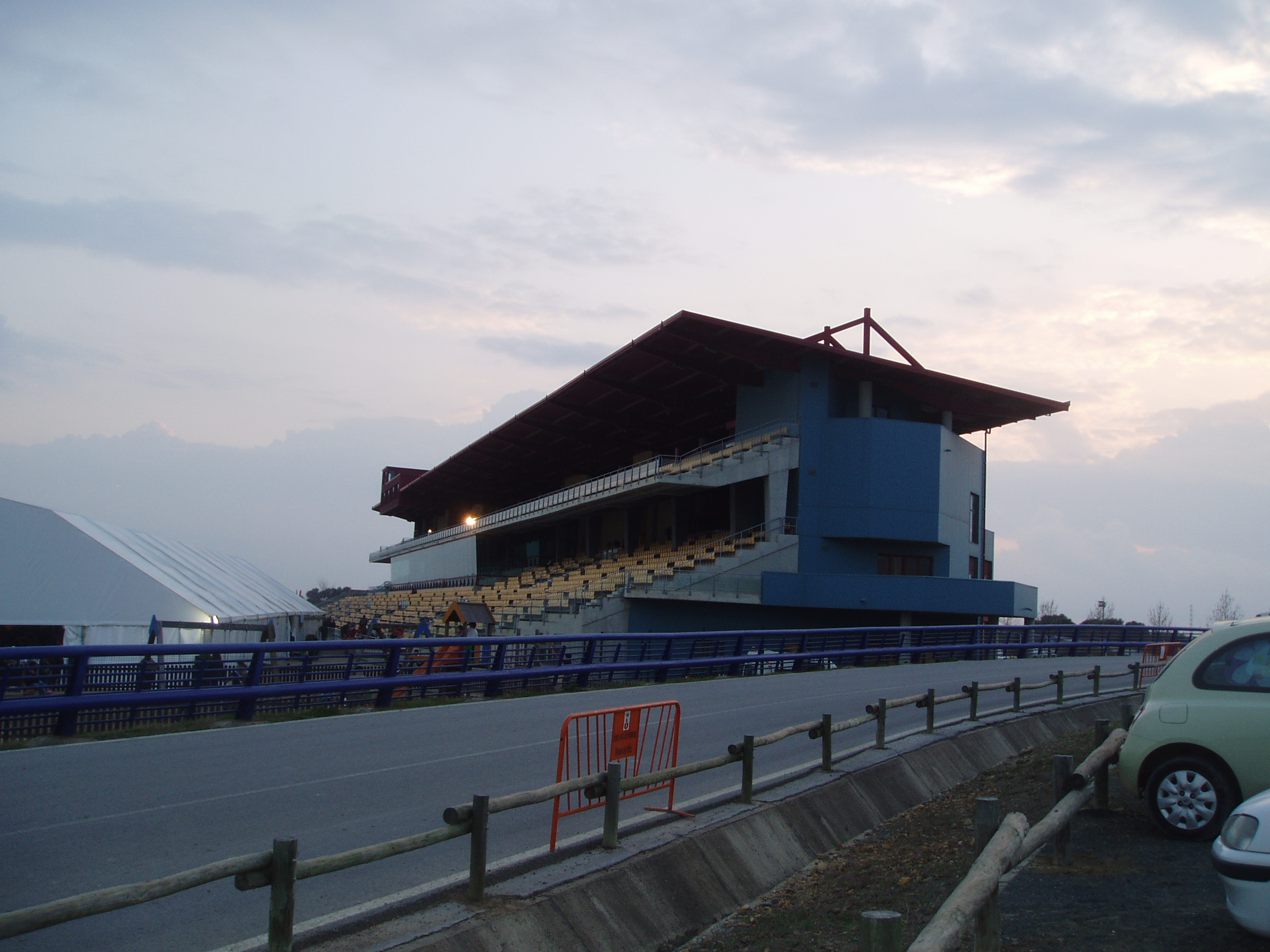
Gran Hipódromo de Andalucía

El Gran Hipódromo de Andalucía es un proyecto deportivo impulsado por la Junta de Andalucía y el Ayuntamiento de Dos Hermanas que fue inaugurado en 2002. El hipódromo y sus instalaciones complementarias ocupan una superficie de 155 ha, con un aforo de unas 5000 personas. Cuenta con dos pistas de galope: una de hierba, con un perímetro de 2000 m, y otra de arena, de 1800 m perimetrales. También dispone de una pista de trote de 1600 m de perímetro y otra de obstáculos de 1400 m.

#### Actividades y competiciones deportivas
Las actividades y competiciones deportivas más importantes que se celebrarán en las diversas instalaciones a lo largo de 2009 serán las siguientes:
| - VIII Torneo fútbol 7 Ciudad de Dos Hermanas - XI Media maratón Tierra y Olivo - XXIII Campeonato de gimnasia rítmica Ciudad de Dos Hermanas - IX Torneo internacional de tenis por equipos Ciudad de Dos Hermanas - XXI Campeonato de waterpolo - VII Campeonato local de ciclismo Clásica Santa Ana - IX Torneo de pádel Ciudad de Dos Hermanas | - XI Campeonato de vóley playa Ciudad de Dos Hermanas - XIV Encuentro Provincial de gimnasia rítmica - XXVI Campeonato de natación Ciudad de Dos Hermanas - VI Abierto internacional de ajedrez Ciudad de Dos Hermanas - XII Torneo navideño de ajedrez - Juegos Deportivos Municipales |

#### Clubes deportivos
En Dos Hermanas hay federadas las siguientes entidades deportivas:
| - Club Deportivo Cuore de fútbol sala - Club Deportivo Quintos 2011 - Club Atletismo Montequinto - Club Deportivo Miguel de Unamuno - Peña Deportiva Rociera - Club deportivo La Motilla - Club Social Deportivo Vistazul - Dos Hermanas Club de Fútbol - Peña Ciclista Dos Hermanas Gómez del Moral - Real Club de Golf de Sevilla - Club Bancaya - Club Deportivo Cantely - Club de Tenis | - Club deportivo Montequinto - Fútbol sala Nazareno - Club Basket Nazareno - Club Balonmano Dos Hermanas - Club Atletismo Orippo - Casa del Ajedrez - Club deportivo de vóley playa de Dos Hermanas - Club de Gimnasia Rítmica Dos Hermanas - Club Natación Dos Hermanas - Club de Baloncesto Ciudad de Dos Hermanas |

### Medios de comunicación

#### Prensa escrita y digital

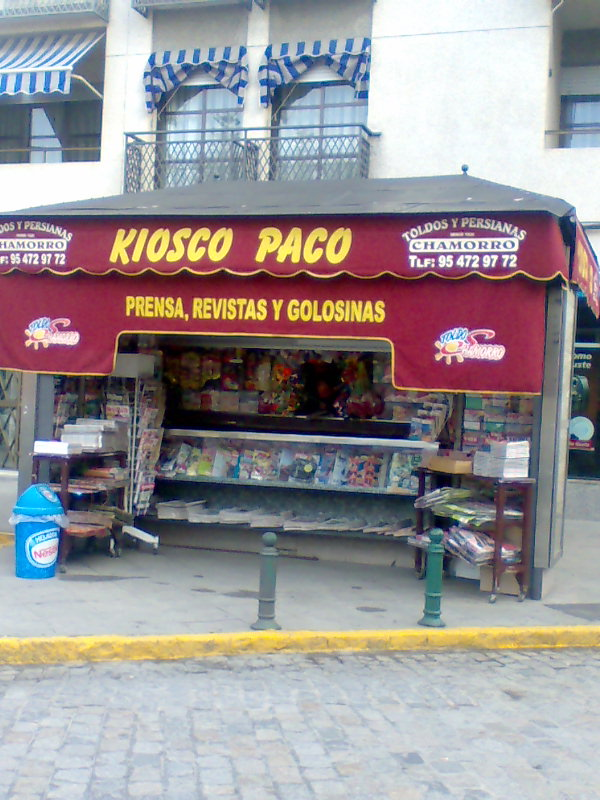
Prensa en plaza de la Constitución

En Dos Hermanas existen dos periódicos semanales que se distribuyen de forma gratuita.
- Periódico La Semana de Dos Hermanas,[161] editado por Editec Sur S.L., es pionero de la prensa local al ser la continuación de la revista quincenal Actualidad Nazarena. La revista a todo color fue fundada en enero de 1994 y fue el primer medio de comunicación escrito con circulación regular de la Democracia en Dos Hermanas. La revista quincenal pasó a formato tabloide en febrero del año 1996, recibiendo la denominación actual. La Semana se imprime a todo color en rotativa sobre papel prensa. Tiene una tirada media de 12 000 ejemplares (tirada media de 2006 a 2018). Se distribuye gratuitamente todos los miércoles de forma ininterrumpida de septiembre a julio. Desde febrero de 2006 dispone de sitio web, siendo el periódico digital decano de Dos Hermanas. Con cerca de 70 000 entradas de información, recibe toda la información publicada en papel y que se actualiza diariamente.
- Periódico El Nazareno, editado por Prensa Nazarena S.L. se fundó en octubre de 1994, es el tabloide decano de la prensa gratuita de Andalucía. Se imprime a todo color en rotativa sobre papel prensa. Se distribuye de forma gratuita cada jueves de septiembre a julio (excepto dos semanas de parada vacacional de Navidad). Tiene una tirada de 12 000 ejemplares (dato de marzo de 2016).

Además, en Dos Hermanas se venden los periódicos que se editan en Sevilla capital (ABC, Diario de Sevilla y El Correo de Andalucía), los cuales tienen corresponsalías en Dos Hermanas y publican las noticias más relevantes de la ciudad. También se venden los periódicos de ámbito nacional como El País o El Mundo.
Otros periódicos que ocuparon en la historia nazarena su lugar, fueron, entre otros, Actualidad Nazarena, La Información de Dos Hermanas, Dos Hermanas Información, a lo largo de los años 90, aparte de los dos comentados ya, que siguen en vigor.

#### Emisoras de radio
Las emisoras de radio con más oyentes son las de ámbito nacional: Cadena Ser, Onda Cero, RNE, y COPE; y la autonómica Canal Sur Radio.
Además pueden sintonizarse en la ciudad muchas emisoras de Frecuencia Modulada especializadas en música, deporte u otros temas, que emiten desde Sevilla capital u otras ciudades cercanas como Utrera o Alcalá de Guadaíra.
Al sur, en la carretera de Los Palacios y Villafranca, hay una instalación de onda media, poderosa, que transmite con un alto mástil de 244 m, usado para la transmisión de RNE-1 con 300 kW en 684 kilohercios. El transmisor, es designado como RNE-1 Sevilla puede ser recibido fácilmente durante la noche en Europa entera. También emite para RNE-5, en 603 kHz.
Desde 2012 puede sintonizarse en la 99.1 de la frecuencia modulada D-Radio Dos Hermanas, una joven emisora que apuesta por el contenido musical, cultural e informativo de la ciudad. Actualmente, este canal emite poca programación local y está asociado al grupo de emisoras de música urbana Gozadera FM, llegando así a denominarse incluso en antena.
Otras radios locales fueron en la historia, Radio Estrella, Radio Realidad, Onda Nazarena Radio, Dos Hermanas Radio, Radio Valme y tras la compra de Prisa de Radio Estrella 96.5, Radiolé, SER Dos Hermanas hasta su cambio a Sevilla capital donde tras ser Máxima FM, ahora es SER + Sevilla, en el 96.5. Tras un tiempo de vaivenes, quedó la 99.1 DRadio Gozadera FM que se indica arriba.

#### Televisión
Respecto de la televisión, las cadenas con más audiencia son las nacionales TVE1, Telecinco y Antena3 TV; y la autonómica Canal Sur Televisión. Hasta la desaparición de la televisión analógica, existió también una emisora local de televisión denominada Televisión Nazarena, así como también existió TV Orippo, de DVA Comunicación, emitiendo ambas cadenas en analógico hasta bien entrado el año 2006, donde tras acceder al concurso de TDT Local para la demarcación de Dos Hermanas, se unieron en una licencia, que no llegó a emitir y quedó desierta.
Aparte de TVN y TVO, existieron otras cadenas como Tele Dos, Tele Dos Hermanas y la antecesora de TV Orippo, Onda Nazarena Información.

## Ciudades hermanadas
- Granada, Nicaragua
- Pinar del Río, Cuba